# JR東日本E231系電車
E231系電車（E231けいでんしゃ）は、東日本旅客鉄道（JR東日本）の直流一般形電車。

## 概要
本系列は、老朽化および陳腐化が進んだ首都圏の通勤車両（103系、201系、205系ならびに301系）および近郊形車両（113系ならびに115系）の置き換え用及び209系・E217系に続く標準型車両として開発・投入された。通勤・近郊タイプの基本仕様を統一し、幅広車体採用による混雑緩和を図っている。
0番台は2000年3月より中央・総武緩行線（習志野電車区）、次いで近郊タイプが同年6月より宇都宮線（小山電車区）に、500番台が2002年4月より山手線（山手電車区）、そして800番台が2003年5月より帝都高速度交通営団（現：東京メトロ）東西線直通用にそれぞれ順次投入された。車両のデザインはGKインダストリアルデザインが担当している。
省エネルギー化と生産コスト、メンテナンスコストの大幅削減を目的にJR東日本が1990年代に開発した209系以降の「新系列車両」の技術に加え、運行制御システムへの新機軸の採用により、その後の鉄道車両の開発にも大きな影響を与えた。本系列の開発目標としては「ライフサイクルコストの低減」「サービス向上」がある。本系列はJR東日本と東急車輛製造が共同開発した車両で、東急車輛製造のほかに川崎重工業車両カンパニーやJR東日本新津車両製作所でも製造されている（新津製は普通車のみ）。
2022年現在ではJRグループ内で同一系列としては後継のE233系に次ぐ配置両数を誇り、2011年に総生産両数は2,736両に達した。山手線用6扉車・サハE230-500番台104両と中央・総武緩行線用6扉車・サハE230-0番台3両が廃車となったほか、サハE231-4600番台1両がE235系に編入されたため、2015年4月1日時の在籍数は2,628両となっている。
本系列の開発により、JR東日本は2006年度地球温暖化防止活動環境大臣表彰（対策技術導入・普及部門）を受けた。その理由は省エネルギー化およびリサイクル可能部品の多数使用、さらに他社での技術採用（後述）により鉄道業界全体の省エネなどに貢献しているとする点である。さらに、本系列およびNEトレインの開発・導入によってJR東日本は「省エネ車両の継続的導入と世界初のハイブリッド鉄道車両の開発・導入」という理由により、第16回地球環境大賞の文部科学大臣賞を受賞した。

## 構造

### 車体
本系列は、車体形状や装備の違いにより通勤タイプと近郊タイプの2つに大別できる（詳細は後述）。基本設計は共通で、量産効果による車両製造コストの低減を図っている。
車体は軽量ステンレス製で、前面部にはFRP（ガラス繊維強化プラスチック）製のカバーで覆う構造が用いられている。車体構造はE217系や209系500番台に準じたもので、近郊タイプのみならず、通勤タイプにも2,950 mmの拡幅車体を採用している。ただし、例外として800番台は東京地下鉄線内の車両限界の関係から2,800 mm幅となっている。また、床面高さはレール面から1,165 mmに低減され、さらに靴擦り部分を傾斜させ、先端部の高さを1,150 mmとした（900番台は1,180 mmで、傾斜もない）。これにより、ホーム（1,100 mm）との段差解消と低重心化が図られている。E217系から採用された運転室構体への衝撃吸収構造を本形式も採用している。
| 項目             | 特性                    |
| ---------------- | ----------------------- |
| 心皿間距離       | 13,800 mm               |
| 片側出入口個数   | 4扉                     |
| 相当曲げ剛性     | 5.8×1014（N・mm2）      |
| 相当ねじり剛性   | 176.9×1012（N・m2/rad） |
| 曲げ固有振動数   | 構体12.7 Hz             |
| ねじり固有振動数 | 構体3.0 Hz              |
| 主材料           | SUS301L・SUS304         |
| 構体質量         | M車5.1 t・T車4.8 t      |

車体形状は、製造した車両メーカーにより細部に差異が生じている。これは各車両メーカーが得意とする加工方法で車両の製造を行えるように若干の仕様の相違を許容しているためで、前述の量産効果に加えて車両製造コストの低減に寄与している。具体的には、近郊タイプおよび800番台では車体妻面部の処理・縦雨樋の形状・ドア横の柱の処理・内装の素材などが異なっている（下写真参照）。また、長期間にわたって製造が行われたため、同一のタイプ・番台でも製造時期により細かな仕様の変更（各車両連結部分への貫通扉の設置、傾斜式戸閉機構の採用、7人かけ座席間枕木方向へのつり革増設、火災対策としての天井整風板の素材変更など）が行われている。
メーカーごとの差異

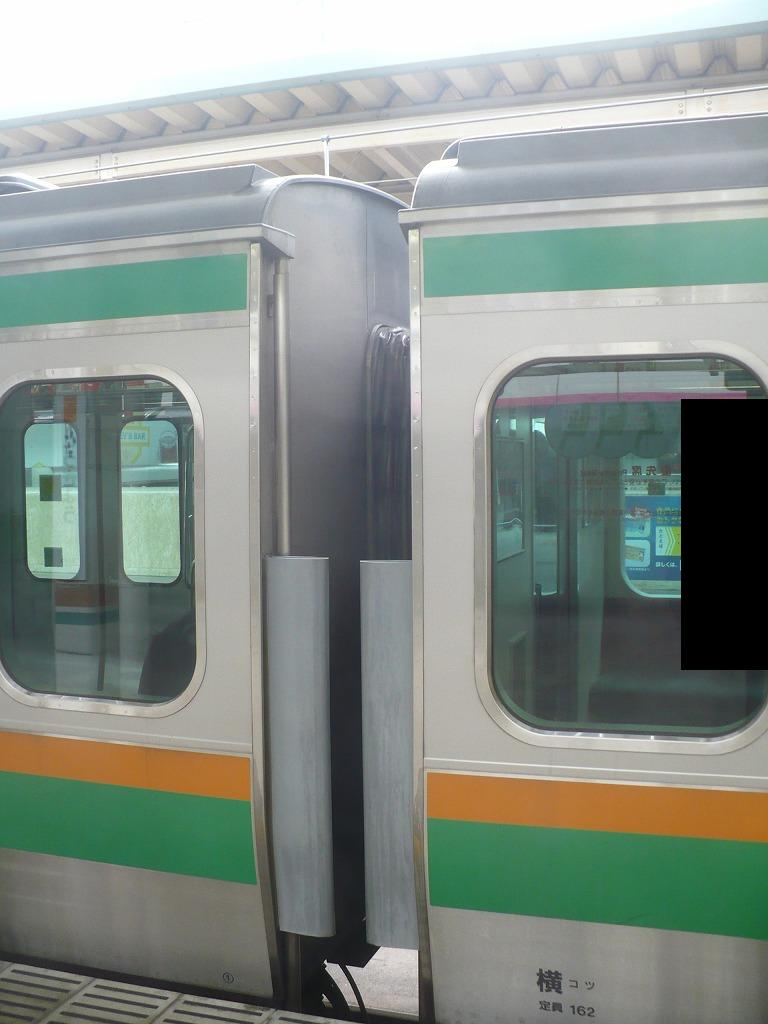
（写真1）東急車輛・新津製作所製の妻面形状[注 4]
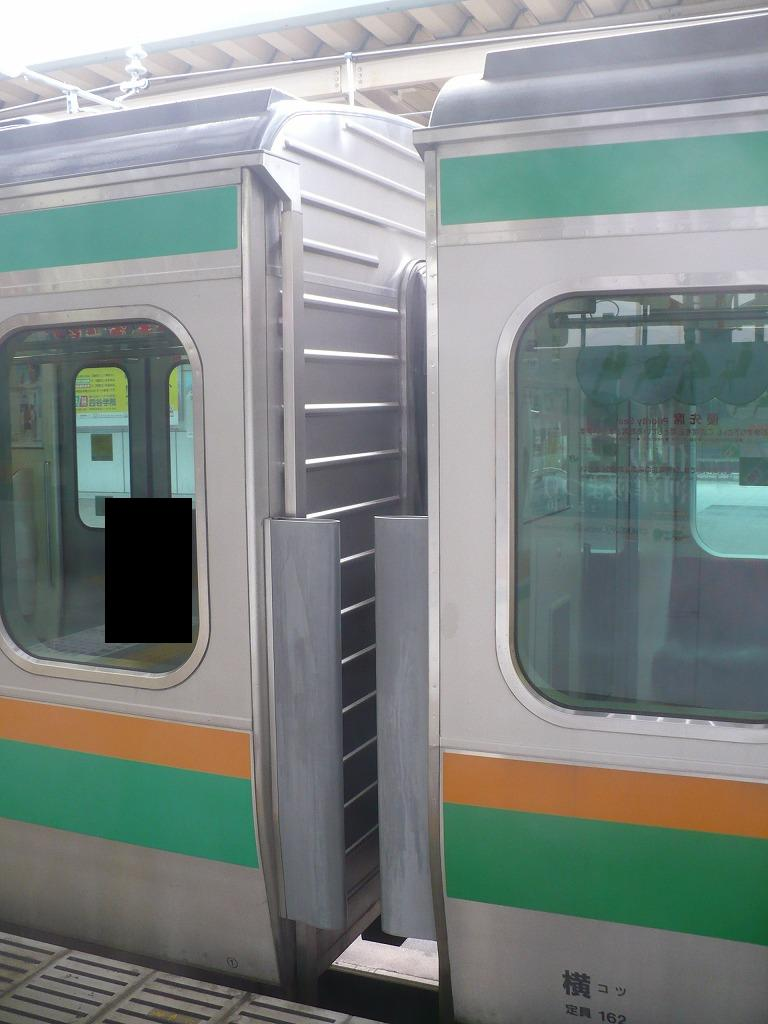
（写真2）川崎重工製の妻面形状
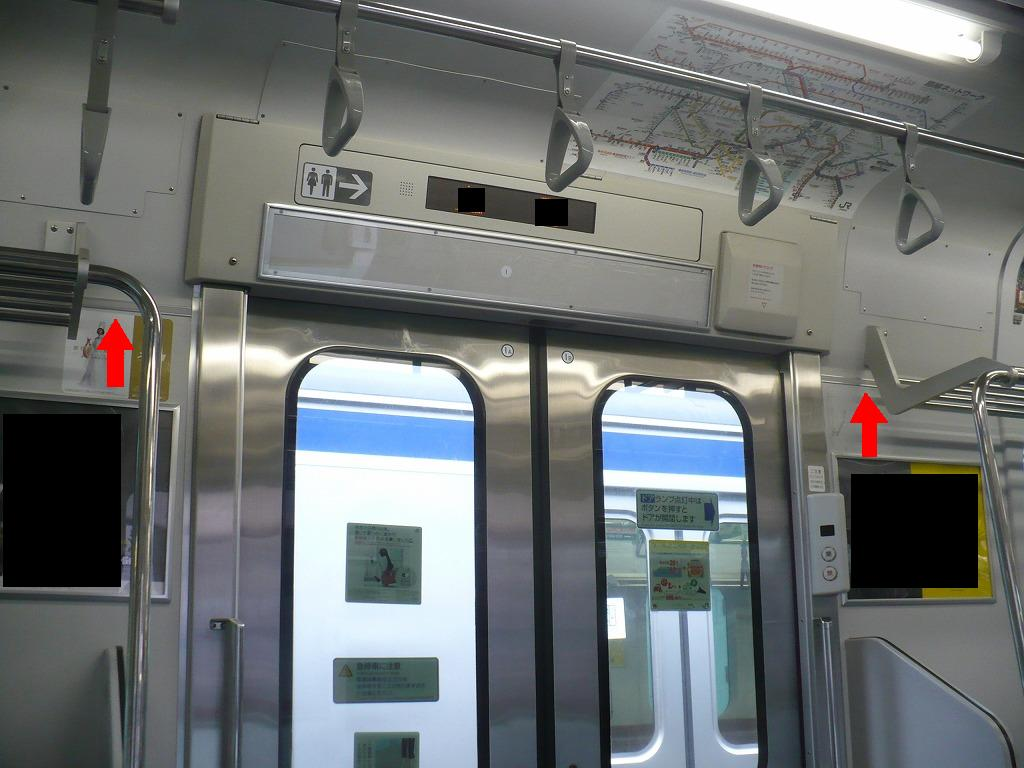
（写真3）東急車輛・新津製作所製の車内ドア周囲形状[注 4]
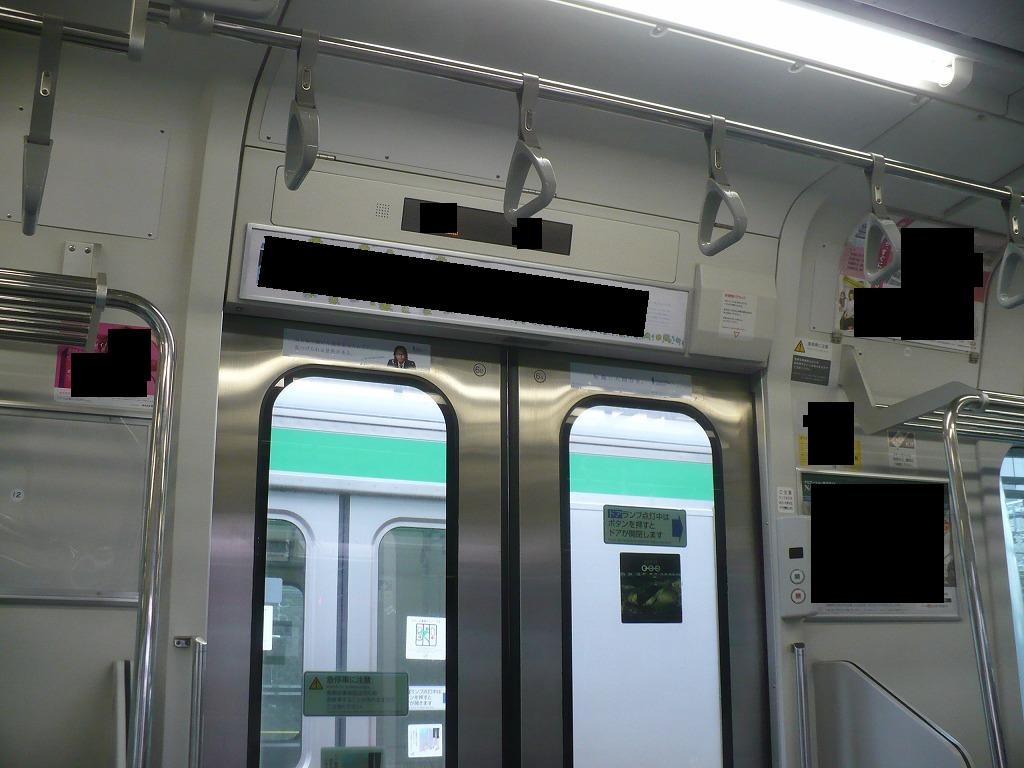
（写真4）川崎重工製の車内ドア周囲形状

- 車外妻面形状は東急・新津製は補強ビードがなく、フラットとなっており、縦雨樋は丸管。また屋根と妻面の接合部には段差がある（写真1参照）。一方、川重製は横方向に補強ビードがあり、縦雨樋形状は角管。また、屋根と妻面の接合部はフラットとなっている（写真2参照）。
- 車内ドア周囲形状は東急・新津製はドア横にステンレス部材が使用され、ドア上部の点検フタはFRP成形品となっている。また、荷棚下に化粧板の継ぎ目（赤矢印）がある（いずれも写真3参照）。一方、川重製はドア横には天井まで一体成形のFRPパネル材が使用され、ドア上部の点検フタは出っ張らない形状となっている。また、一体成形品のために化粧板のような継ぎ目はない（写真4参照）。

全車両に前面排障器（スカート）が設置されているが、2005年度以降の新津車両製作所製の一部編成からは、踏切事故などの被害を軽減するためV字型で尖がっている強化型のものに変更された。なお、2007年夏頃から500番台や初期の近郊タイプなどの標準スカートを搭載する編成も、新津車両製作所製の一部編成に使用されていた、大型スカート（強化型）に変更する改造が始まった（後述）。
側窓は209系500番台（本系列900番台落成時はこの仕様）と異なり、先頭車後位寄りを除く各ドア間にある窓ガラスは全て開閉可能な下降窓と固定窓の組み合わせとなっている。これは停電が発生した際など非常時における車内換気を考慮した。窓ガラスには可視光線・日射熱線・紫外線の透過率が低く（可視光透過率44 %・日射熱線76 %カット・紫外線96 %カット）、乗用車でも採用が進んでいる汎用性の高いグリーン色の熱線吸収ガラス（UVカット）を採用している。このため、車内の側窓カーテンの設置は省略している。
|  |

|  |

|  |

|  |
|  |
|  |

|  |
|  |

|  |
|  |

|  |

|  |

|  |
|  |

|  |
|  |

|  |
|  |

|  |
|  |

|  |
|  |

|  |
|  |

### 車内
車内は内板を白色系とし、床敷物には灰色を、座席表地は青色系を使用している（座席表地は500番台を除く）。ただし、優先席部では赤色の斜めストライプ柄の表地を使用している。座席構造は側構体で支持する片持ち式ロングシート/セミクロスシートを採用している。座席本体はリサイクル性にも配慮して、座席クッション素材にポリエステル樹脂成形品を使用し、表地の張り替えを容易にしている。その後、2001年（平成13年）3月以降の増備車では座り心地の改善のため、クッションの改良などを実施している（2003年度以降の製造車両は後述）。
車内では使いやすさも考慮して0番台以降は荷棚と座席前の吊り革高さを低下させている（209系500番台では荷棚は1,770 mmから1,730 mmに、吊り革は1,700 mmから1,680 mmとなった）。また、各先頭車の連結面側には車椅子スペースを設置している（800番台を除く）。連結面間の貫通扉は基本的に各電動車（M - M'）ユニット（モハ231形 - モハ230形）の両端に設置されている。ただし、火災対策基準の省令変更後に増備した車両では、省令に沿って傾斜式による自動閉機構付貫通扉が各車両片側に配置されている。他系列同様、優先席付近の吊り革は2008年春までにE233系と同じ形状のオレンジ色のものへ交換した。
中央・総武緩行線用0番台の車内写真

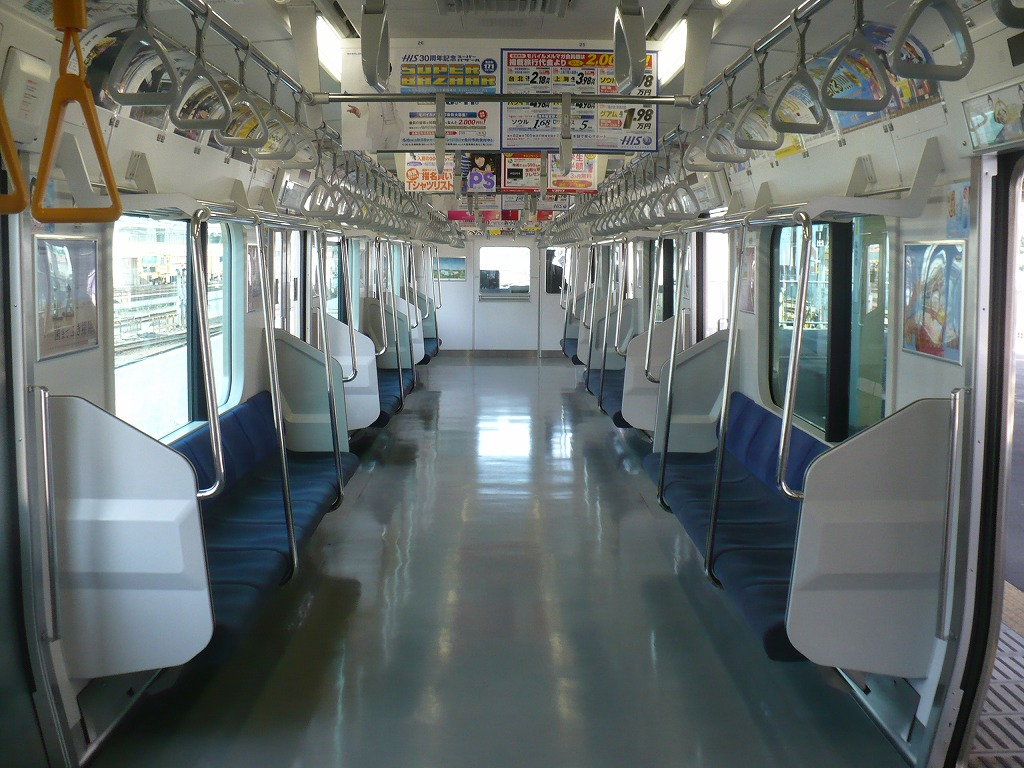
中央・総武緩行線用0番台の車内
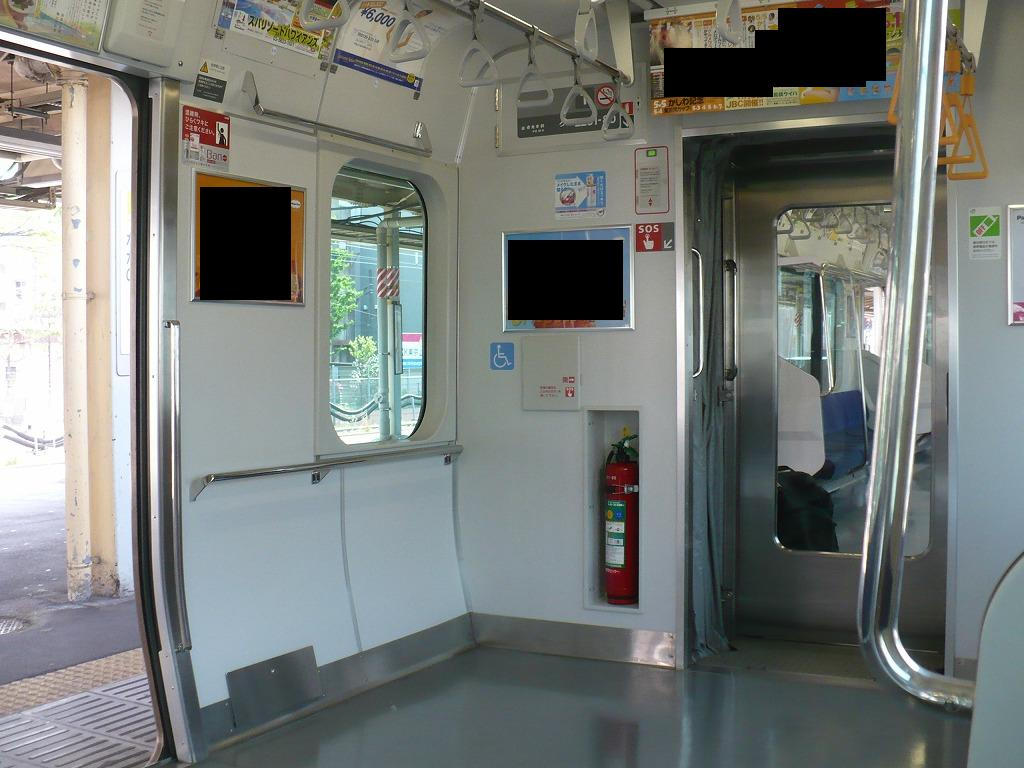
車椅子スペース部
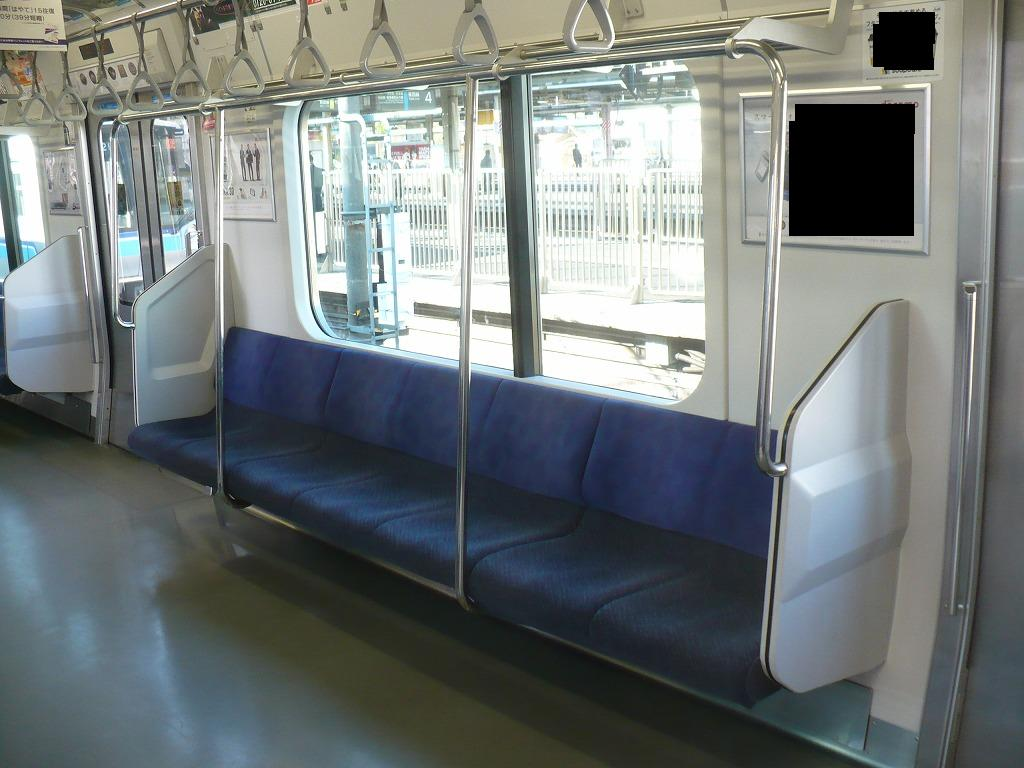
7人掛け座席部
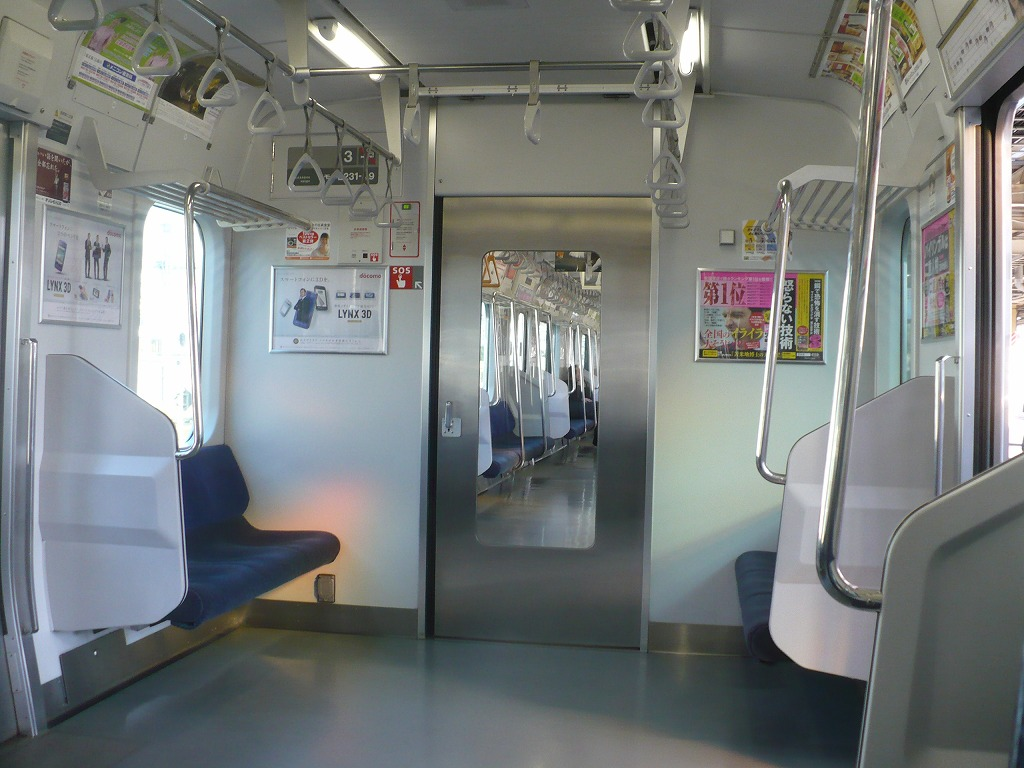
連結面・貫通扉
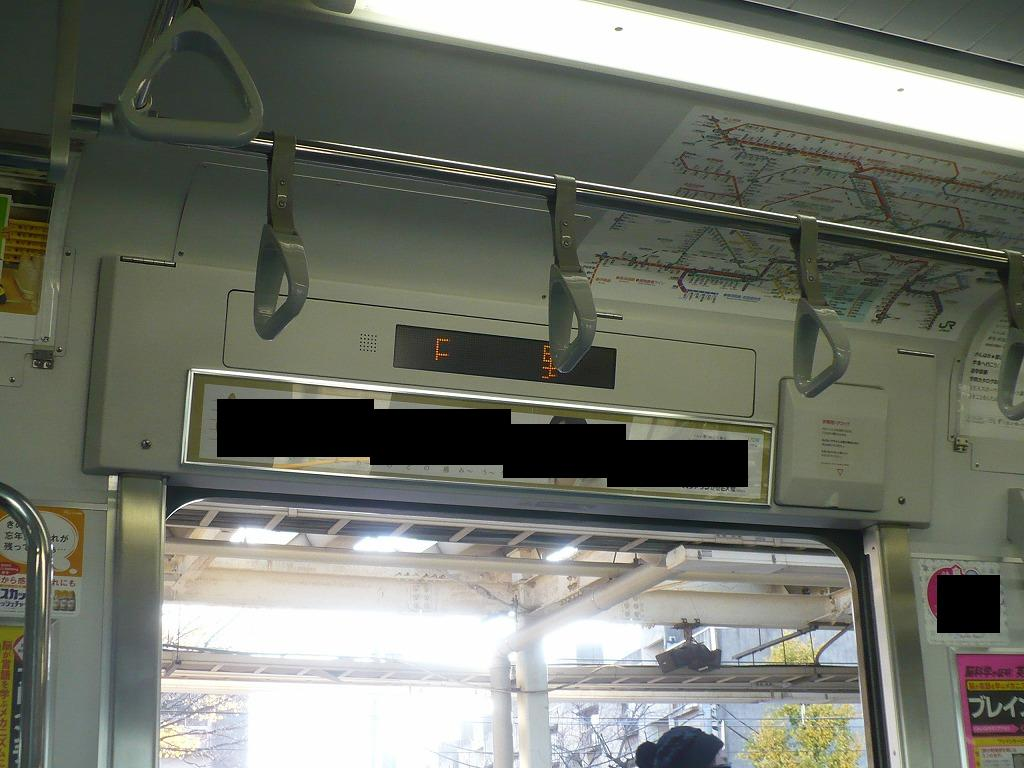
ドア上部の案内表示器

209・E217・E501系などと同様のドアチャイムを採用しているほか、車内案内設備としてLED式車内案内表示器（500番台は液晶ディスプレイを用いたトレインチャンネル）によって各種情報を表示している。LED式の場合、1段タイプと2段タイプの2タイプが存在するが、共通点として次駅案内が表示され、漢字→ローマ字→カタカナの順に表示される。一部の車両では旅客への案内向上のため、VISと称する情報提供装置を搭載している。
2段タイプのものは上段に行先・次駅案内・出口案内などを表示し、下段は所要時間表示・乗換案内・ニュース・運行情報などを表示する。また、新たな列車運行情報が入電した時はアラート音が鳴る。非常ブレーキ取扱時にはディスプレイに赤字で「急停車します」と表示される。
2019年頃より車内の防犯カメラの設置が進められ、本系列では車内照明一体型の防犯カメラの設置が行われている。各ドアの上部に設置されており、当該箇所のみLED照明に更新されている。なお、武蔵野線用車両には車内照明から独立したタイプのものが設置されているため、LEDへの交換は行われていない。

車内照明一体型の防犯カメラ
武蔵野線用車両は照明から独立している。

### 乗務員室
乗務員室は基本的に209系で採用したユニット構造の運転台としている。主幹制御器は東芝製の左手操作式ワンハンドルマスコンが採用されている。保安機器では緊急停止装置（EB装置）と緊急列車防護装置（TE装置）を標準装備している。各番台とも乗務員室内には異常時に、非常用ハシゴとしても使用可能な補助腰掛が設置されている。
0・500・800番台、近郊タイプの初期落成車ではアナログ計器式の速度計・圧力計・各種表示灯類を配置し、TIMSモニターは1画面を設けている。また、情報提供装置（VIS）を搭載する常磐快速線用0番台および500番台では将来の情報量増加を考慮して計器盤右側にTIMS第2モニター画面の準備工事がされている。
その後の東海道線向け以降の近郊タイプでは見やすさや機能性、コストダウン等のため、速度計・圧力計・各種表示灯類を液晶モニター画面（LCD）に集約したグラスコックピット方式に変更した。この方式の場合、液晶モニターは3画面が用意され、左からNo.1メータ表示器、TIMS表示器、No.2メータ表示器とされ、1画面が故障しても相互にバックアップが出来るなど、冗長性も確保されている。乗務員室背面仕切壁は、運転席背後に非常救出口を、中央に遮光幕付大窓、助手席側に仕切扉窓を配置するものである。また、途中の増備車から大窓部の下に埋込形の手すりが設置されている。

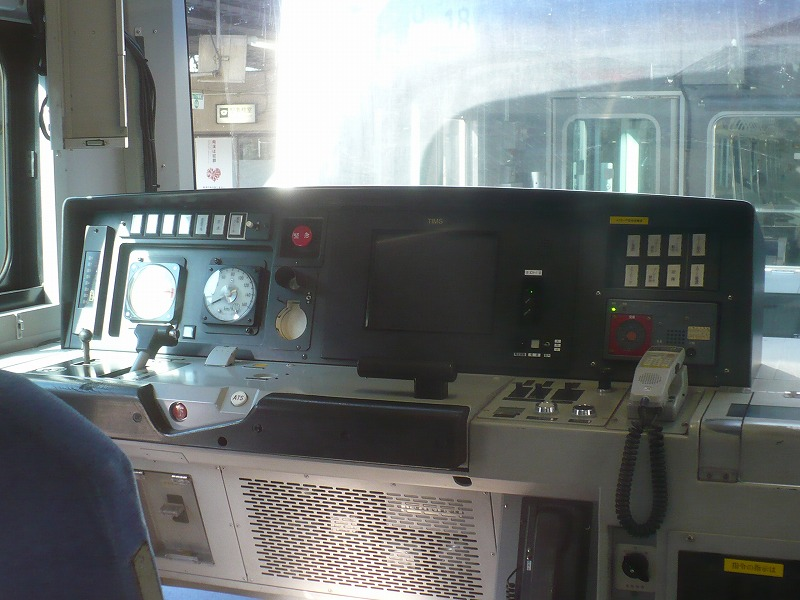
近郊タイプ初期車の運転台。表示灯・計器類はアナログ式
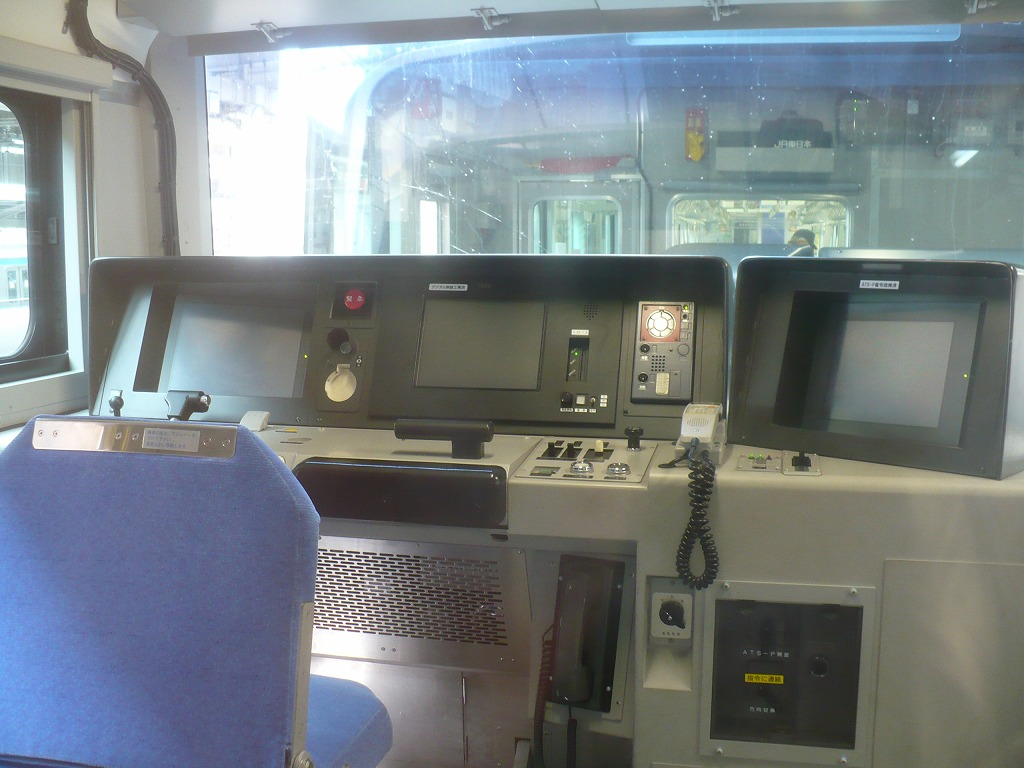
近郊タイプ後期車の運転台。表示灯・計器類は液晶画面化
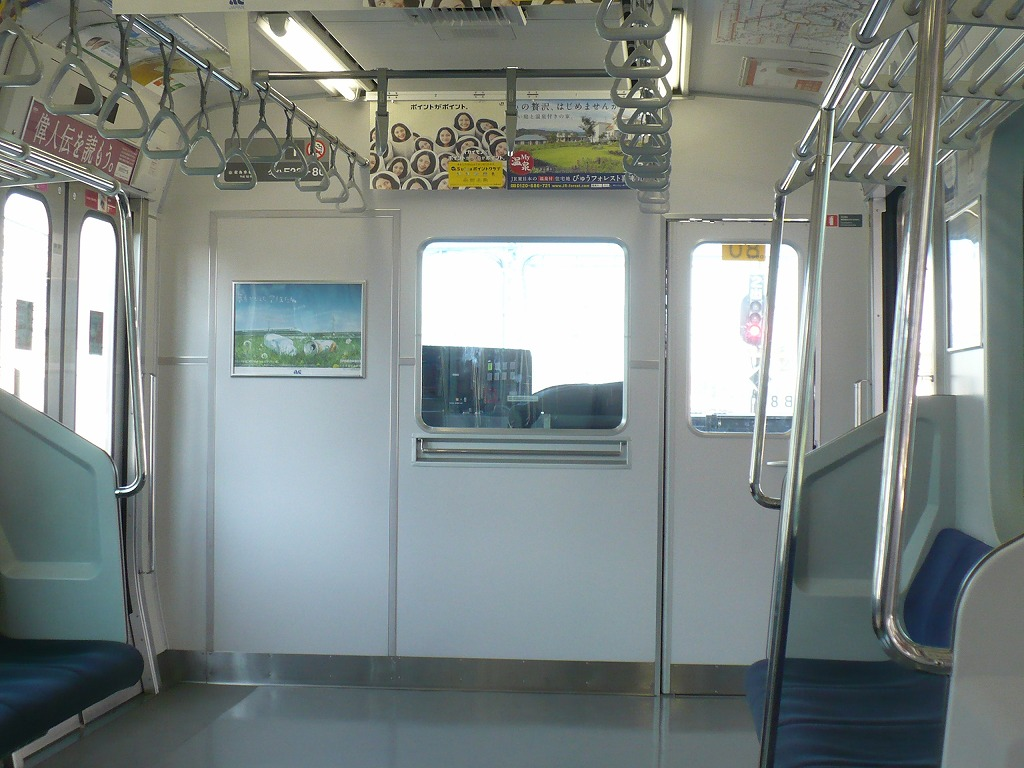
0番台の乗務員室背面仕切壁部。中央大窓下部に手すりを設置

### 機器類
本系列は従来の通勤形電車・近郊形電車の区分を統一した一般形電車として設計され、その動力性能は歯車比7.07、最高速度120 km/h、起動加速度2.5 km/h/s（山手線時代の500番台・800番台と近郊タイプは除く）。VVVFインバータ機器の性能向上と主電動機の強化（高回転に対応した設計のMT73形の採用）により、近距離用の通勤形電車である209系（歯車比7.07・最高速度110 km/h、起動加速度2.5 km/h/s）と同等の加速力を維持しつつ、中距離電車用の近郊形電車であるE217系（歯車比6.06・最高速度120 km/h、起動加速度 2.0 km/h/s）と同等の最高速度を達成している。
通勤タイプと近郊タイプではVVVFインバータの形式が分けられているが、装置は通勤タイプと近郊タイプの2種類の性能モードを有しており、装置内の切り替えスイッチまたはTIMSからの指令で切り替えることが可能となっている。MT73形主電動機は三菱電機・東芝・東洋電機製造の3社で製造されている。
ブレーキ方式は電気指令式空気ブレーキと電力回生ブレーキを組み合わせた方式で、電動車では停止寸前まで電力回生ブレーキが使用可能なほか、空気ブレーキの遅れ込め制御も併用している。これには後述するTIMSによる編成単位での遅れ込め制御を行うことで、各付随車で制輪子の磨耗を均等にすることを可能としている。なお、山手線用500番台と東西線直通用800番台は純電気ブレーキにも対応している。併せて、直通予備ブレーキ、耐雪ブレーキ、近郊タイプのみ抑速ブレーキを装備する。

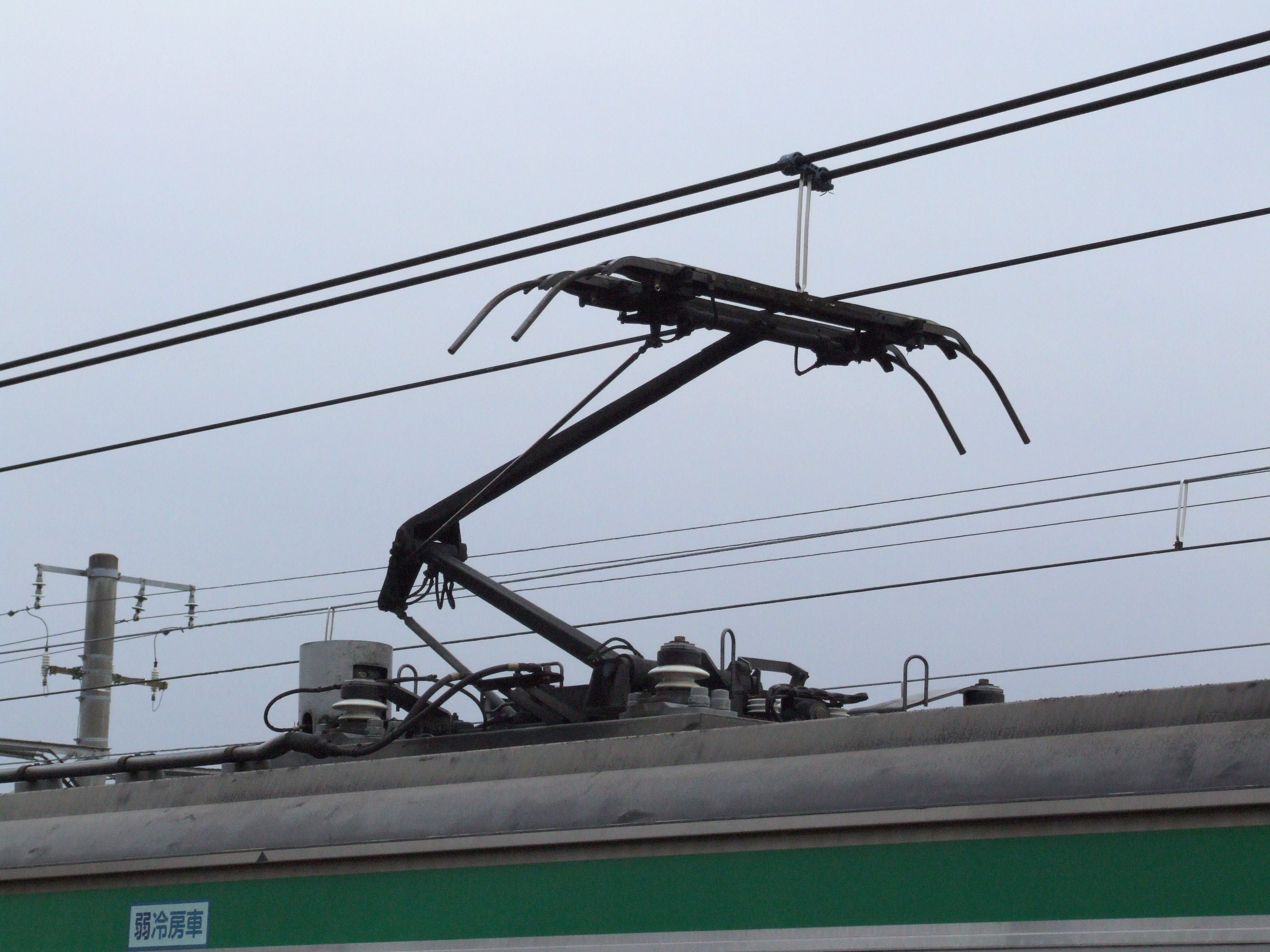
E231系で採用されているPS33B形シングルアーム式パンタグラフ
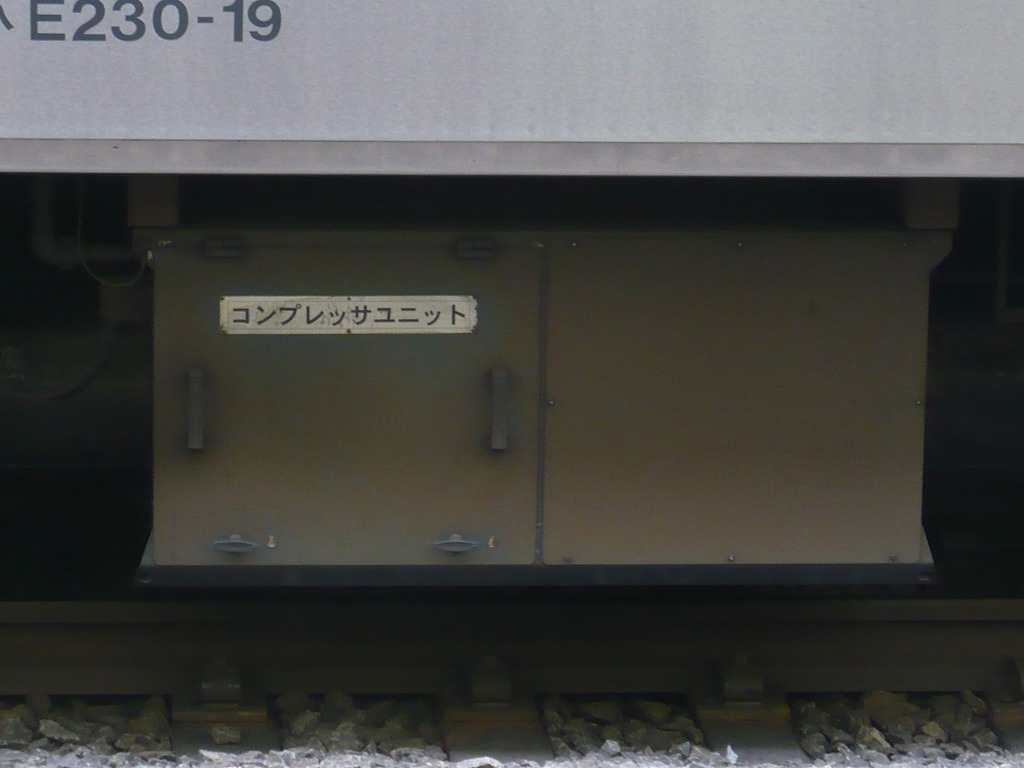
床下に設置された状態のコンプレッサユニット箱
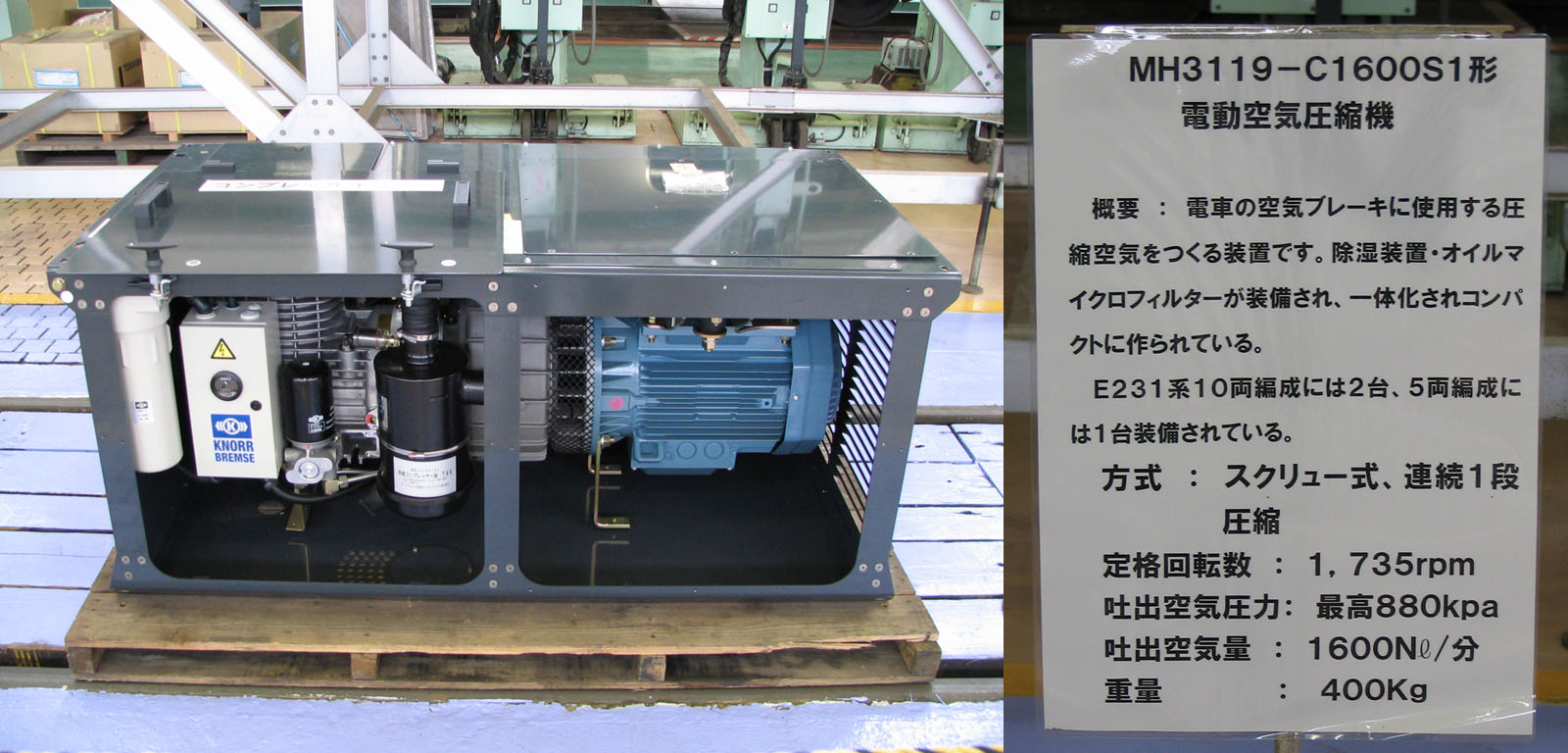
空気圧縮機のカバーを外した状態
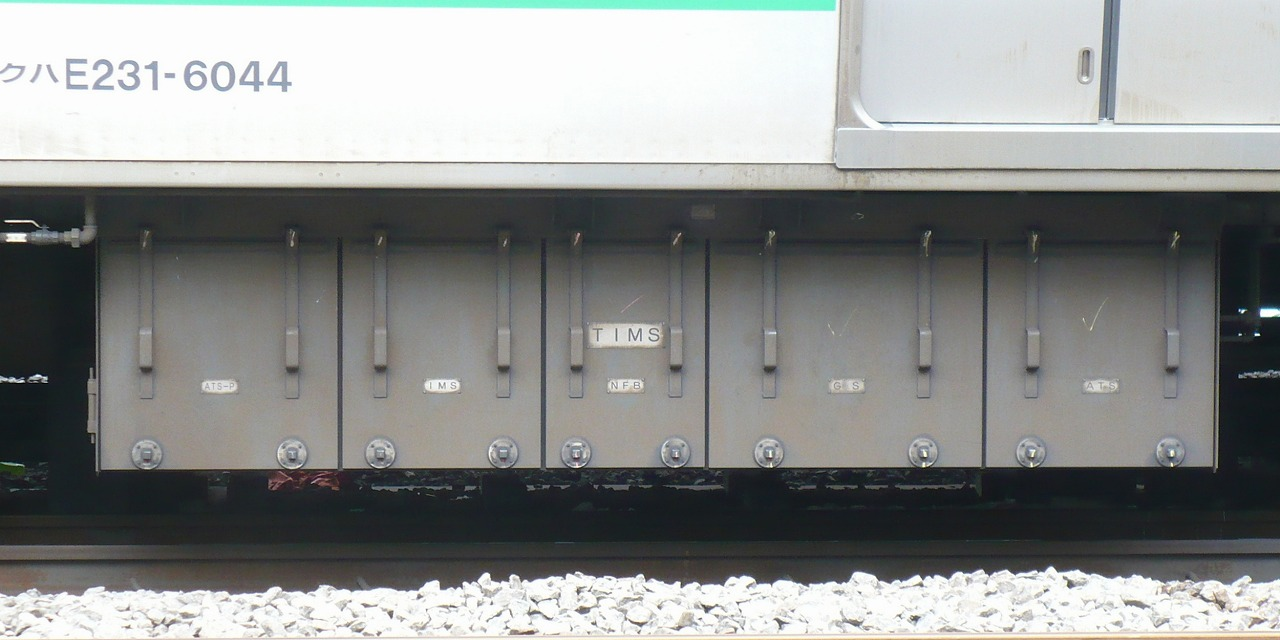
近郊タイプ先頭車のTIMS床下配電箱

- 上記の近郊タイプ先頭車のTIMS配電箱ではTIMS端末演算ユニット（IMS=TIMSに用いるソフトウェアの名称）・配電盤（NFB）・接地スイッチ（GS）に、ATS-Pなども内蔵されている。ブレーキなどに空気を供給する電動空気圧縮機（CP）は209系やE217系等で実績があるクノールブレムゼ製の低騒音形スクリュー式を搭載する。本系列では除湿装置を含めて装置全体を一体箱に収納したものとなっている（コンプレッサユニット箱）。

台車には209系同様、軸梁式ボルスタレス式台車を使用。動力台車はDT61系・付随台車はTR246系が採用されている（ただし、サハE231形4600番台はE233系タイプのTR255A形）。近郊タイプのヨーダンパはE217系と同じくグリーン車にのみ取り付けられており、通勤タイプも含めた普通車は全車両が取り付け準備のみされている（将来の速度向上を考慮したもの）。なお、グリーン車のヨーダンパは後に撤去されている。基礎ブレーキは動力台車は片押し式踏面ブレーキ（ユニットブレーキ）、付随台車のみ踏面ブレーキに加えて1軸1枚のディスクブレーキを併用する。先頭車の前位側台車には留置時の手歯止め設置を省略できるように駐車ブレーキを設置している。

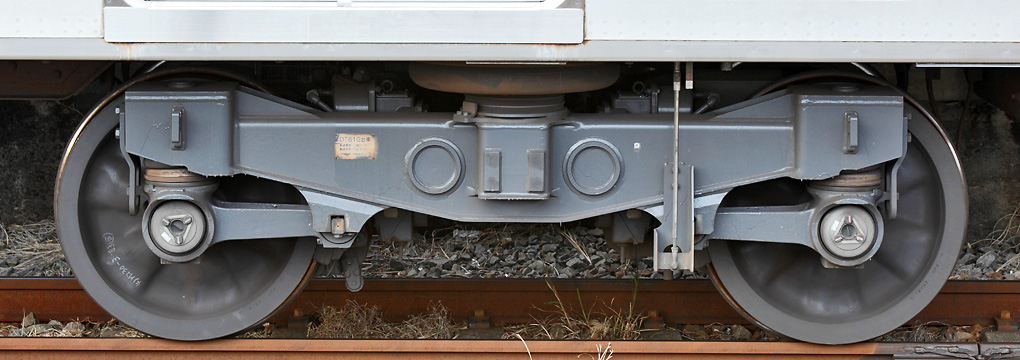
DT61系動力台車 写真はDT61G形
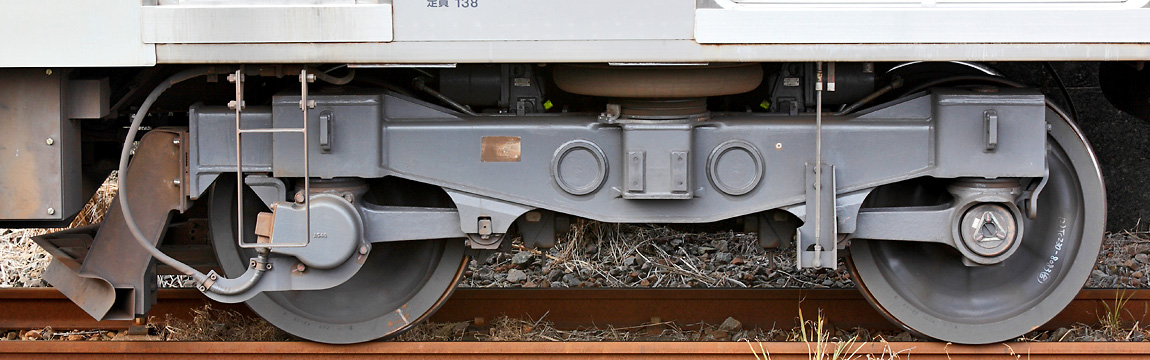
TR246系付随台車 写真は排障器付の前位用TR246M形
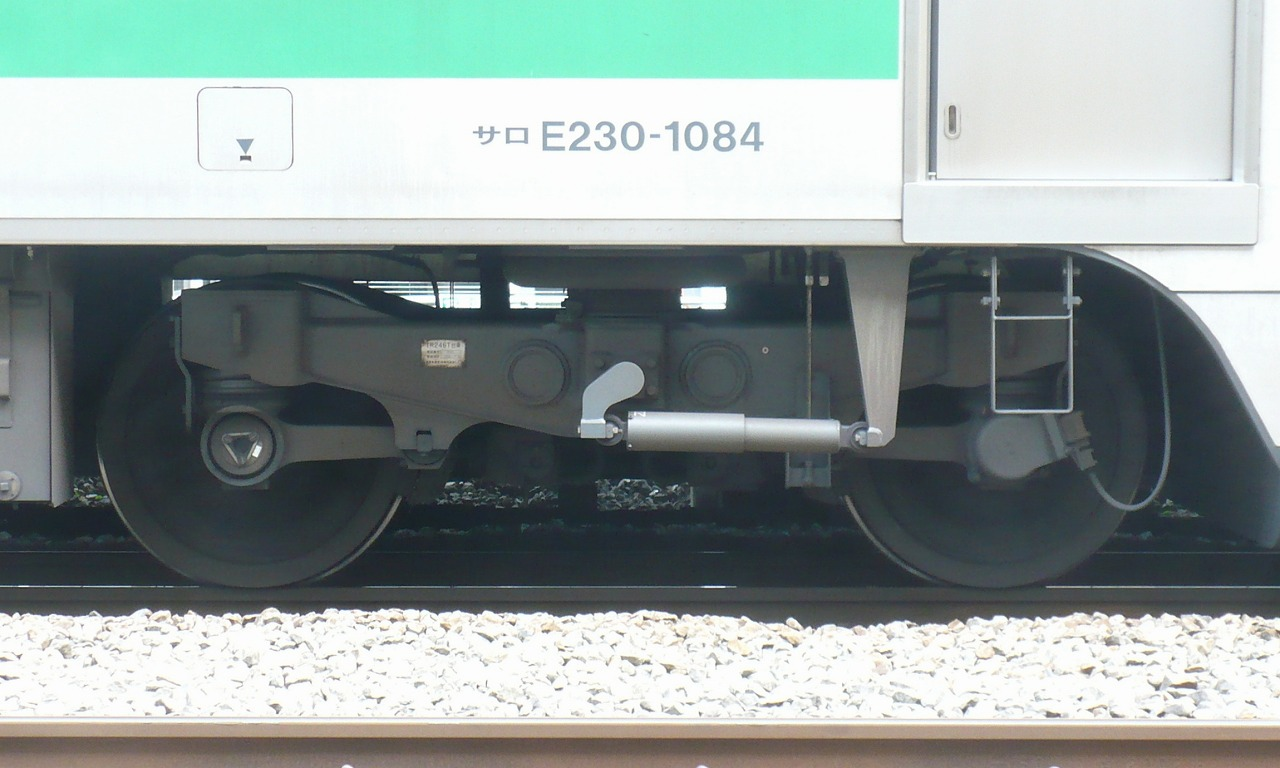
グリーン車用のヨーダンパ付TR246T形
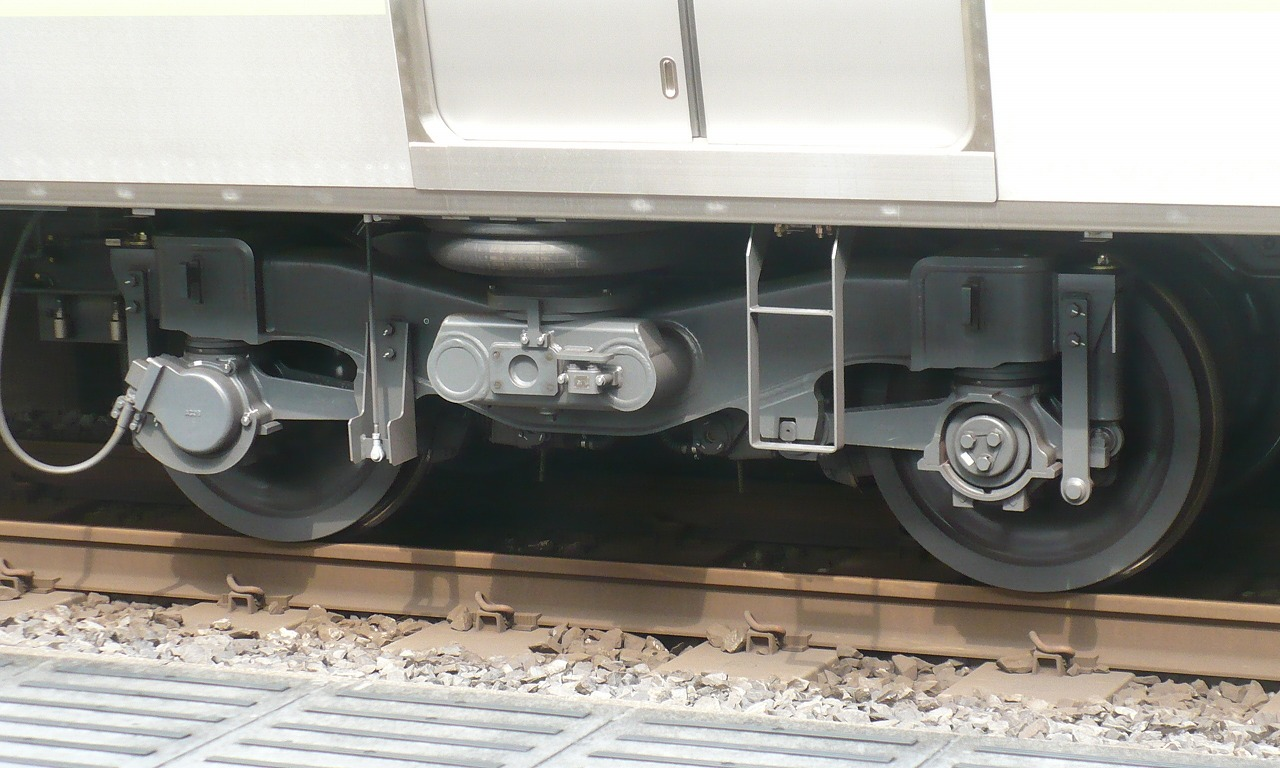
サハE231形4600番台のTR255A形台車
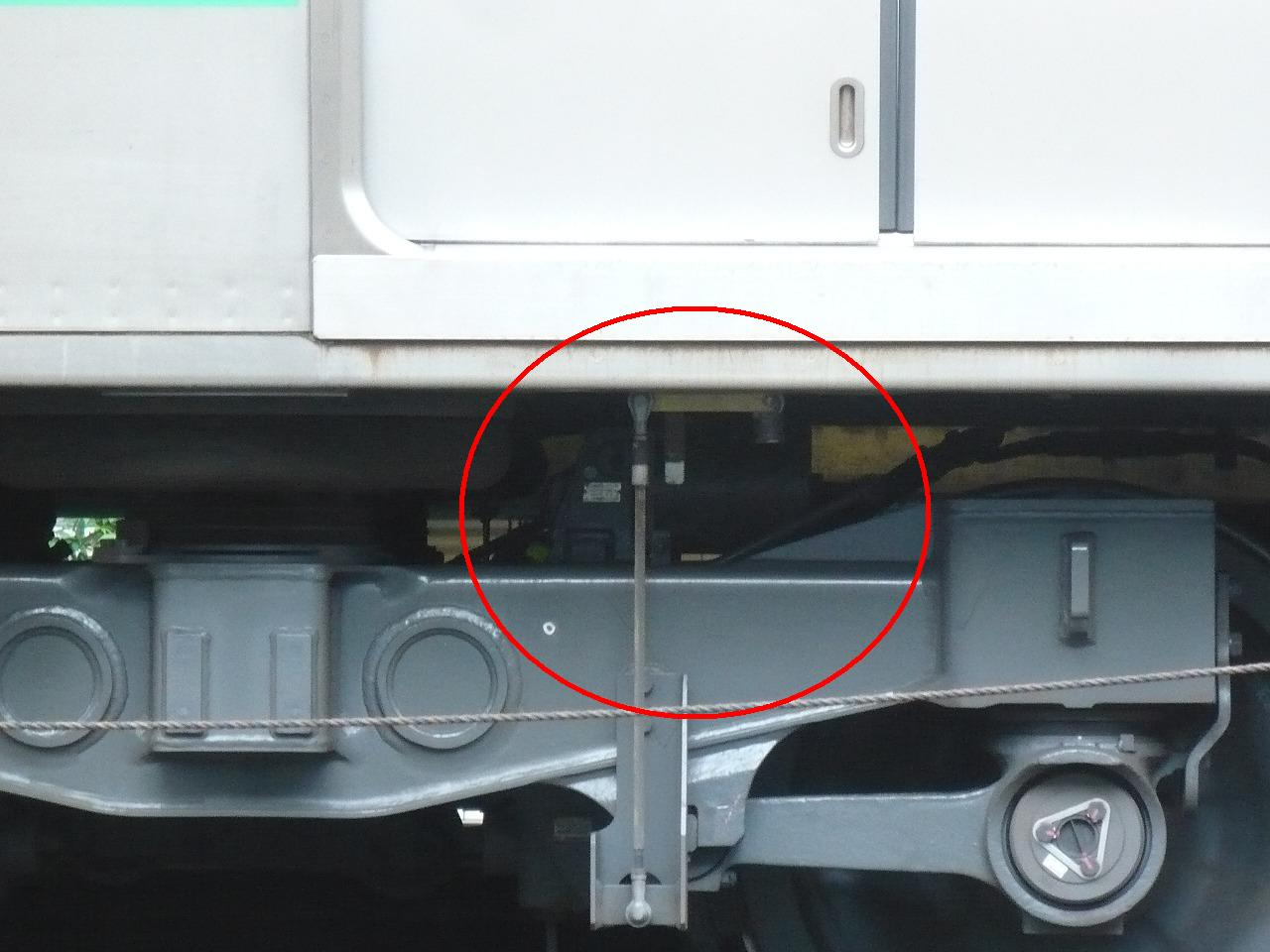
TR246M形台車に付く駐車ブレーキ用シリンダ（赤丸）

集電装置には従来の空気シリンダと手動リンクに代わる「電磁鉤外し」方式のシングルアーム式パンタグラフ（PS33B形・ただし、900番台はPS33形、0番台のB80 - 82編成はPS33D形）が採用され、折り畳み高さは全車3,980 mmに統一されており、中央本線の高尾以西の狭小トンネル区間の走行が可能。そのため、パンタグラフを持つモハE231形には、車両番号の前に高尾以西へ入線可能なことを示す「◆」マークが付いている。
本系列では、車両に搭載される機器の制御方法がそれ以前に製造されていた車両系列とは大きく異なり、非常ブレーキなどを除くほぼ全ての機器の制御をTIMS（Train Information Management System）と称する情報管理システムを通じて行っている。通信のインタフェースにはRS-485（伝送速度2.5 Mbps）を用いている。これは高速データ通信技術を用いて列車の動力制御、室内設備、保守点検などを1つのシステムとして統合・管理するもので、機能別に独立していた従来の制御系統・電気配線を大幅に簡素化し、製造コストの削減を達成した。また、各機器の自己診断機能や動作履歴の記録機能などによる車両の点検作業の自動化・迅速化など点検・保守作業の簡略化も同時に実現している。
空調装置には集中式のAU725形（系列）の能力 48.84 kW（42,000 kcal/h）または能力向上を図ったAU726形（系列）の58.14 kW（50,000 kcal/h）を各車に搭載している（近郊タイプのグリーン車を除く）。この空調装置は年間を通してTIMSによる全自動空調制御（暖房器・送風機の制御を含む）を採用した新開発のもの。これはTIMS内のカレンダー機能による季節認識機能や室内外の温度や湿度・乗車率等から判断して「冷房・暖房・除湿・送風モード」から自動選択し、ファジィ制御により各車両毎に最適制御する。
AU725形を搭載するのは基本的に初期に製造された車両が該当し、0番台中央・総武緩行線用の4扉車全車（後のB80 - B82編成も同様）、0番台常磐快速線・成田線用、500番台1次車の4扉車と初期の近郊タイプとなっている。ただし、中央・総武緩行線用0番台および500番台でもドア開口部の大きい6扉車は能力向上形のAU726形を搭載している。その後、500番台2次車以降に製造した車両や800番台、国府津車両センター向け新製投入以降の近郊タイプでは近年のヒートアイランド現象などの気象状況を考慮して全車両が能力向上形のAU726形を搭載している。

## 形式
クハE231形 (Tc)
普通席を備える奇数向き制御車。運転台を備える。
クハE230形 (T'c)
普通席を備える偶数向き制御車。運転台を備える。
モハE231形 (M)
普通席を備える中間電動車。モハE230形とユニットを組む。VVVFインバータ・集電装置などを搭載する。
モハE230形 (M')
普通席を備える中間電動車。モハE231形とユニットを組む。補助電源装置・空気圧縮機などを搭載する（500番台・800番台の一部を除く）。
サロE231形 (Tsbd)
グリーン席を備える2階建て（ダブルデッカー）中間付随車。洋式便所・洗面所を備える。
サロE230形 (T'sbd)
グリーン席を備える2階建て中間付随車。乗務員室・業務用室を備える。
サハE231形 (T)
普通席を備える中間付随車。
サハE230形 (T')
普通席を備える中間付随車で6扉車。

## 通勤タイプ
通勤形ではクラッシャブルゾーンは存在しないが、前面強化構造を採用している。前照灯は窓下配置のシールドビーム式を使用している。全車両がロングシートの座席構成を持つ。主電動機の制御装置としてIGBT素子（IPMパッケージ）を用いた3レベルVVVFインバータ（三菱電機製）を使用している。
補助電源装置はIGBT素子を使用した静止形インバータ（SIV・容量210 kVA）を採用しており、SC61形またはSC62形（量産形はSC61A形またはSC62A形）を10/11両編成で2台搭載する（5両編成は1台）。ただし、全車能力向上形空調装置搭載編成の500番台2次車以降や800番台では消費電力が増加するため、編成で3台搭載する。

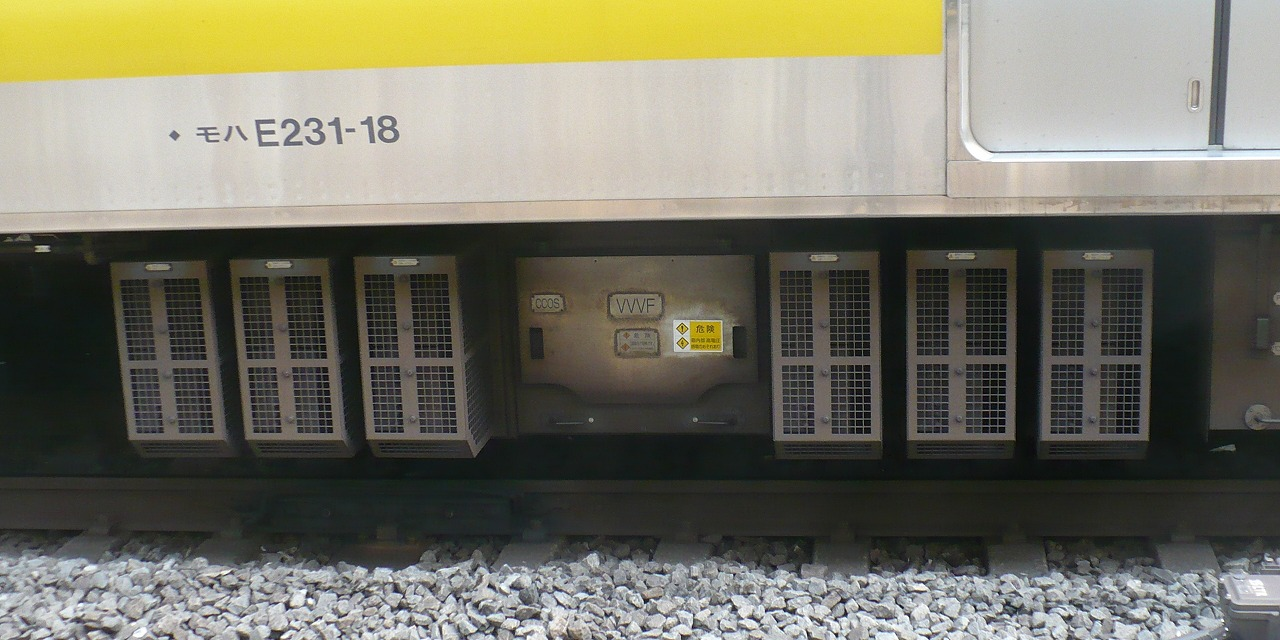
0番台中央・総武緩行線用SC60A形VVVFインバータ装置
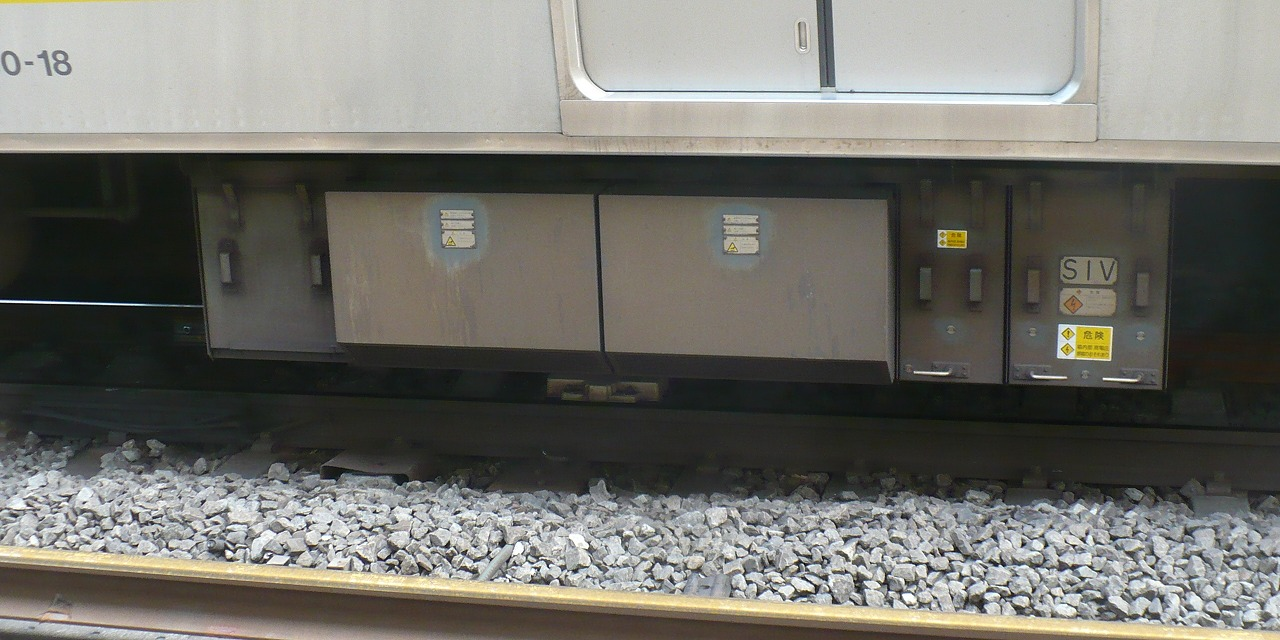
SC61A形静止形インバータ装置（東芝製）
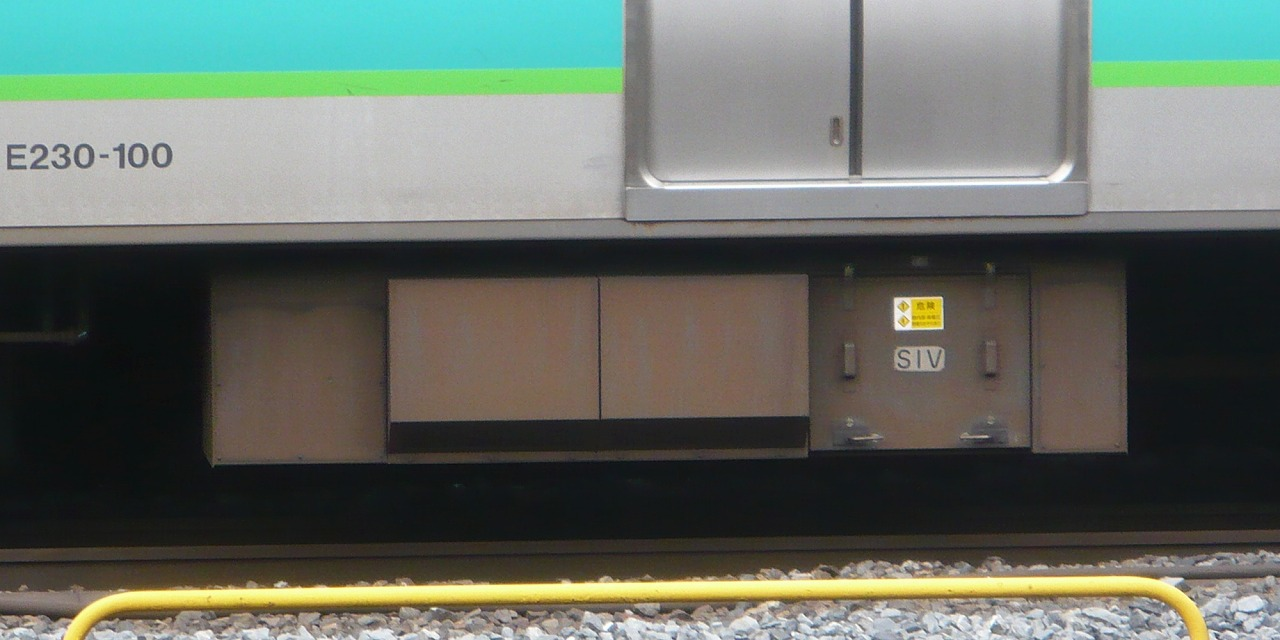
SC62A形静止形インバータ装置（富士電機→富士電機システムズ製）

ドアエンジンは安全装置付き電気スクリュー軸駆動式の採用が基本だが、900番台と松戸車両センターに新製配置された車両については富士電機（2003年10月からは持株会社制を導入し、富士電機システムズが継承）製リニアモーター式を採用している。

### 900番台
1998年10月に東急車輛製造（1 - 5号車）とJR東日本新津車両製作所（6 - 10号車）にて新製された、本系列の試作車で、登場当初は209系950番台と称していた。
- 運用線区
  - 武蔵野線：府中本町 - 西船橋、西浦和 - 別所信号場 - 与野、武蔵浦和 - 別所信号場、新小平 - 国立
  - 京葉線：東京 - 西船橋、西船橋 - 海浜幕張
  - 東北貨物線：与野 - 大宮
  - 中央快速線：国立 - 八王子
- 車体の帯の色：■■オレンジ+茶（正面は■オレンジのみ）
- 所属車両数（2021年4月1日現在）：京葉車両センター：8両編成1本（8両）[16]
- 2020年7月の転属前は、■カナリアイエロー（黄1号）帯で、中央・総武線各駅停車で運用された。2020年3月まで早朝、深夜に限り、中央線の武蔵小金井、立川発着運用があった。

1992年の901系（→209系900・910・920番台）を嚆矢とするJR東日本の新系列電車の開発は、209系とE217系、それにE501系によってその基礎を確立したが、共に登場後5年以上が経過したため、その間の技術進歩を採り入れた「第2世代」車両の試作車として製造された。
車体の基本的な構造は同時期に生産が開始された209系500番台とほぼ同一だが、制御・動力系は一新され、列車情報管理システムTIMSと新しい動力系装置が採用され、本系列の技術的基礎を確立した。900番台のVVVFインバータ装置は、試作車という意味合いもあって三菱電機製の3レベルインバータ（後に通勤タイプで採用）と、日立製作所製の2レベルインバータ（後に近郊タイプで採用）の2種類が1ユニットずつ搭載され、1編成で2種の異なる起動音がインバータ装置およびモータから発生する。なお、この編成のパンタグラフは後の量産車とは互換性がないPS33形を使用している（量産車はPS33B形）。
側窓の構造が209系500番台と同一の仕様で、ドア間側窓は中間車で4箇所、先頭車で2箇所が開閉可能な構造としている（ただし、先頭車は2007年3月に固定窓であった車体中央窓の下降窓への改造工事が行われた）。側窓ガラスも0番台とは異なり、可視光透過率約41 %のグレーに着色された熱線吸収ガラスを使用している。車内の吊り革も0番台のものとは異なり、209系と同一のつり輪形状となっている。

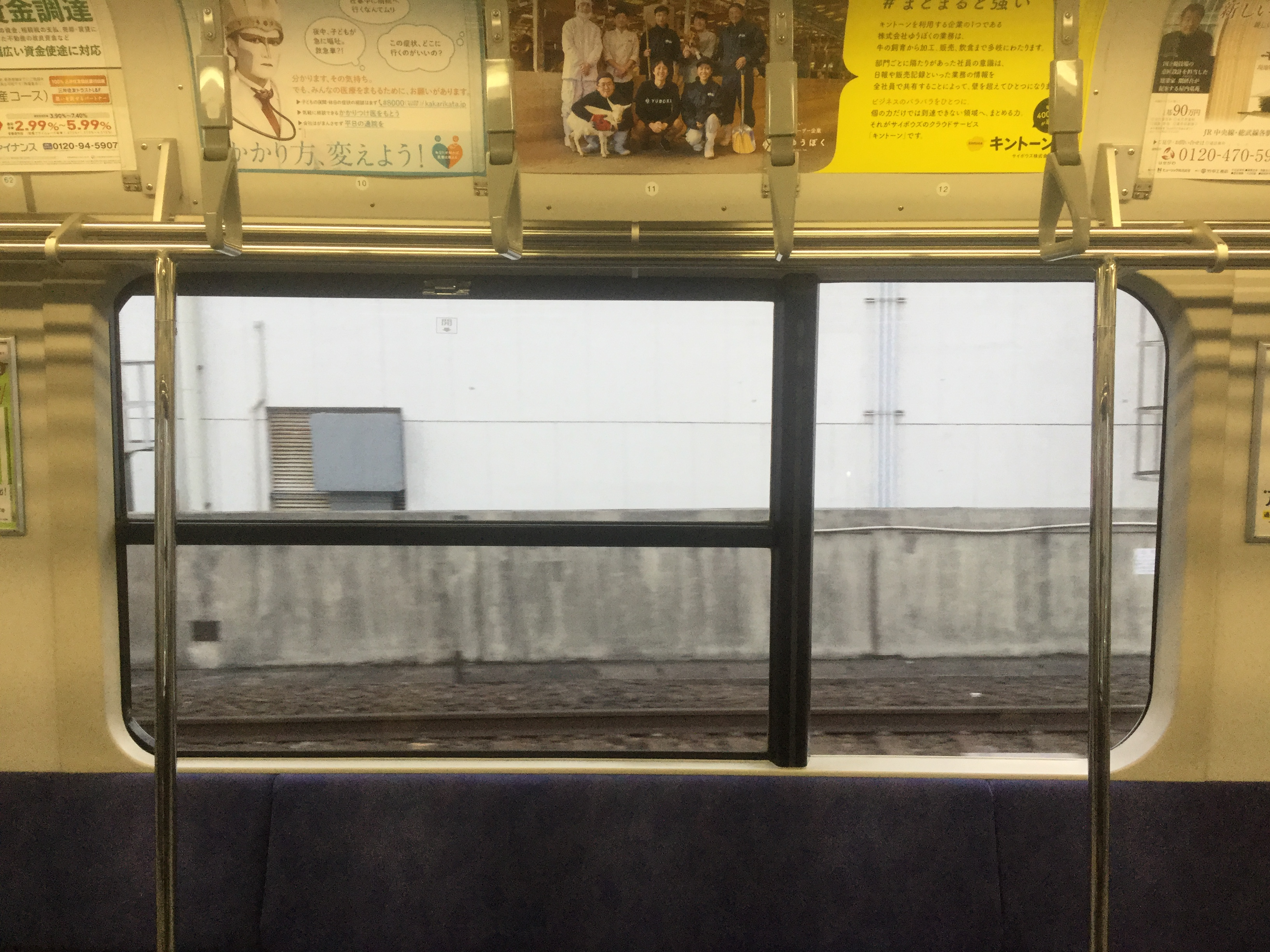
1号車「クハE231-901」の側窓。209系500番台と同型。

編成のうち5号車には6扉車を組み込んでおり、先頭車の前面と6扉車の各ドア上部には「6DOORS」のステッカーが貼付されている。なお、落成時から5号車に連結をしているが、試験のために2号車へ連結位置を変更することが可能。6扉車は4扉車とは構造が異なり、側窓が片側5か所のうち3か所のみ開閉するほか、非常時には換気容量不足が生じることから連結妻面上部に非常換気口が設置されている。これは後述する0番台に踏襲されている。

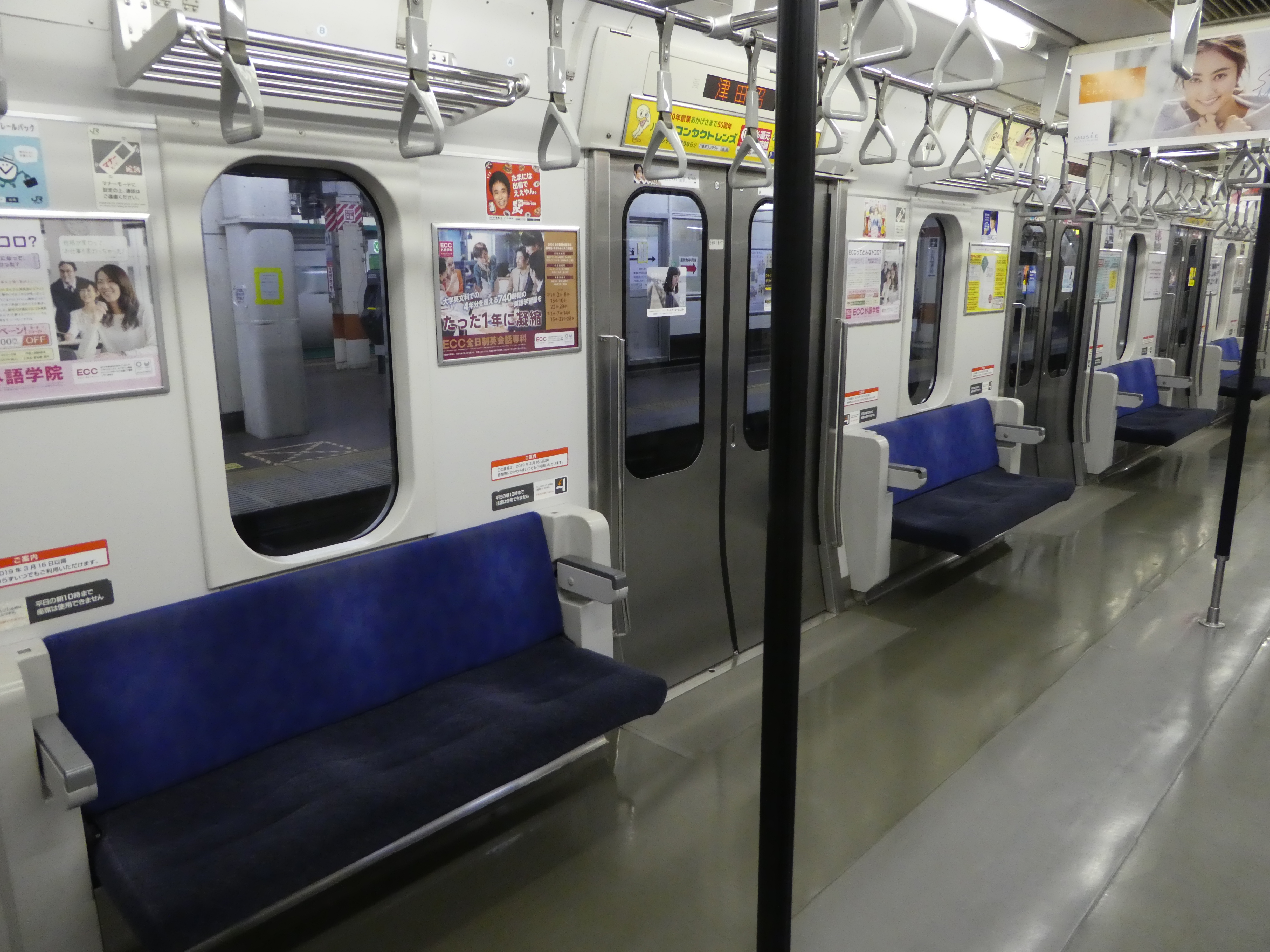
6ドア5号車「サハE230-901」の車内。吊り革の形状が異なる。

ドアエンジンには4扉車にリニアモーター式戸閉装置が試験導入され（6扉車は従来のスクリュー式）、それが近郊タイプに採用された。ただし、本番台ではドア1箇所につき2つのリニアモーターを使用しているのに対し、近郊タイプでは1モーターによる2扉連動方式となっている。
また、ATS-Pの他にATS-SNを搭載（0番台中央・総武線各駅停車用はATS-Pのみ）しているほか、前面列車番号の表示が微妙に違い、本番台では「0601B」のように空白の部分が0と表示されるのに対し、0番台中央・総武緩行線用は601Bと表示される（現在は900番台も0番台と同じ表示となった）。さらに登場時は「近郊形置き換え用」の位置付けから行先表示器のメモリー内に宇都宮線・高崎線の駅名の一部が含まれていたことも特筆できるが、量産化改造時に削除された。また、かつては車外側面のJRロゴマークの位置が209系500番台同様に戸袋部に貼られていたが、武蔵野線転属時に量産車と同じラインカラー帯部に移された。しかし、2022年に再び戸袋部に貼られた。
1998年10月の落成後、中央・総武各駅停車を中心に209系500番台の投入と合わせて性能試験などが行われ、試験後の1999年（平成11年）3月27日から営業運転を開始した。その後、量産車の登場に伴い、2000年（平成12年）6月にE231系900番台に改番された。形式上は「試作車」として位置付けられているが、その登場から1年半後にほぼ同一の仕様で0番台が投入されたことからも窺える通り、車両の完成度は高く、事実上の「量産先行車」であったとも考えられる（JR東日本の車両図鑑では「量産先行車」としているほか、東急車輛とともに製造を担当した新津車両製作所での案内では「量産先行試作電車」としても紹介されている）。また、量産車両の登場を待たずに鉄道友の会2000年ローレル賞に選定されるなど、新世代車両としての技術的な先進性は高く評価された。
編成番号は、登場時は201系や当時車両不足で他線から借入中の103系「ミツ23」の続番として在籍編成では最終番号の「ミツ24」であったが、201系の運用終了後は他の0番台編成や209系500番台編成とともに先頭車の車両番号に改められ「ミツB901」となった。この編成は2005年製造分以降の近郊タイプに装着されたものと同様のV字にとがった大型形状のスカートに交換され、優先席付近のつり革もE233系タイプに交換された。また、2008年春から自動放送の使用を開始している。
長らく三鷹車両センターに在籍していたが、2020年7月9日付で2両（サハE230-901,サハE231-902）を外した8両編成となって京葉車両センターへ転属し、車両番号はMU1編成となった。外された2両は2020年12月11日付で廃車・解体された。

### 0番台
2000年（平成12年）3月に103系と201系の置き換えが急務となった中央・総武線各駅停車に投入され、同月13日から営業運転を開始した。続いて2002年（平成14年）3月からは常磐線快速電車（上野 - 取手間）と成田線我孫子支線（我孫子 - 成田間）にも投入され、同月3日に営業運転を開始した。
2017年（平成29年）春より中央・総武各駅停車用0番台は、山手線へのE235系0番台量産車導入に伴い、山手線用500番台を中央・総武各駅停車へ転用させるため、武蔵野線及び川越線・八高線へ各線の仕様に改造の上、転属することになった。初めに武蔵野線に転用され、第1編成が2017年9月14日に落成した、同年11月1日から運用を開始した。なお、川越線・八高線用となった3000番台については、後述の「3000番台」の項を参照のこと。
当項目では、使用線区別に記述する。

#### 中央・総武線各駅停車用
- 運用線区：中央・総武線各駅停車
  - 三鷹 - 新宿 - 御茶ノ水 - 錦糸町 - 千葉
  - 全て各駅停車
  - 2020年3月まで早朝・深夜に限り、武蔵小金井、立川発着運用があった。
- 車体帯の色：■カナリアイエロー（黄1号）
- 所属車両数（2021年4月1日現在）：三鷹車両センター…10両編成6本（60両）[27]

初期グループは1999年度末から2001年度（2000年2月 - 2001年11月）にかけて10両編成40本（400両）が103系・201系・205系の置き換え用として集中投入された（このうち、初期の3本は東急車輛製・残る37本は新津車両製作所製）。投入当初は現在のミツB1 - B5・B10 - B19・B26・B27編成が習志野電車区（当時→現：習志野運輸区）に投入され、またミツB6 - B9編成は三鷹電車区（当時→現：三鷹車両センター）に一旦投入後に習志野電車区へ転配されていたが、いずれも同区無配置化で三鷹電車区に転入した。
上記の初期グループ製造中の2000年度（2000年11月）には京浜東北線・根岸線車両へのD-ATC取り付け改造に伴う予備車確保とその改造終了後の増発のため、中央・総武線各駅停車用系500番台2編成が浦和電車区（当時→現：さいたま車両センター）へ転属したため、その代替として2本（B26・B27編成）が投入された。
その後、2002年12月のダイヤ改正で地下鉄東西線への直通運用が削減されるとともに301系1本が廃車されたため、その代替として1本（ミツB57編成）が先行して落成した0番台に準拠した仕様で新製された。
そして2006年10月・11月には京浜東北線・根岸線用の209系900番台試作車3編成の置き換え用として中央・総武線各駅停車用の209系500番台3本が浦和電車区に転属したため、代替として3本（ミツB80 - B82編成）が追加製造された。なお、転属分の補充車両は全て東急車輛が製造を担当した。このグループでは先に落成した車両に準じた仕様ながら、同時期に落成が始まったE233系の設計思想を取り入れている。
- 片側4箇所のうち3箇所のドアを締め切る「3/4閉」スイッチの設置
- 車外スピーカー設置スペースの準備工事（乗務員室にも対応した準備工事。後述の常磐線快速電車用0番台、500番台と同形態）
- 各連結部片側にE233系タイプの傾斜式戸閉機能付貫通扉の設置
- 外観ではデジタル無線アンテナを2本設置
- パンタグラフにはE233系と共通のPS33D形を使用している
- 室内送風機（ラインデリア）の整風板を火災対策としてアルミ製に変更
- 7人掛け座席間枕木方向への吊り革を増設

ただし、走行機器類は従来車両と同様となっている。また、4扉車の空調装置も従来車と同仕様となっている。
当番台区分を運用する列車は原則として列車番号の末尾がBであった。ただし、運行状況や車両点検により、C運用にE231系を使用したり、逆にB運用に209系を使用したりしていた。
900番台同様に5号車に6扉車（サハE230形）を連結していた。座席は折りたたみ式となっており、平日の初電から10時までは収納状態で固定され、10時を過ぎた時点で使用できるようになっている。また、先頭車の前面と6ドア車の扉の上部には「6DOORS」のステッカーが貼り付けされていた。
側面のLED式行先表示器は行先と「中央・総武線」の表示を交互に行う。表示内容は209系500番台と同様だが、フォントが異なる。
2008年3月までに全編成が2005年製造分以降の近郊タイプに装着されたものと同様のV字に尖がった形状の大型スカートに交換され、優先席付近のつり革もE233系タイプに交換した。
2008年から全編成で自動放送の使用を開始している。
ミツB20・B21編成は2015年に松戸車両センターへ転出した。転属にあたってはサハE230形をミツB22編成のサハE231形と1両ずつ振り替え、同車を供出したミツB22編成は7両編成に組みかえられて豊田車両センター武蔵小金井派出所に留置された。
2017年春から山手線にE235系0番台量産車導入に伴い、山手線用500番台を中央・総武線各駅停車へ転用させる、同線用0番台は青森改造センターを中心に転用改造を行い、武蔵野線及び川越・八高線へ転属している。
川越線・八高線転用車6本は4両編成に短縮の上で3000番台に改造され、川越車両センターに転属した。余剰となったサハは元ミツB5編成サハE231-14を除き順次廃車。元3・4号車のモハユニットは中央・総武線に残留する編成の6M4T化及び4扉統一化に用いられた（詳細は後述）。
- ミツB5：2017年11月24日転属[32][33]
- ミツB6：2017年12月9日転属[34]
- ミツB16：2018年9月27日転属[35][36]
- ミツB17：2018年10月18日転属[35][36]
- ミツB8：2019年9月2日転属[37]
- ミツB7：2019年9月14日転属[37]

| 対象編成 | 日付          | 提供編成 | 出典   |
| -------- | ------------- | -------- | ------ |
| ミツB11  | 2018年4月24日 | ミツB5   | [ 38 ] |
| ミツB14  | 2018年8月9日  | ミツB6   | [ 39 ] |
| ミツB26  | 2019年2月7日  | ミツB16  | [ 40 ] |
| ミツB27  | 2019年5月14日 | ミツB17  | [ 41 ] |
| ミツB10  | 2020年1月24日 | ミツB7   | [ 42 ] |
| ミツB12  | 2020年3月16日 | ミツB8   | [ 42 ] |

10両編成6本は、500番台とMT比を統一し、かつホームドアへの対応を目的にドア枚数を全車4扉に統一するため、2号車と5号車（6扉車）を、3000番台化改造で余剰となったモハユニットに差し替え6M4T化・全車4扉統一化した上で、引き続き中央・総武線で使用される。外された2両は順次廃車された。
ミツB22編成はミツB5編成より抜き取られたサハE231-14を組み込んで8両編成化、青森改造センター及び秋田総合車両センターにて武蔵野線用に転用改造され、2017年9月19日に京葉車両センターに配給輸送された（詳細は後述）。
残りの編成は2号車と5号車（6扉車）を外し、武蔵野線用に転用改造されて京葉車両センターに転属した。外された2両は順次廃車された。
- ミツB9 - 2018年1月転属[34]
- ミツB13 - 2018年3月転属[34]
- ミツB18 - 2018年8月転属[35]
- ミツB19 - 2018年9月転属[35]
- ミツB23 - 2018年10月転属[36]
- ミツB28 - 2018年11月転属[36]
- ミツB25 - 2019年2月転属[36]
- ミツB15 - 2019年3月転属[36]
- ミツB24 - 2019年3月転属[36]
- ミツB29 - 2019年5月転属[44]
- ミツB3 - 2019年7月転属[44]
- ミツB1 - 2019年7月転属[44]
- ミツB30 - 2019年7月転属[44]
- ミツB2 - 2019年8月転属[44]
- ミツB57 - 2019年8月転属[44]
- ミツB41 - 2019年9月転属[44]
- ミツB4 - 2019年9月転属[44]
- ミツB35 - 2019年10月転属[45]
- ミツB38 - 2019年10月転属[45]
- ミツB36 - 2019年11月転属[45]
- ミツB37 - 2019年12月転属[45]
- ミツB40 - 2020年1月転属[45]
- ミツB32 - 2020年2月転属[45]
- ミツB42 - 2020年2月転属[45]
- ミツB33 - 2020年3月転属[45]
- ミツB34 - 2020年3月転属[45]
- ミツB81 - 2020年3月転属[45]
- ミツB80 - 2020年5月転属[46]
- ミツB39 - 2020年6月転属[46]
- ミツB82 - 2020年8月転属[46]
- ミツB31 - 2020年9月転属[46]

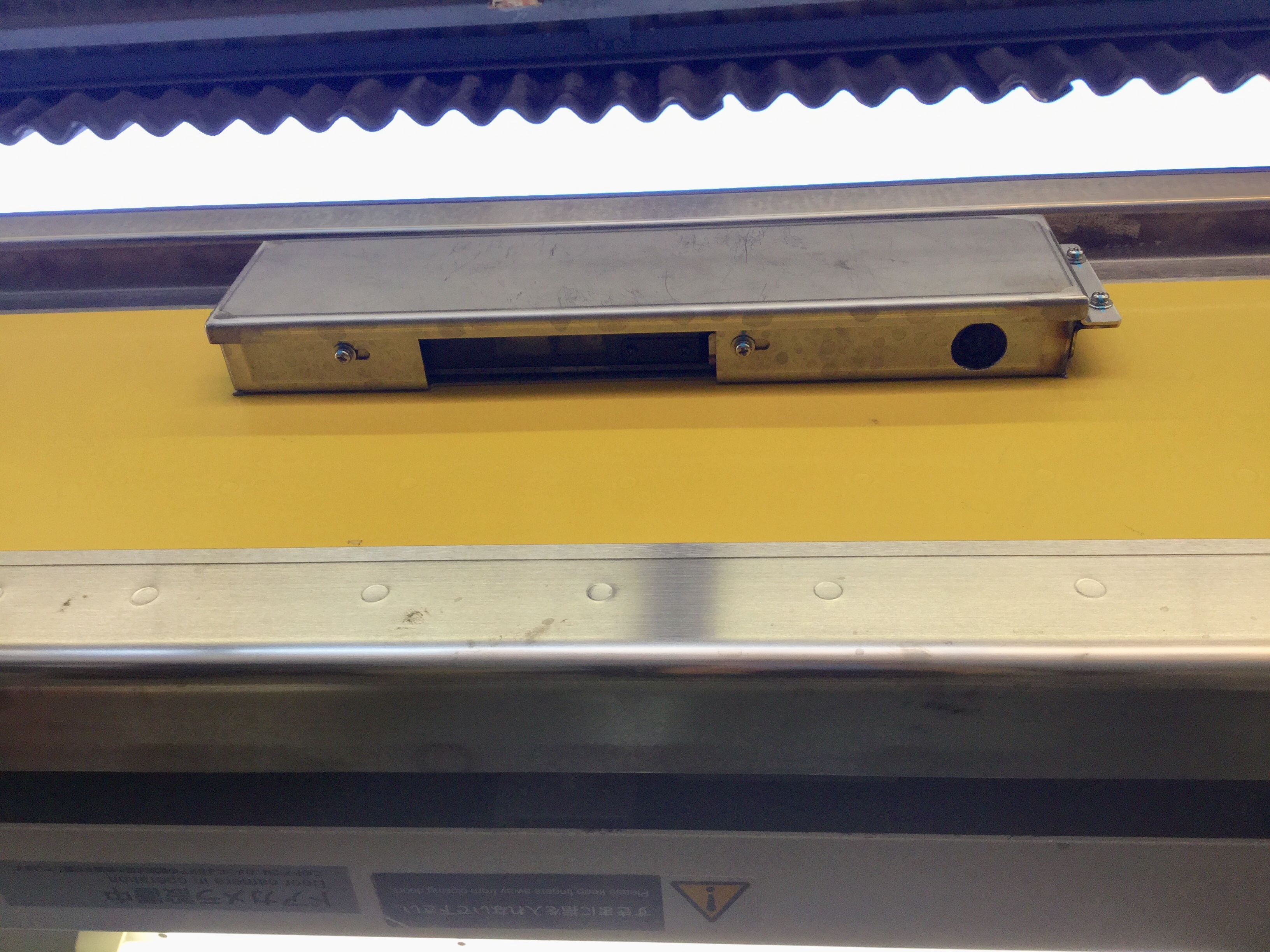
ミツB82編成2号車「サハE231-223」のドアカメラ

- ミツB82編成の2号車「サハE231-223」の一部のドア上にはドアカメラが付いていた。

0・900番台編成組成
|              |                    | ← 千葉三鷹・立川 → |              |                 |               |                     |              |              |                 |               |                |
| 号車         | 号車               | 1                  | 2            | 3               | 4             | 5                   | 6            | 7            | 8               | 9             | 10             |
| 形式         | 形式               | クハE231 (Tc)      | サハE231 (T) | ＞ モハE231 (M) | モハE230 (M') | サハE230 (T') 6扉車 | サハE231 (T) | サハE231 (T) | ＞ モハE231 (M) | モハE230 (M') | クハE230 (Tc') |
| 搭載機器     | 搭載機器           |                    |              | VVVF            | SIV・CP       |                     |              |              | VVVF            | SIV・CP       |                |
| 車両重量 (t) | 209系950番台落成時 | 25.6               | 22.6         | 28.3            | 28.5          | 23.8                | 22.6         | 22.6         | 28.3            | 28.5          | 25.6           |
| 車両重量 (t) | 0番台落成時        | 25.7               | 22.2         | 28.4            | 28.3          | 23.6                | 22.2         | 22.2         | 28.4            | 28.3          | 25.7           |

0番台編成組成（6M4T化）
|              |          | ← 千葉三鷹・立川 → |                 |               |              |                 |               |              |                 |               |                |
| 号車         | 号車     | 1                  | 2               | 3             | 4            | 5               | 6             | 7            | 8               | 9             | 10             |
| 形式         | 形式     | クハE231 (Tc)      | ＞ モハE231 (M) | モハE230 (M') | サハE231 (T) | ＞ モハE231 (M) | モハE230 (M') | サハE231 (T) | ＞ モハE231 (M) | モハE230 (M') | クハE230 (Tc') |
| 搭載機器     | 搭載機器 |                    | VVVF            | SIV・CP       |              | VVVF            | SIV・CP       |              | VVVF            | SIV・CP       |                |
| 車両重量 (t) | 0番台    |                    |                 |               |              |                 |               |              |                 |               |                |

山手線の6扉付随車を置き換えることを目的に新津車両製作所で4扉付随車（詳細は後述）が製造されていたが、付随車は単独で試運転を行うことができないことと、本系列のブレーキ装置はTIMSを介して行うもので、機関車牽引による配給輸送の際にブレーキを作用させるために制御車（クハ・TIMS中央装置搭載）とTIMSに電源を供給する電動車（モハ）が必要となる。
このため、検査時期などを考慮して三鷹車両センター所属のB27編成が2010年（平成22年）1月に東京総合車両センターに転属し、サハ4両を抜いた制御車（クハ）・電動車（モハ）6両が使用された。使用した6両は新製された付随車の試運転・配給輸送のほか、廃車となるサハE230形（6扉車）の長野総合車両センターへの配給輸送に使用され、いずれも編成の中間に対象となる付随車を4両組み込む形態で試運転・配給輸送が実施された。使用しない付随車は東京総合車両センターに保留車として留置されていた。また、配給輸送使用中の同車は営業用車両ではなく事業用車扱いとなっていた。その後、約1年半の山手線用車両配給輸送終了後の2011年（平成23年）11月に三鷹車両センターに戻っている。

#### 常磐線快速電車・成田線用
2001年11月から落成が始まり、2002年3月3日に営業運転を開始した。このグループは全編成が新津車両製作所製。
- 運用線区：
  - 常磐快速線：上野 - 松戸 - 我孫子 - 取手
    - 同線取手以北は交流電化区間のため、同駅以北には乗り入れない。

  - 成田線（我孫子支線）：我孫子 - 成田
  - 上野東京ライン：東京 - 上野
  - 東海道線：品川 - 東京
- 車体帯の色：上…■エメラルドグリーン（青緑） 、下…■ウグイス色（黄緑）
  - 同じエメラルドグリーン（青緑1号）の帯色を用いている常磐線各駅停車・東京メトロ千代田線直通用車両（203系・207系900番台・209系1000番台・E233系2000番台）との誤乗防止のため、常磐線快速電車・成田線の編成にはエメラルドグリーンの帯下にウグイス色の帯を追加している。同様の理由からE501系も帯上部が□白色 、帯下部が■エメラルドグリーン（青緑1号）の配色となっている（同系列は2007年3月17日限りで上野口の運用から離脱した）。常磐線快速電車用の第1・2編成（第101・102・121・122編成）の帯色は落成当時エメラルドグリーン単色であったが、営業運転開始の直前になってから帯色下部にウグイス色が追加され、同時に乗務員室のドアにもエメラルドグリーンのステッカー貼付が施された。本系列の帯のエメラルドグリーンはかつて使用されていた103系と同様のカラーである[50]。
- 所属車両数（2021年4月1日現在）：松戸車両センター…基本編成（10両編成）18本（180両）、付属編成（5両）19本（95両）（合計275両）[51]
  - 通勤タイプの車両としては最長の15両編成での運用も行われている。成田線では最長10両編成で、基本編成による運用のほかに付属編成5両のみの運用や付属編成を2本連結した10両編成もある。
  - 基本編成1本（第118編成）は、2020年8月18日付で2両（サハE231-58・60）を廃車し[52]、8両編成として2020年10月6日付で京葉車両センターに転属し[53]、MU22編成となった。

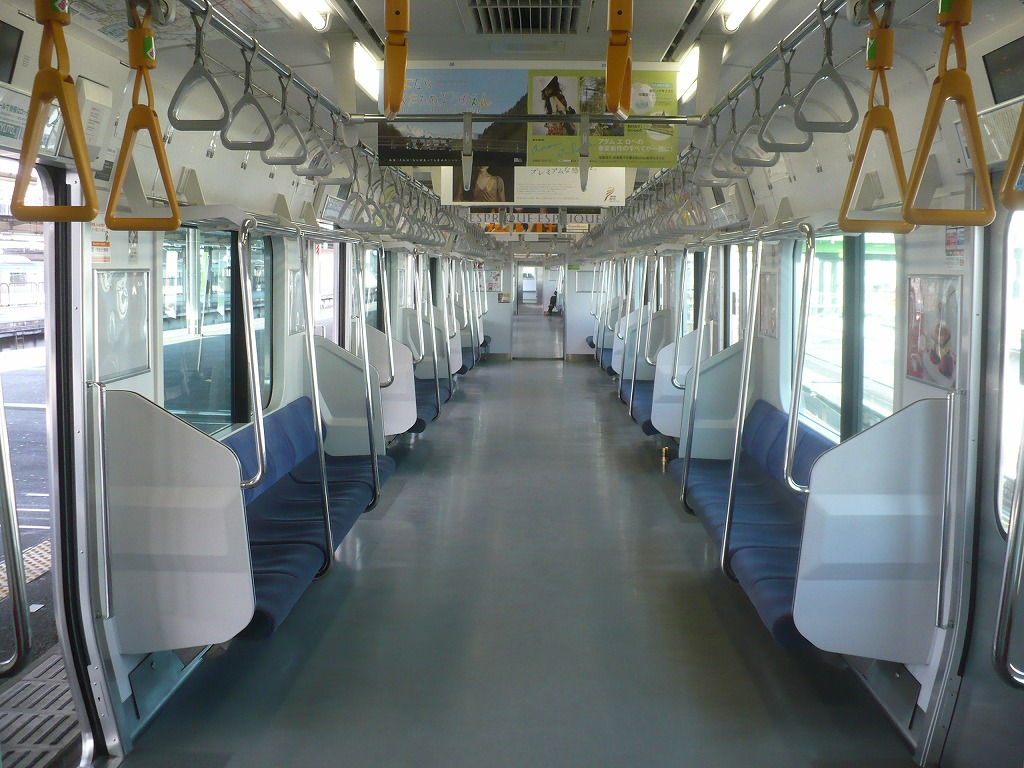
常磐快速線用0番台の車内
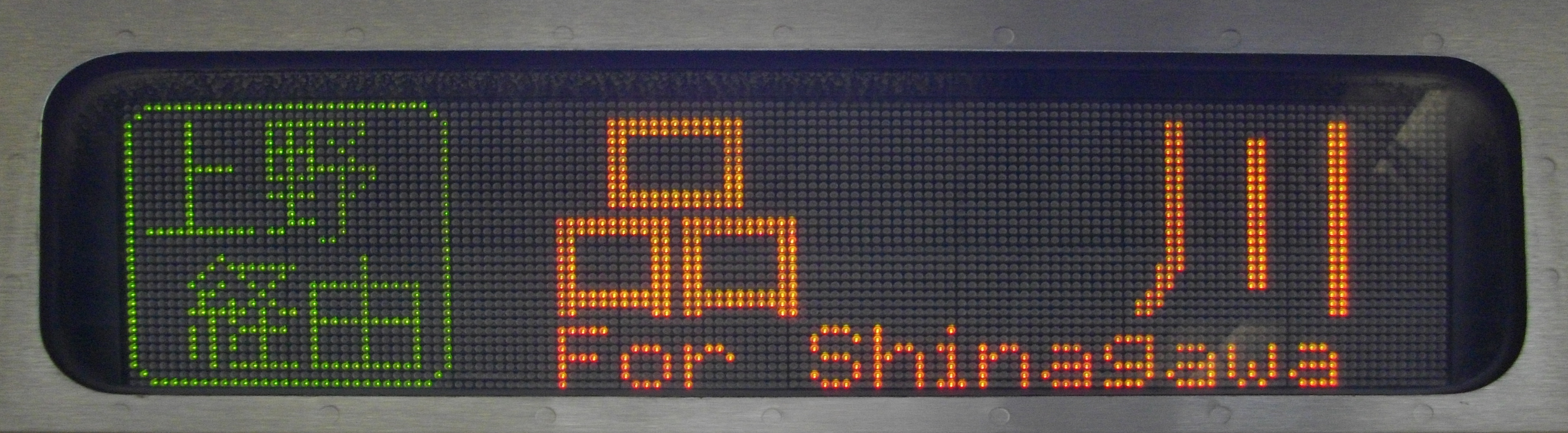
上り品川行きの表示 （2015年6月18日 取手駅）

常磐線快速電車・成田線では、置き換えの103系の車両数285両に対し、本系列の投入車両数は予備車を削減して280両の予定であったが、常磐線中距離電車へE531系製造計画の決定による計画変更により265両の投入に変更し、代替に103系3編成30両を残存させた。その後、2006年3月18日のダイヤ改正で運用本数が削減され、残った103系は本系列への置き換えを行わずに廃車となり、全列車がE231系による運転となった。このダイヤ改正後は15両編成で運転する列車が増加している。
仕様は中央・総武線各駅停車向け0番台（4扉車）を基本とし、分割・併合運転に対応するための機能を追加している。内容は運用上から使用を想定していない基本編成の上野側先頭車（同車は取り付け準備工事）を除いた先頭車に電気連結器を搭載した。前面FRPは白色となり、スカート形状を変更している。外観のラインカラー帯はエメラルドグリーンで、同線で使用されていた103系と同色。側面には車外放送用スピーカーの取り付け準備をしてあり（この箇所はメクラ蓋で塞いでおり、ラインが途切れている）、合わせて乗務員室の車掌スイッチユニット内に車外放送設備の準備工事を実施した。車内は座席クッションは座り心地を見直したほか、座席下の暖房器を斜め吊り構造とすることで、暖房効率の改善を図った。また、車端部3人掛け座席部の荷棚長さを若干延長し、荷物を載せやすくした。その他、細かな変更として車内中吊り広告金具を挟み込み方式から差し込み方式に変更、また材質をアルミニウムの無塗装品としたほか、乗務員室背面の仕切り窓下に埋め込み形の手すりを新設した。
乗務員室内は次に述べるVIS装置等の機器の増加に伴い、乗務員室背面部にも機器ユニットを新設するなど配置を変更している。運転台は前面計器パネル右側にTIMS第2表示器の取り付け準備を実施したほか、運転士用の仕業表差しを大形時刻表への対応形とした。また、列車待避時等の長時間停車時における車内保温を考慮して片側4か所のドアのうち1箇所を除いて閉め切りが可能な「3/4閉」スイッチを設置している。走行機器などの仕様は0番台に準じたものだが、制御装置は改良型のSC60B形VVVFインバータ装置とSC62A形静止形インバータ装置が採用されている。
乗客へのサービス向上策として地上から車上へ情報を配信するシステムとして情報提供装置（VIS）を搭載した。これは運行情報配信センターからの運行情報をパケット通信により送信・車両側で受信して、受信データを車内の案内表示器に表示させるシステム。このため、車内案内表示器は従来の1段表示から2段表示式としており、上段には行先・次駅案内・現在駅・ドア開方向などを表示し、下段には行先・乗換案内・所要時間・運行情報・急停車・マナー文などの表示用として使用する。
順番は運行情報→運行路線→携帯電話→テロ対策で、日本語2回→英語2回で流れる。ただし、テロ対策の部分は日本語→英語→日本語→英語の順で流れる。運行情報のない時は運行路線から表示する。これは基本的には後の近郊タイプにも採用されている内容だが、常磐線快速電車・成田線仕様では始発駅停車中、または我孫子駅での増結作業中に主要駅までの所要時間を表示し、運行路線も行先まで表示する。新たな列車運行情報が入電された場合はアラート音（205系1000・3100番台などのドア開閉時のチャイム）が鳴る（始発駅発車時に入電されている場合は発車時に鳴る。また、2007年頃から他社線の情報も表示されるようになっているが、その場合でもアラート音が鳴る アラート音）。
なお、VIS装置は受信機能のほか、TIMSで取得した情報（故障情報・乗車率など）を地上側に送信する機能も持たせている。放送装置にはJR東日本の通勤形車両では初めて本格的な自動放送装置を搭載（ワンマン運転対応車両は対応済み）しており、日本語および英語による案内放送を行っている。
2015年には上野東京ライン開通に合わせ、三鷹車両センター所属のミツB20・ミツB21編成がそれぞれマト118・マト119編成として転入し、同年3月14日から営業運転を開始した。これらの編成はホーム検知装置が付いているほか、車外放送用スピーカーの取付スペースがないため、上部ラインが端部から中央の行先表示器まで連続しており、車内案内表示器も従来の1段表示式となっている。転入に際しては上記の通り、6扉車・サハE230形が廃車となり、代替としてミツB22編成より捻出したサハE231形が編入された。
- 同一路線上を走行する走る常磐線中距離列車用E531系には、2007年1月6日から2階建てグリーン車が導入されているが、本系列は連結していない。
- 前面・側面のLED式行先表示器は路線名と終着駅名（上り電車の品川行きは日暮里まで「上野経由 品川」、品川始発の下り電車は新橋まで「東京経由 （終着駅名）」）のみを表示し、運転種別である「快速」の表示はしない。これは、本系列での種別が固定化されていて、常磐線快速電車・成田線の普通以外での運用がないため。また、下り列車で我孫子駅での車両解放がある場合には「我孫子・成田」「我孫子・取手」という表示を15号車の前面行先表示器に表示するが、1号車側は通常の「取手」か「成田」を表示する。取手駅始発の上り列車で我孫子での付属編成解放がある場合は、15号車の前面行先表示器の表示は「我孫子」のみの表示となっている。
- なお、上野東京ラインの開業以前は他線区への投入車のような路線名との交互表示もしていなかった（行先のみの表示で固定）が、開業に合わせて路線名（「常磐線」「成田線」と成田線直通の場合の「常磐・成田線」）の表示が追加された。

|                      |              | ← 取手・成田上野・品川 → |              |                 |               |                |              |              |                 |               |                |
|                      |              |                          |              |                 |               |                |              |              |                 |               |                |
| 10両編成（基本編成） | 号車         | 10                       | 9            | 8               | 7             | 6              | 5            | 4            | 3               | 2             | 1              |
| 10両編成（基本編成） | 形式         | クハE231 (Tc)            | サハE231 (T) | ＞ モハE231 (M) | モハE230 (M') | サハE231 (T)   | サハE231 (T) | サハE231 (T) | ＞ モハE231 (M) | モハE230 (M') | クハE230 (Tc') |
| 10両編成（基本編成） | 搭載機器     |                          |              | VVVF            | SIV,CP        |                |              |              | VVVF            | SIV,CP        |                |
| 10両編成（基本編成） | 車両重量 (t) | 25.6                     | 22.7         | 28.6            | 28.4          | 22.7           | 22.7         | 22.7         | 28.6            | 28.4          | 25.6           |
| 5両編成（付属編成）  | 号車         | 15                       | 14           | 13              | 12            | 11             |              |              |                 |               |                |
| 5両編成（付属編成）  | 形式         | クハE231 (Tc)            | サハE231 (T) | ＞ モハE231 (M) | モハE230 (M') | クハE230 (Tc') |              |              |                 |               |                |
| 5両編成（付属編成）  | 搭載機器     |                          |              | VVVF            | SIV,CP        |                |              |              |                 |               |                |
| 5両編成（付属編成）  | 車両重量 (t) | 25.6                     | 22.7         | 28.6            | 28.4          | 25.6           |              |              |                 |               |                |

- 全編成が2005年製造分以降の近郊タイプに装着されたものと同様のV字に尖がった大型形状のスカートに交換されている。また、2008年3月までに優先席付近のつり革をE233系タイプに交換した。
- 2021年（令和3年）4月30日より同年10月頃まで、成田線開業120周年記念企画として第139編成の帯色が横須賀・総武快速線などで使用されているE217系の更新車の「スカ色」（■クリーム1号と■青20号のツートンカラー）と酷似した塗装に変更されていた[注 14]。同編成は2021年5月31日まで記念のヘッドマークを装着し成田線内のみで、6月1日以降はヘッドマークを外して常磐快速線・上野東京ラインでも運用された[55]。検査に伴う東京総合車両センター入場後、当編成は他編成と同じ従来の帯色に戻されている。

### 500番台

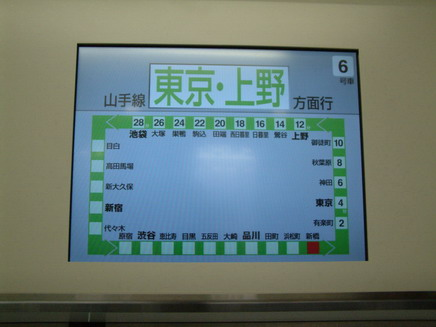
列車情報（日本語表示）
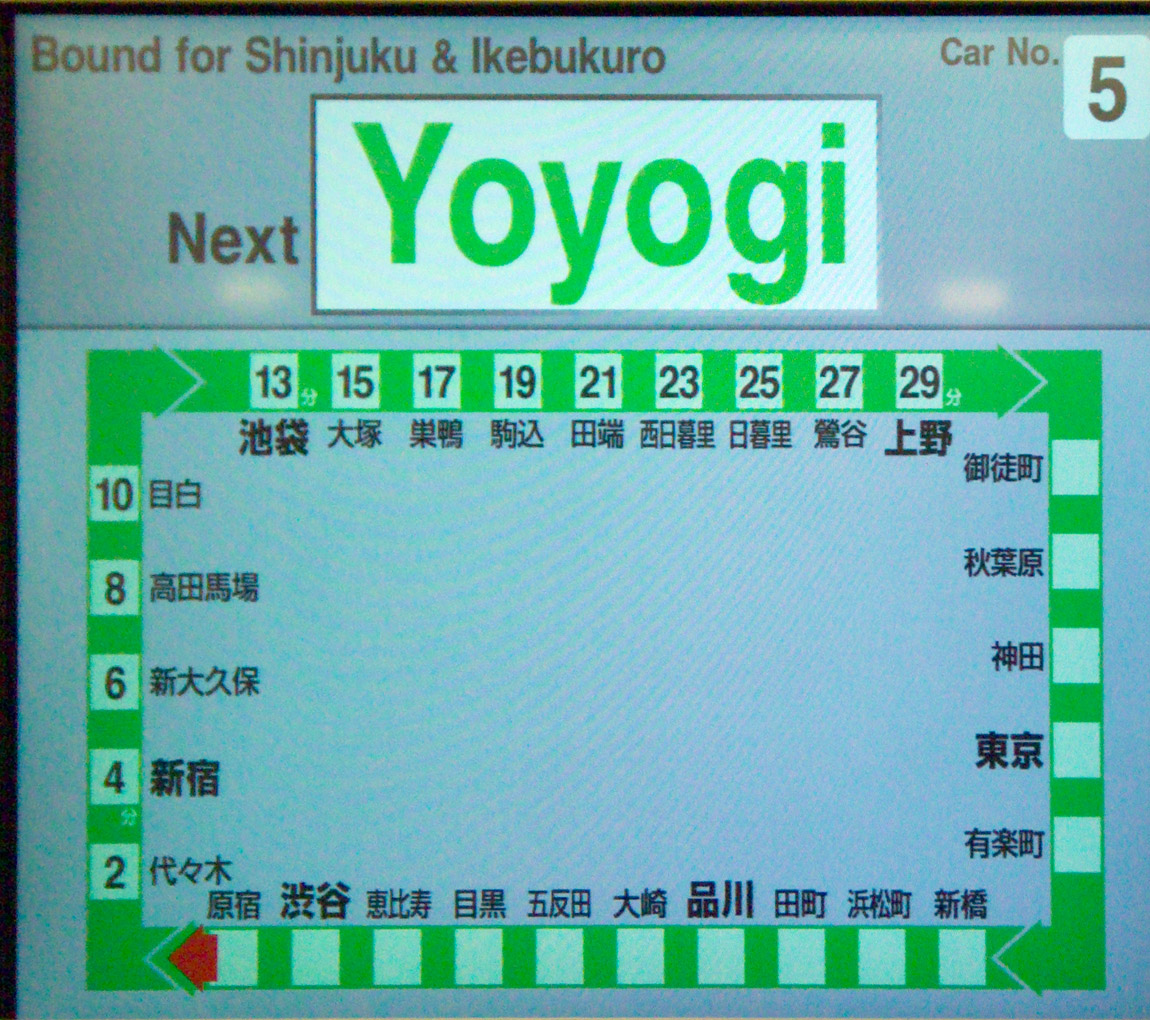
列車情報（英語表示）
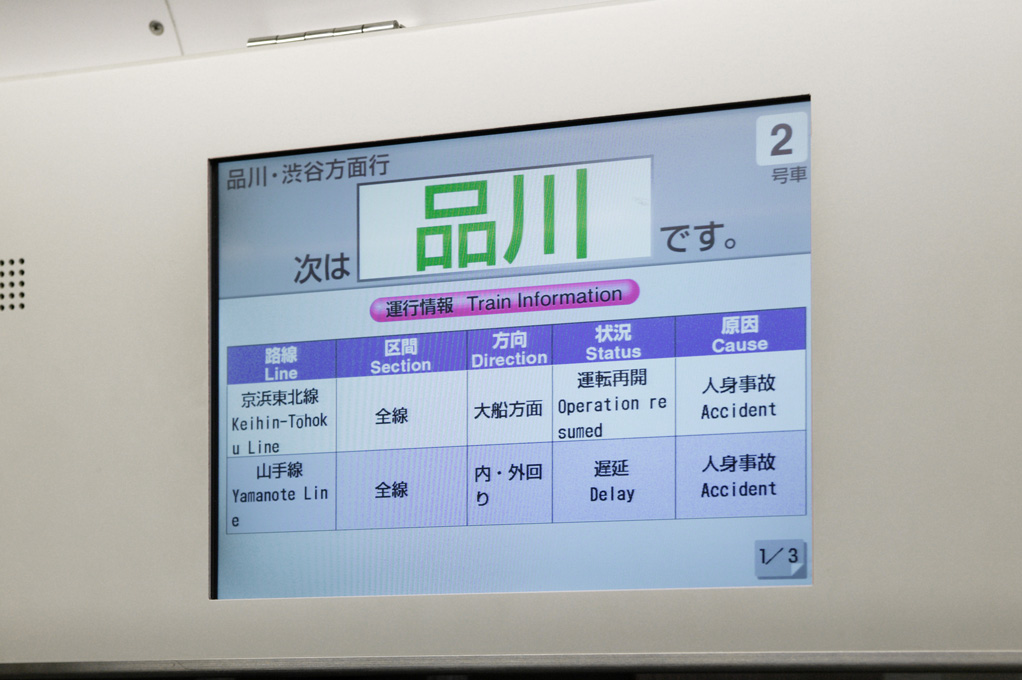
運行情報

2002年（平成14年）1月より山手線用205系置き換え用として落成が始まり、同年4月21日より営業運転を開始、2005年4月17日までに全編成が出揃った。このグループは全編成が新津車両製作所で製造された。
2020年1月まで■ウグイス色（黄緑6号）の帯色で山手線で運用された。同線へのE235系0番台量産車投入に伴って中央・総武緩行線に転用され、■カナリアイエロー（黄1号）の帯色となった。
山手線では従来から使用されてきたATC-6保安装置の老朽化に伴い、新保安システムとしてデジタルATC（D-ATC）の導入が決定され、これに伴って車両側の更新も必要とされた。同線で運用されていた205系は、この時点では車両置き換え時期には達していなかったが、山手線は「東京の顔」でもあり日本を代表する路線でもあることから、D-ATC導入に先駆けて新型車両を導入することでサービス向上とイメージアップを図ることとされた。
本番台は常磐線快速電車・成田線用0番台と同時期に設計が行われたが、変更点が多いことから500番台に区分された。前面デザインは0番台と異なり、白をベースとした独自のものに変更され、前照灯と尾灯の位置が入れ替わっている。周回運転列車の行先表示器は従来の205系では「山手線」の固定表示であったが、E231系では区間ごとに主要駅表示を切り換えて表示（例：品川から外回り列車は「渋谷・新宿方面」）することで旅客サービスの向上を図った。
客室内装は0番台同様に内板を白色系、床面は灰色としたが、座席表地は濃緑色として都会中央部を走行する山手線をイメージした新しいデザインとした。このほか、つり革はシール広告貼付対応可能なタイプとしたほか、中吊り広告枠は常磐線快速電車・成田線用と同様のタイプに変更した。
車内案内表示器には車内情報システムを搭載し、車内のドア上部にはLED表示器に代わって15インチの液晶ディスプレイ（LCD）2基が搭載され、トレインチャンネルと呼ばれる車内情報サービスを提供している。右側画面には次駅・所要時間・ドア開閉方向・列車遅延情報などを、左側画面にはお知らせやCM、スポンサー提供の各種情報コンテンツ（ニュース、天気予報、クイズ、占い、マナー講座など）を表示する。
また、常磐快速線用0番台と同様、日本語・英語放送に対応した自動放送装置を搭載しているほか、将来の車外放送に対応できるように車外スピーカー取り付け準備を施している。2014年6月15日よりトウ551編成を皮切りに、車外スピーカーの設置が始まっている。また、トウ514編成以降は7人掛け座席間枕木方向へのつり革を増設し、トウ517編成以降の貫通扉はE217系タイプから800番台と同様の傾斜式に変更した。
制御装置は常磐線快速電車・成田線用0番台と同じSC60B形VVVFインバータ装置を採用し、0 km/hまで電力回生ブレーキが作動する「純電気ブレーキ」が採用されている。将来の運転性能向上に備え、編成中の電動車（M）と付随車（T）の構成（MT比）は6M5Tと高く取られ、起動加速度も0番台の2.5 km/h/sより0.5高い3.0 km/h/sを確保した。保安装置にはデジタルATC（D-ATC）を搭載しており、更新前のATC-6の機能も備えられている。D-ATCに対応して床下にはD-ATC車上子が2基取り付けられている。
乗務員室は0番台を基本としながら、常磐線快速電車・成田線用と同じく計器パネル右側にTIMS第2表示器の取り付け準備工事をした。このほか、VIS装置新設置に伴って機器配置を変更している。車掌スイッチ部には各車両4か所のドアのうち1か所を除いて閉め切ることが可能な「3/4閉」スイッチを設置している。
205系の10号車に連結した6扉車は、本番台では混雑緩和を目的として7号車と10号車の2両に連結した。座席は平日の初電 - 10時は収納状態で固定され、10時を過ぎた時点で使用可能とされていたが、4扉車への置き換えを開始してから、6扉車の座席は終日利用可能とした（詳細は後述）。6扉車の扉の上部には「6DOORS」のステッカーが貼り付けられていた。

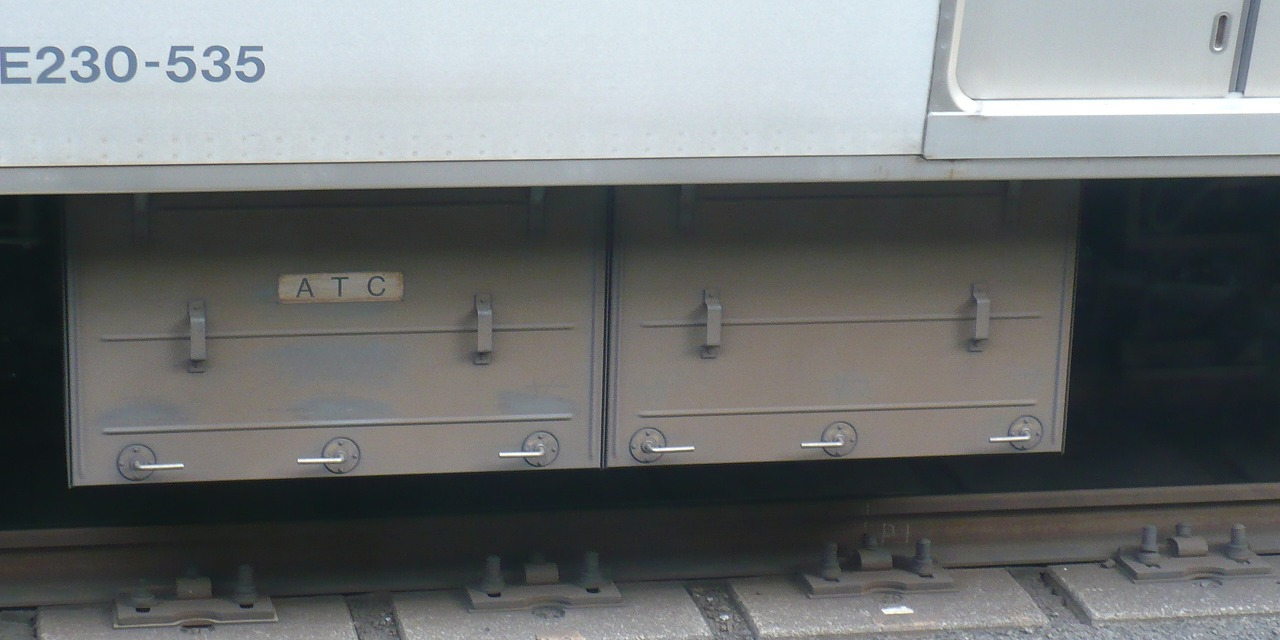
デジタルATC車上装置
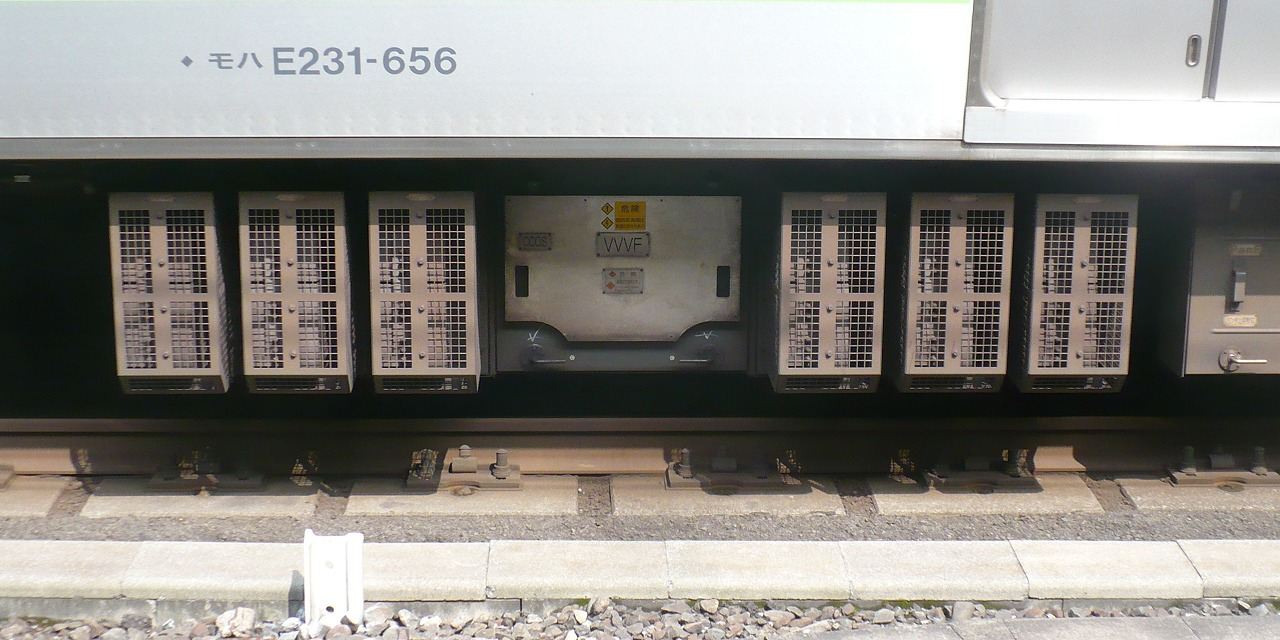
500番台のSC60B形VVVFインバータ装置
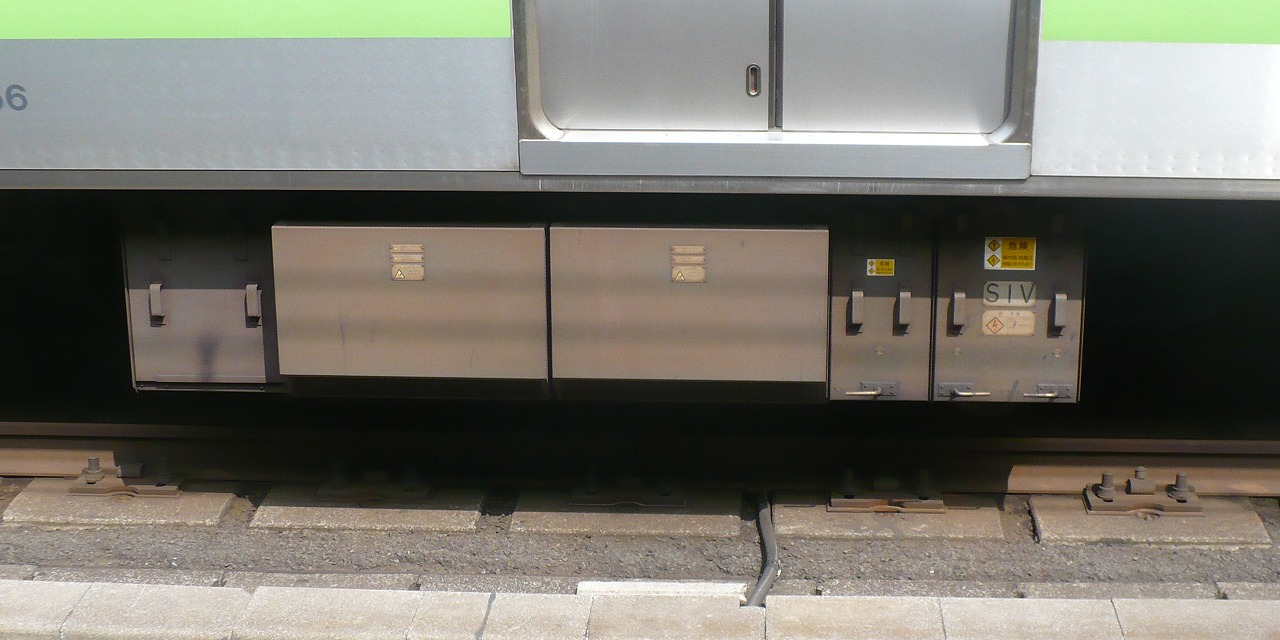
500番台のSC61A形静止形インバータ装置

冷房装置は初期に落成したトウ501 - 503編成の4扉車はAU725形とし、開扉面積が大きい6扉車は能力向上形のAU726形を搭載し、補助電源装置であるSIV装置（SC61A形）は編成で2台搭載としていた（5号車は準備工事のみ）。トウ504編成以降は4扉車も能力向上形のAU726形搭載となり、11両全車がAU726形となった。これに伴い消費電力増加のために5号車にもSIV装置を搭載して編成で3台とされた。空気圧縮機（CP）は従来5号車には搭載されていなかったが、可動式ホーム柵の設置に伴う定位置停止装置（TASC）使用時の動作性を考慮して5号車にもCP増設工事が実施された。
2008年春までに全編成がV字に尖った大型形状のスカート（デザインは従来とほぼ同様）に交換され、優先席付近のつり革も黄色いE233系タイプに交換済みである。2009年9月7日 - 12月4日まで、明治製菓全面協力の下、トウ502編成に全面ぶどう色2号を配した「山手線命名100周年記念 復刻調ラッピング電車」が運行されていた。また、車体に表記される車両番号書体が国鉄のものに準じていた。その後2013年1月16日から12月28日まで、車両のカラーが初めて現在のウグイス色となった103系登場50周年を記念してトウ545編成に103系をイメージしたラッピングを配した「みどりの山手線」が運行された。そして2014年10月11日からは、東京駅開業100周年を記念して、トウ514編成に東京駅の赤レンガを模したラッピングが配されている。このラッピング列車は2015年3月31日まで運行された。
2010年12月15日より、トウ550編成の客室内照明を蛍光灯からLED照明に変更した。この結果、節電及びCO2排出削減効果が確認できたため、2013年夏 - 2014年春頃にかけて山手線の蛍光灯全てが順次LED照明に交換された。これに伴い、車内照明の消費電力は蛍光灯と比較して約40 %削減された。
- 列車情報（日本語表示）
- 列車情報（英語表示）
- 運行情報

#### 可動式ホーム柵と6扉車の置き換え
2010 - 2017年まで、乗客への安全性向上と転落事故による輸送障害の減少を目的として、山手線各駅のホームに可動式ホーム柵（以下「ホームドア」）が新設された。このため、車両側には可動式ホーム柵に対応させるための改造工事が行われたほか、6扉車は新造される4扉車に置き換えられた。
車両側の対応改造工事
ホームドア新設に伴い、車両側においても対応させるための改造工事が施工されている。各先頭車には定位置停止装置（TASC）とホームドアおよび車両ドアを連動して制御を行うためのホームドア車上装置を搭載した。
TASCはホームドアの設置に伴う高い停止精度を確保するために設置された。TASCは高位指令優先型となっており、TASC使用時に手動介入やATCからのブレーキがある場合には高位の指令が優先されるシステムとなっている。TASC装置はD-ATCシステム内に設置されており、TASC制御部・TASC検査記録部などから構成されている。地点情報はD-ATC車上子とD-ATCトランスポンダを経由してTASC装置へインタフェースを行っている。TASCによるブレーキングの際には、手動7段のブレーキ操作を4分割した28段の多段制御を行うことで乗り心地の低下を防止している。TASCの停止精度は前後350 mm以内としており、車両ドアの開口幅が1,300 mmであることから、ホームドア開口部は最大の誤差を考慮した2,000 mmとしている。
一方、ホームドア車上装置はホームドアトランスポンダ送受信装置とホームドア車上子、ホームドア継電器部、運転台のホームドア表示灯および関係スイッチなどから構成される。このうちホームドアトランスポンダ送受信装置、ホームドア車上子はクハE230形500番台（Tc'）のみに搭載されている。ホームドアには車両ドアとの連動機能を設けている。このため、ホームドア制御には「分離モード」と「連携モード」が用意されており、地上側の連携分離切替地上子（ホームドア車上子経由）からの情報から各モードの切り替えが行われる。ホームドア非設置駅においては「分離モード」が機能し、車両ドアの開閉のみが行われる。一方、ホームドア設置駅においては「連携モード」が機能し、車両ドアの開閉に連動してホームドアの開閉も実施される。なお、連携モード時には車両ドアの閉扉に加えてホームドアの閉扉条件が「運転士知らせ灯」の点灯条件となっており、ホームドアの全閉がない場合には列車が出発できないように制御される。

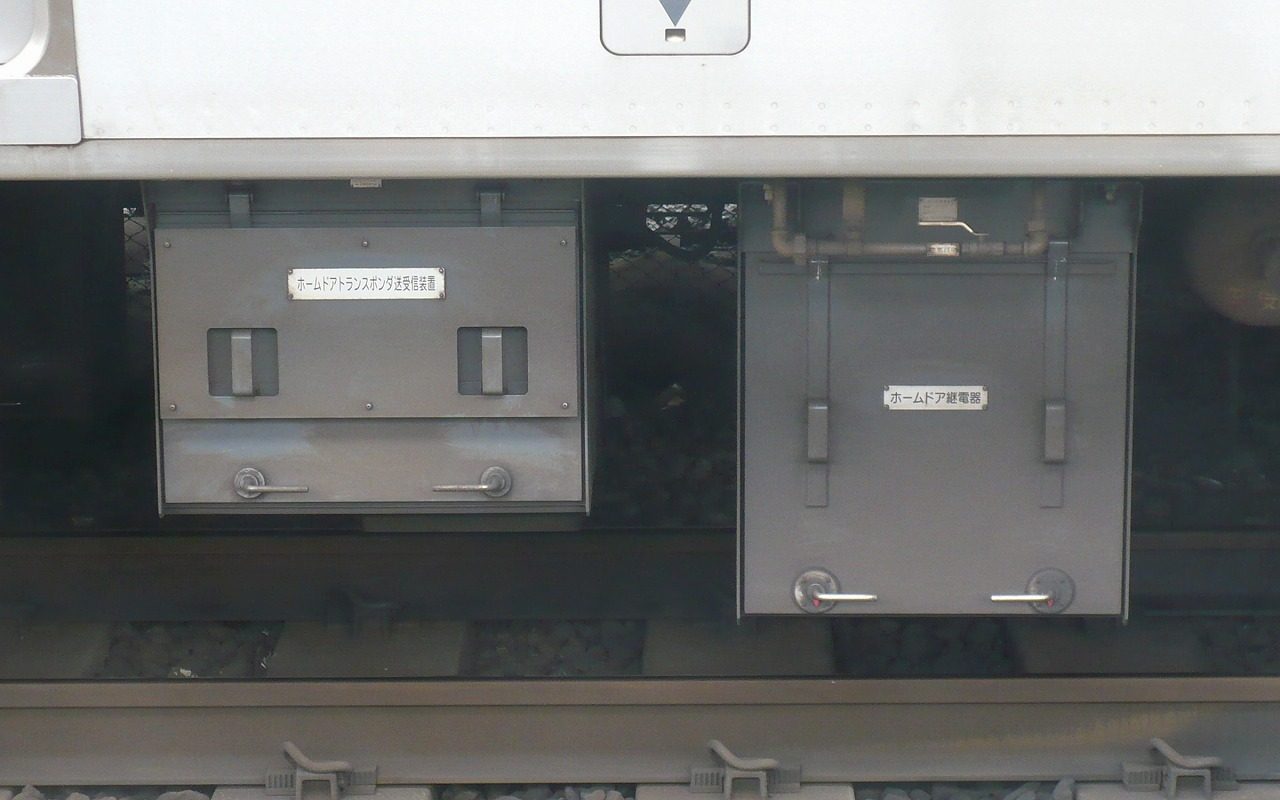
クハE230形500番台のホームドアトランスポンダ送受信装置とホームドア継電器
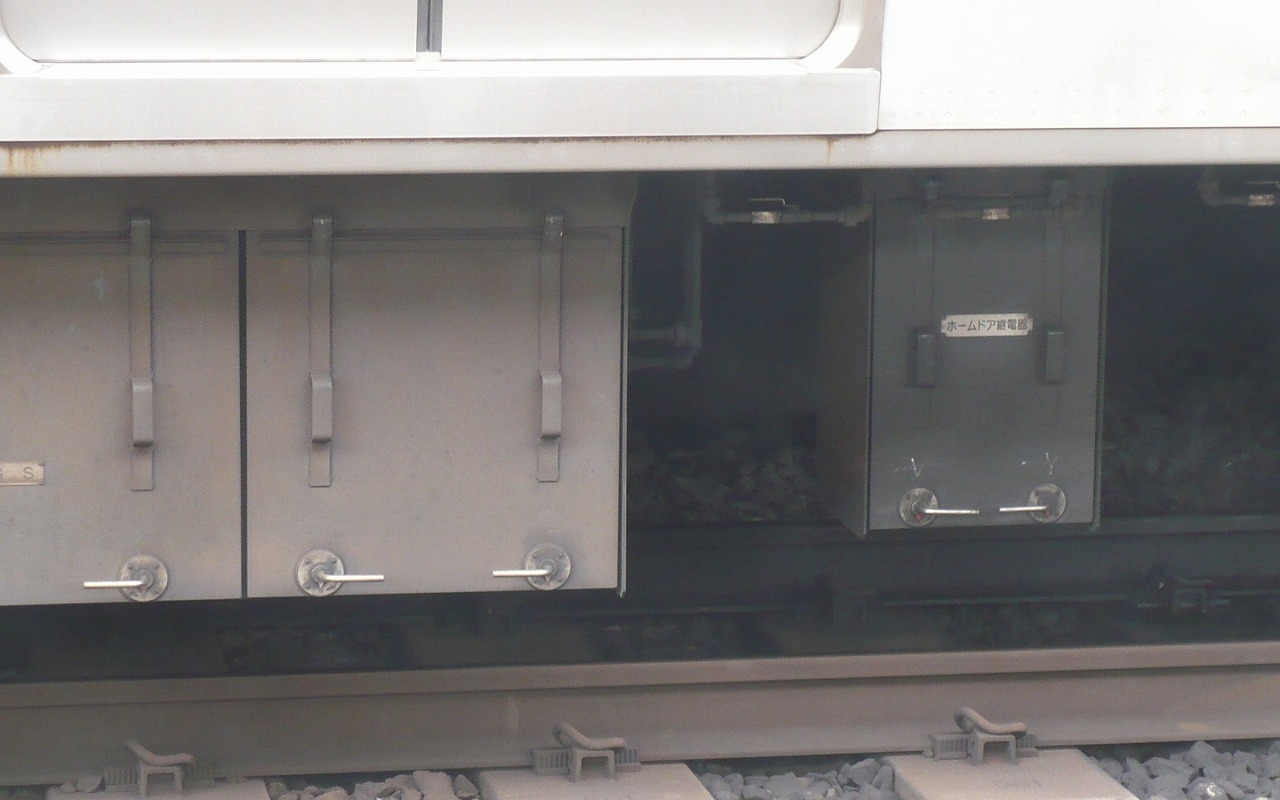
クハE231形500番台のホームドア継電器

6扉車の置き換え
500番台の6扉車は廃車とし、代替として4扉車104が両導入されており、7号車に組み込むものは600番台、10号車に組み込まれるものは4600番台に区分されている。この新造車は形式はE231系ではあるが、車体構造は後継車として増備が進められているE233系をベースにしたものとされている。ただし、外観の車体帯配置や車体主要寸法などはE231系500番台に合わせたもので、床面高さもE231系同様の1,165 mmに合わせられている。ドア位置は600番台は既存と同位置だが、4600番台では京浜東北線E233系1000番台10号車（先頭車）にドア位置を合わせるため（工事などの際、一部の区間でホーム・線路を共有するため）、通常の中間車よりもドアが690 mm車体中央寄りに配置されている（ドア中心位置が車端部から3,030 mm の位置）。ドアエンジンは既存の500番台同様のスクリュー軸式を使用している。
客室内は600番台はE231系500番台に準じたものだが、袖仕切形状や座席周囲の手すり形状、荷棚はE233系と同等品を使用している。優先席部では壁面をクリーム色とし、座席横手すりは黄色の着色品を使用している。
一方、4600番台ではドア位置を変更している関係で、座席配置は4-5-7-7-3人掛け配置と、座席数は従来の中間車よりも2席分減少している。また、側窓は4人掛け位置に小窓を2枚並んで配置し、5人掛け部は幅の狭い固定窓を配置していることからこの間のドア付近のスペースは従来よりもやや広い。客室内はE233系と同等とされており、ドア部はE233系同様の複層ガラスで化粧板仕上げとされ、優先席部のデザインもE233系と同様とされている。ただし、座席モケットや車内案内表示器、吊り革などはE231系500番台に準じている。
付随車であるため、機器面では大きな変更はない。台車は600番台は既存車と同様のTR246P形台車を、4600番台はE233系同様のTR255A形台車を使用している。また、これらの車両は製造コストを抑えるため、廃車となる6扉車から台車（サハE231-600のみ）、ブレーキ制御装置、AU726形空調装置、TIMS端末演算ユニット、戸閉制御装置（LCU）、VIS端末装置やメディア表示器（LCD）などの使用可能な機器・部品は再利用している。6扉車の廃車が発生する前に落成した編成分（トウ552 - 545編成用）は新品を使用している。この機器・部品を再利用する関係で、編成中における車両の検査時期が変わってしまうという問題点が発生した。この解決策として最終の車両番号52番から番号が若くなるように製造を進めることになった。このため、52番を付番する車両（サハE231-4652・サハE231-652号車）が最も古く、1番を付番する車両（サハE231-4601・サハE231-601号車）が最も新しい車両となった。
2010年1月22日には4扉付随車の配給輸送に使用される元ミツB27編成が新津車両製作所へ配給輸送され、1月29日には落成したサハE231-4651・サハE231-651・サハE231-4652・サハE231-652の4両が元ミツB27編成に組成され、信越本線新津 - 新潟間で試運転を行った。その後、2月1日に新津車両製作所から大崎駅まで1回目の4扉付随車の配給輸送が実施され、編成組み替え実施後の2月22日から4扉付随車の営業運転を開始した。それに先駆けて2010年2月19日をもって6扉車の座席収納を終了し、座席は終日利用可能な状態になった。翌2011年8月16日には26回目となる最後の4扉付随車の配給輸送が実施された。そして8月31日に最後まで6扉車を組み込んでいたトウ501編成が組み替えのため営業運転を離脱し、6扉車の営業運転を終了した。なお、6扉車サハE230形500番台は同年9月までに全車両の廃車・除籍が完了した。

#### 次車区分
1次車 東トウ501 - 503編成（2001年度製造 2002年1・2月）
2次車 東トウ504 - 513編成（2002年度製造 2002年6 - 11月）
3次車 東トウ514 - 527編成（2003年度製造 2003年4 - 11月）
4次車 東トウ528 - 552編成（2004年・2005年度製造 2004年3月 - 2005年4月）
山手線用
|                | （大崎駅基準）← 上野・東京・品川渋谷・新宿・池袋 → |               |                 |              |              |                 |              |              |                 |              |              |
| 号車           | 11                                                 | 10            | 9               | 8            | 7            | 6               | 5            | 4            | 3               | 2            | 1            |
| 形式・番台区分 | クハE231-500                                       | サハE231-4600 | ＞ モハE231-500 | モハE230-500 | サハE231-600 | ＞ モハE231-500 | モハE230-500 | サハE231-500 | ＞ モハE231-500 | モハE230-500 | クハE230-500 |
| 搭載機器       |                                                    |               | VVVF            | SIV,CP       |              | VVVF            | SIV,CP       |              | VVVF            | SIV,CP       |              |
| 車両重量 (t)   | 26.0                                               | 26.9          | 28.8            | 28.8         | 23.7         | 28.8            | 28.8         | 23.0         | 28.8            | 28.8         | 26.0         |

- 当初は10号車と7号車はサハE230-500（車両重量：23.9 t）が組み込まれていたが、編成替えに伴い、順次サハE231-600・4600を組み込んでいる。
- 5号車のSIVはトウ501 - 503編成は非搭載。
- 車両重量について
  - サハE231-4600・600は、2010年落成時のものを記載した。
  - その他の車両は、2002年のトウ501編成落成時のものを記載した。その後に落成した編成では変更されている場合もある。

なお2011年6月29日から試験的に1両のみ、JR東日本と慶應義塾大学が共同開発した座席間の凹凸を大きくし着席位置をはっきりさせた新型シートを導入している。

### 800番台

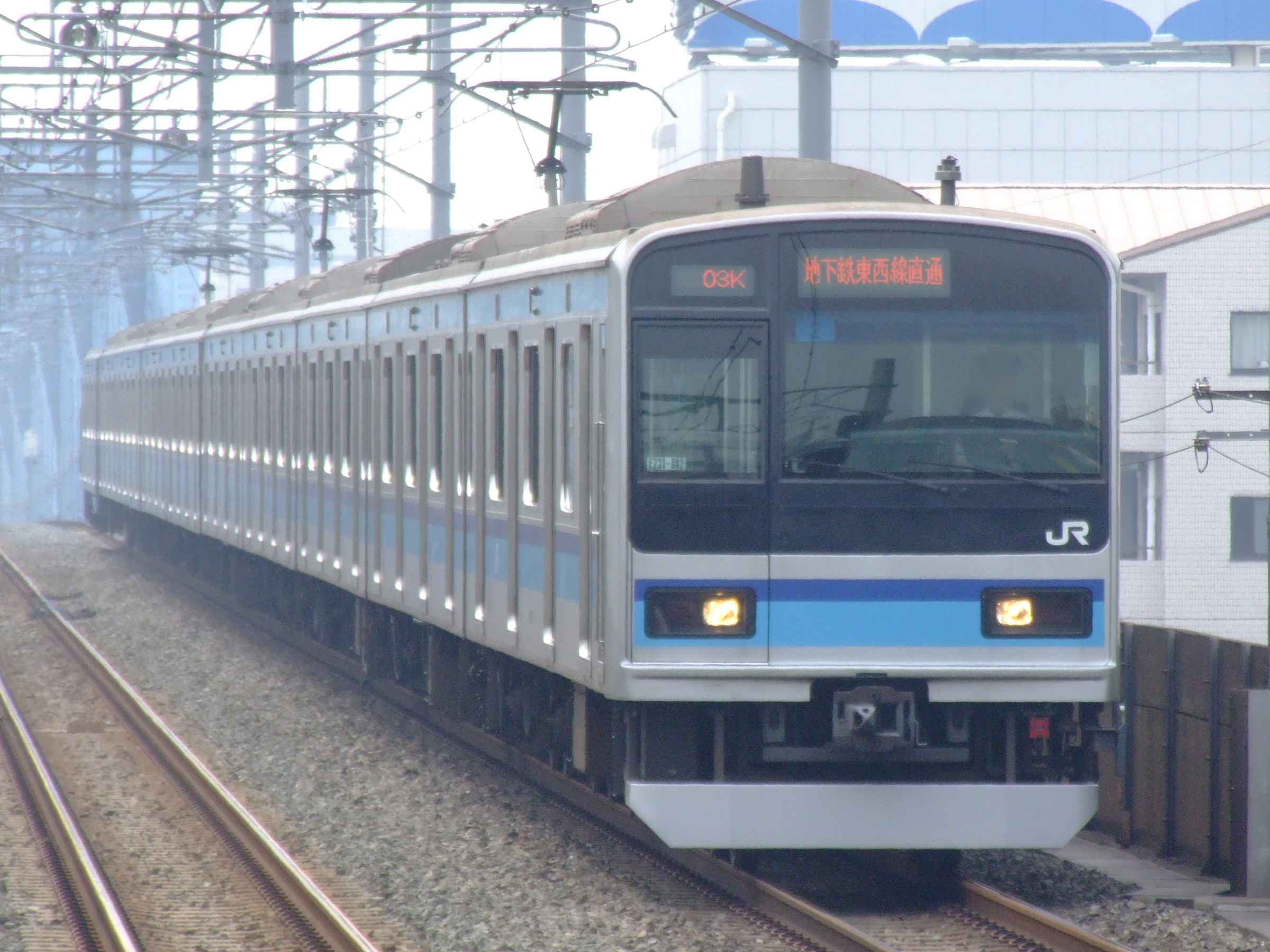
スカート交換前（2006年6月28日）

中央・総武線各駅停車から帝都高速度交通営団（現：東京地下鉄〈東京メトロ〉）東西線への直通運転用の103系1000・1200番台および301系を置き換えるために2003年（平成15年）1月から落成が始まり、同年5月1日に営業運転を開始した。
- 運行線区：
  - 中央線各駅停車 三鷹 - 中野（深夜を除く終日）
  - 東京メトロ東西線 中野 - 西船橋
  - 総武線各駅停車 西船橋 - 津田沼（平日朝夕ラッシュ時のみ）
- 車体帯の色：■水色（青24号）、■青色[79]
  - 同様の色を採用している東京メトロの05系と07系には青と水色の間に白いラインが入っているが、本系列では青色と水色の間にラインはない。
- 所属車両数（2021年4月1日現在）：三鷹車両センター…10両編成7本（70両）[27]
  - 当初は80両が置き換えの対象であったが、JR車の地下鉄乗り入れ運用が削減され、10両が代わりに前述の中央・総武線各駅停車用の0番台（ミツB57編成）として新製された。全車両が東急車輛・川崎重工製となっている[78]。川崎重工製の通勤タイプは本番台のみ。

東西線との直通仕様となっているため、車体は千代田線直通用209系1000番台のものを基本としているが、台車間距離は13,800 mm（209系1000番台は13,300 mm）。先頭車の前面には地下鉄線内用の非常扉を装備し、非常時にはハシゴ付補助腰掛を使用して車外に脱出可能なものとした。運転台は従来の通勤形を基本としているが、マスコンハンドルにはデッドマン装置を搭載する。ただし、この装置は東西線内で使用される。さらに運転台左下にJR - 東京地下鉄切換スイッチの設置、右下に東京地下鉄用誘導無線送受話器の設置が行われている。
客室内構成は0番台に準拠したもので、内板は白色系、座席表地は青色となっている。ただし、車椅子スペースは他番台とは異なり、東京メトロ車に合わせた2・9号車の設置としている。このほか、800番台ではJR東日本の電車として初めて車両間の貫通扉が傾斜式に変更され、2003年以降に製造される他番台へ採用が進められた。さらに車外スピーカーや乗降促進ブザーも製造当初から設置している。冷房装置は山手線500番台2次車以降同様、能力向上形のAU726形を採用しており、電源容量の関係からモハE230形800番台車には全車SIV装置（SC62A形）を搭載している（編成で3台）。列車無線装置はJR線用のデジタル無線のほか、東京地下鉄用の誘導無線装置を搭載しており、このため4号車の床下には誘導無線送受信機の設置、妻面および床下に誘導無線アンテナを設置する。

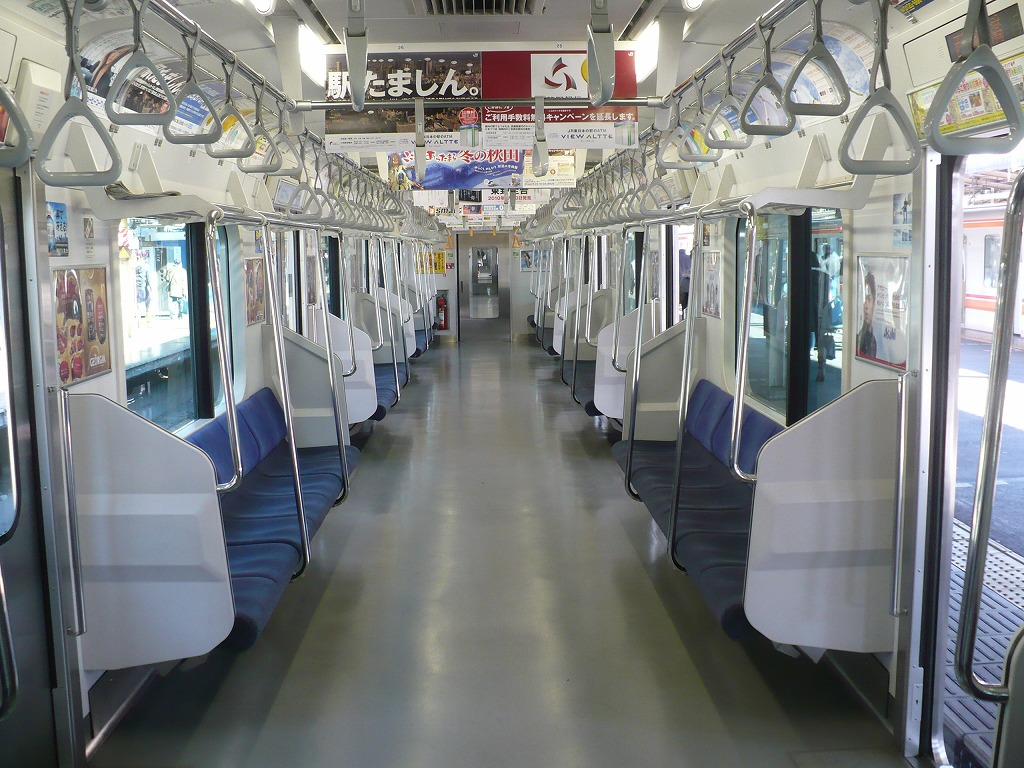
800番台の車内
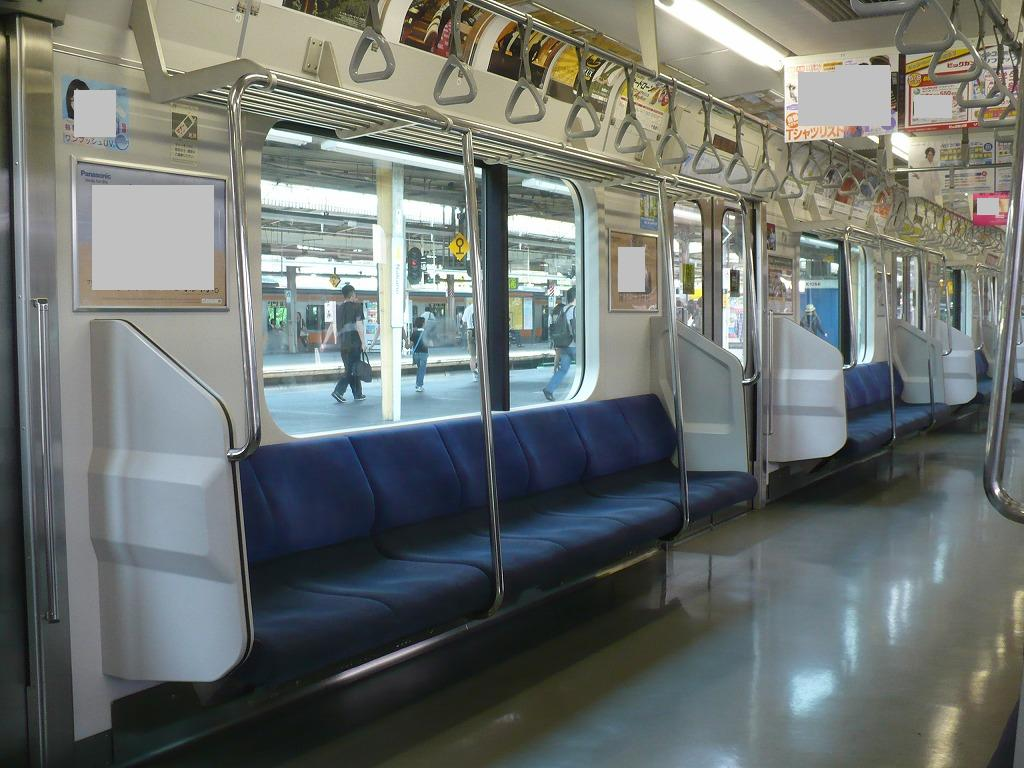
7人掛け座席部
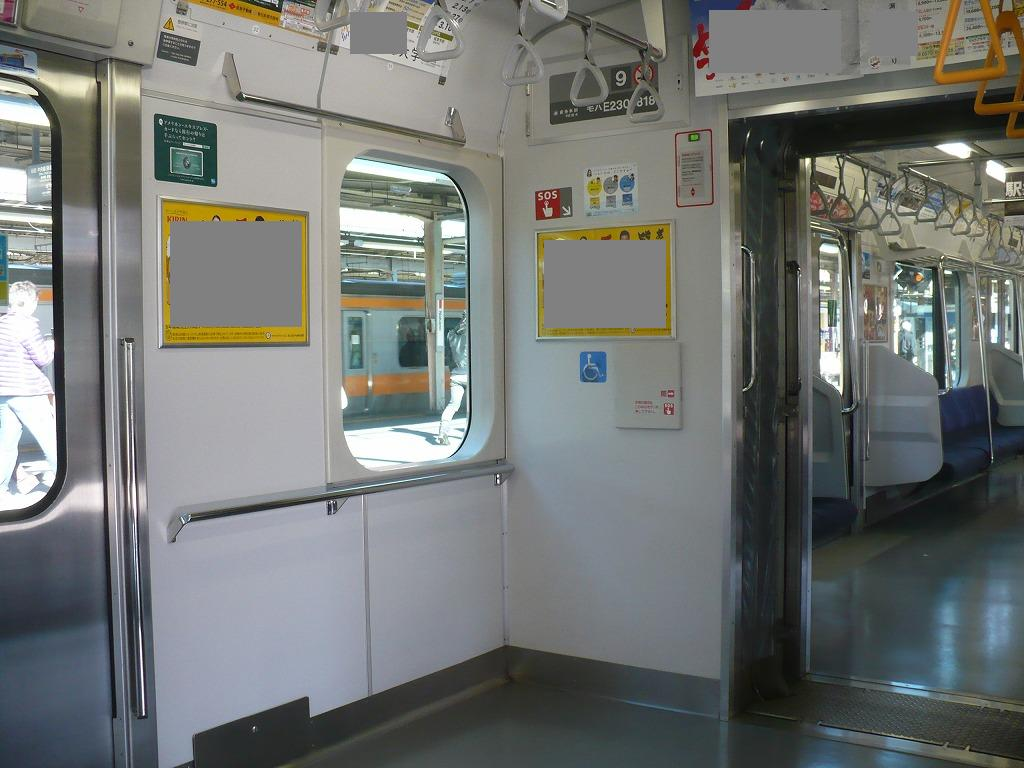
車椅子スペース部
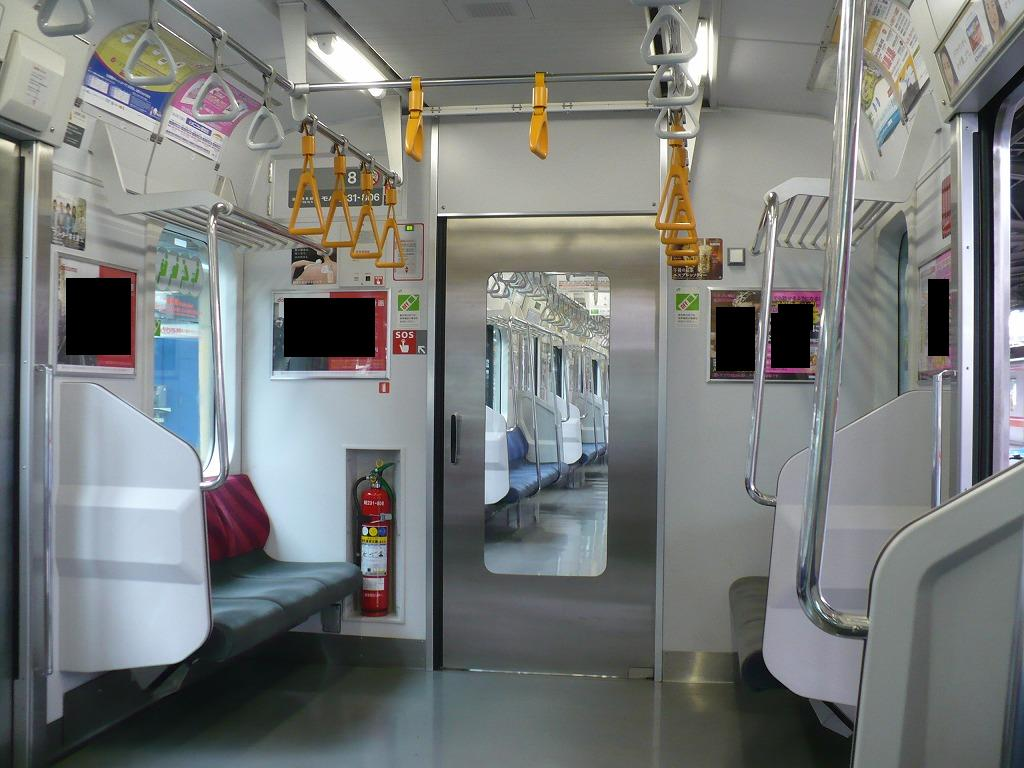
優先席部
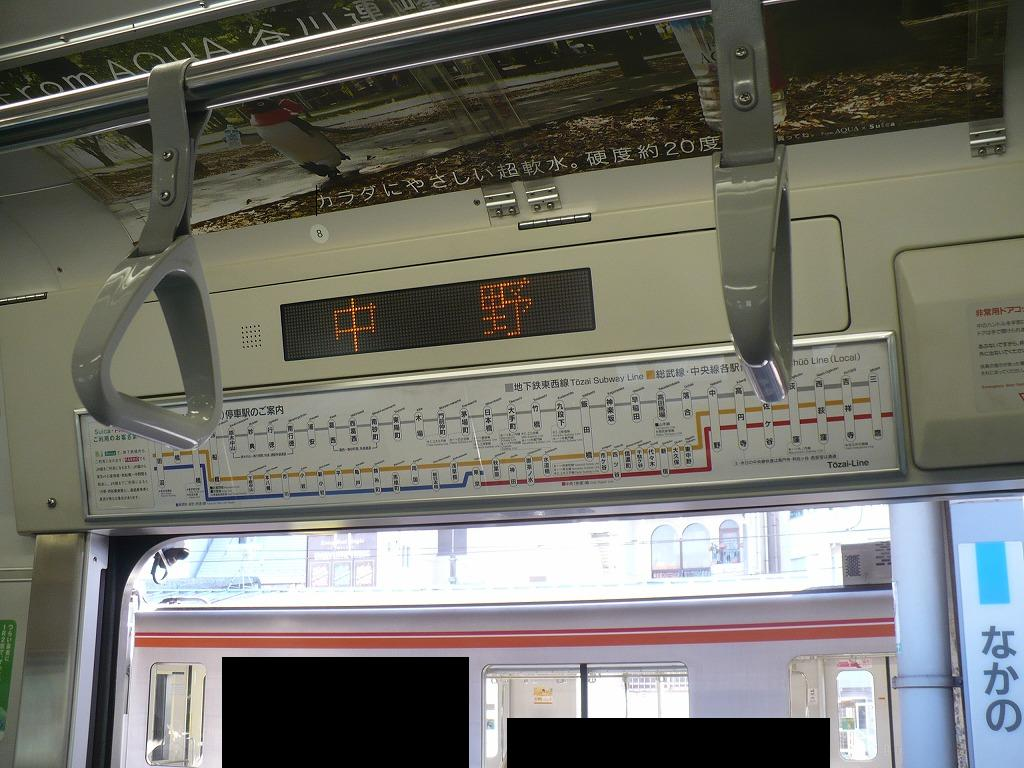
ドア上部の案内表示器
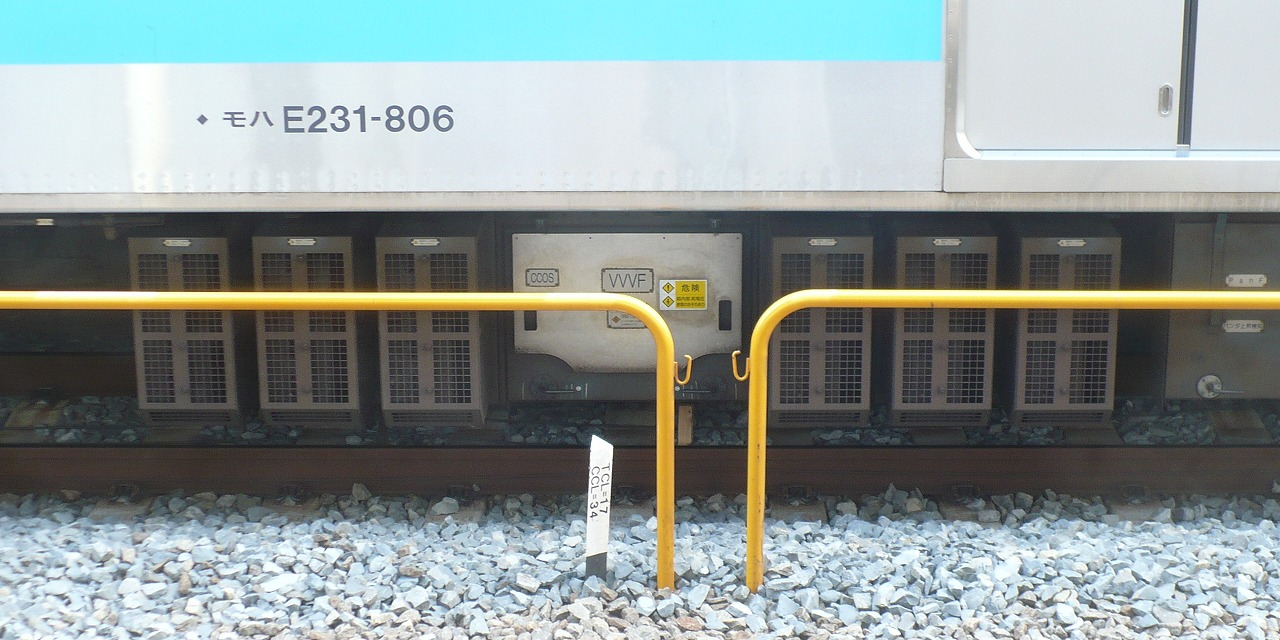
800番台のSC60C形VVVFインバータ装置
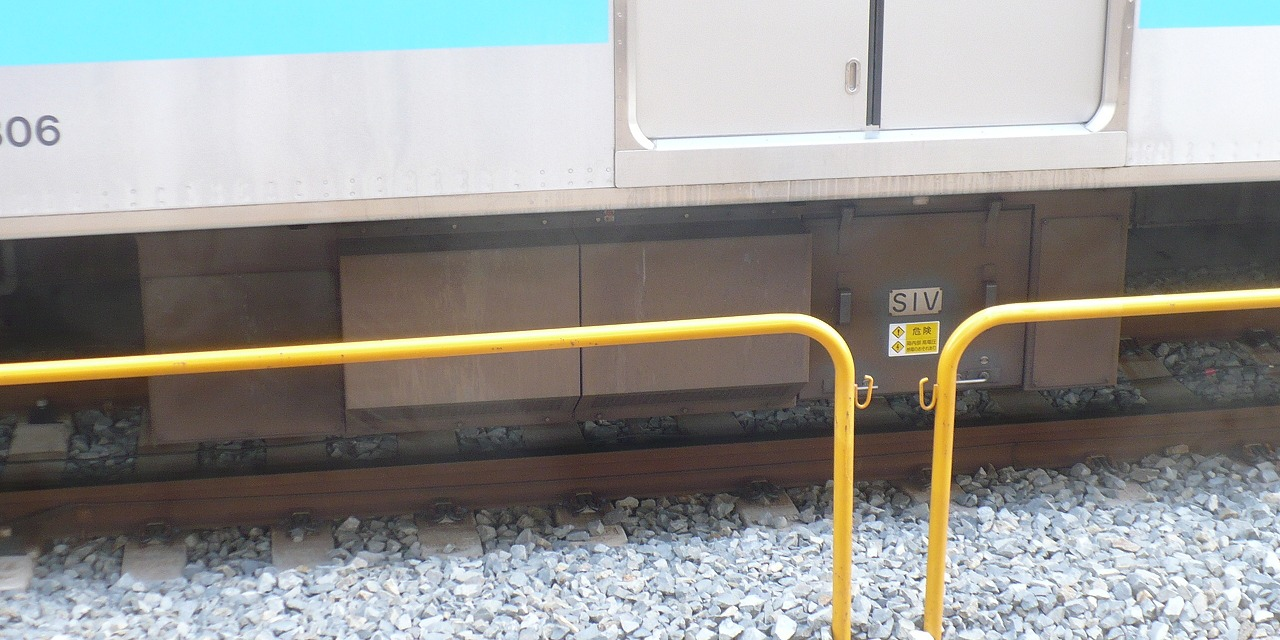
800番台のSC62A形静止形インバータ装置

制御装置は改良型のSC60C形VVVFインバータ装置とし、0 km/h まで電力回生ブレーキが作動する純電気ブレーキを採用している。また、東西線との相互直通協定により起動加速度が 3.3 km/h/s となっていることから、これに対応する出力・粘着力確保のため電動車比率を高く取っている（MT比・6M4T）。自動放送はJR・東京メトロ双方に対応しており、東西線内では東京メトロ仕様の自動放送を使用する。側面のLED式行先表示器は行先と路線名を交互に表示するが、東西線、中央・総武線各駅停車走行中も路線名の表示は「地下鉄東西線直通」のまま変わらない。
また、車内表示器の「地下鉄東西線直通」は東西線に入る前のJR線内および中野・西船橋両駅停車中のみ表示される。車内表示器には行先・種別も表示される。その他、列車番号表示器の表示はJR線内が列車番号をフル表示し、末尾のアルファベットは快速がA、普通はYである（例：500A：01K運用の午前5時台発東西線内快速列車）。対して東西線内は運用番号である○○K（01Kなど）となり、中野と西船橋で切り替える。営業開始直後の2003年5月には東西線内でもJR方式の表示が見られたが、現在では運用番号に統一されている。
三鷹車両センター所属のE231系編成としては、中央・総武線各駅停車用編成と東西線直通用編成の番号（編成札の番号）は共に「ミツ1」 - で表示するため、そのままでは運用の区別ができないため、「ミツ」とは別に運用記号で中央・総武各駅停車用が「B編成」（0・900番台）・「A編成」（500番台）、東西線直通用が「K編成」として管理している。なお、営業運転開始直前の2003年4月には第4編成が性能試験として三鷹 - 塩山間を実際に走行した。また、東海道線国府津まで試運転で入線したことがある。新宿駅跨線橋架け替え工事などで中央線と東西線の直通運転が終日中止になると、車両は三鷹車両センターに留置されたままになり、東西線での800番台の運用は東京メトロや東葉高速鉄道の車両による代走となる。

#### 編成組成
|                 | （地下鉄東西線内基準）← 津田沼・西船橋中野・三鷹 → |                 |              |              |                 |              |              |                 |              |              |
| 号車            | 1                                                  | 2               | 3            | 4            | 5               | 6            | 7            | 8               | 9            | 10           |
| 形式・ 番台区分 | クハE231-800                                       | ＞ モハE231-800 | モハE230-800 | サハE231-800 | ＞ モハE231-800 | モハE230-800 | サハE231-800 | ＞ モハE231-800 | モハE230-800 | クハE230-800 |
| 搭載機器        |                                                    | VVVF            | SIV,CP       |              | VVVF            | SIV          |              | VVVF            | SIV,CP       |              |
| 車両重量 (t)    | 26.1                                               | 28.8            | 28.6         | 22.8         | 28.8            | 28.3         | 22.6         | 28.8            | 28.6         | 26.1         |

### 3000番台
老朽化が進行した八高線・川越線用車両を置き換えるため、中央・総武線各駅停車用0番台を転用改造した車両で、2018年2月19日から運用を開始した。
- 運用線区：
  - 川越線…高麗川 - 川越（ - 南古谷）
  - 八高線…八王子 - 高麗川
- 車体帯の色：■オレンジ色・■ウグイス色
- 所属車両数（2021年4月1日現在）：川越車両センター…4両編成6本（24両）[84]

同時期に改造された武蔵野線用0番台と異なり、4両編成でドア開閉ボタンの設置などの改造が施され、3000番台に区分された。0番台武蔵野線用同様に、青森改造センターで転用改造と、制御装置などの機器類を更新施工を行い、その後秋田総合車両センターにて帯変更などの仕上げ改造を行い、2017年11月24日付で川越車両センターに配置され、同月28日に同センターに配給輸送された。なお、先頭車両の7人掛座席のうち、一部が優先席に変更されている。同年12月にも1本が追加配置され、2018年9月・10月にも各1本が追加配置された。2019年9月に2本が追加配置され、導入予定数の6本となった。ドア付近を監視する安全確認カメラを装備し、これを使用した中編成ワンマン運転に対応する。

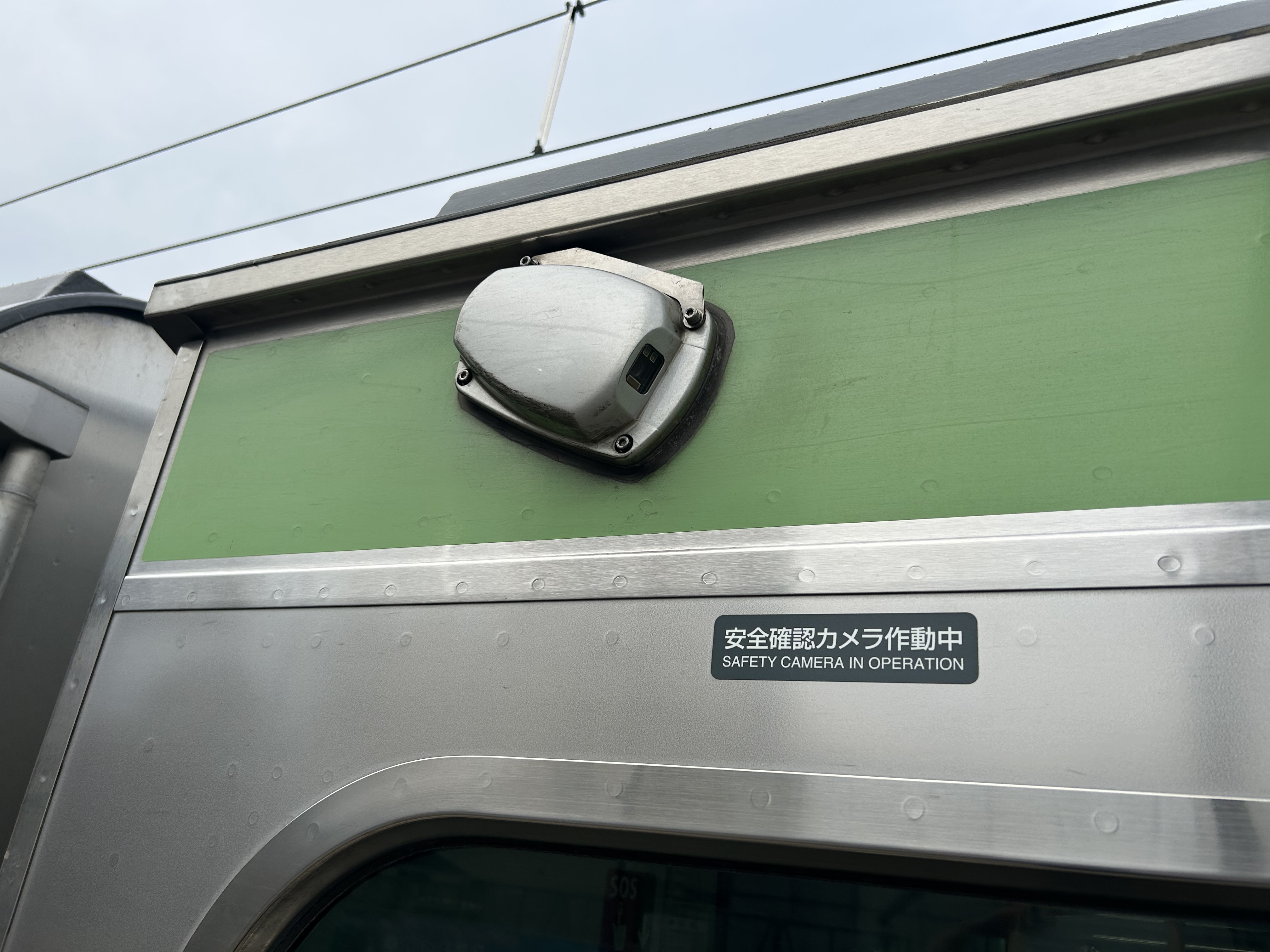
車端に設置された安全確認カメラ

|                 | ← 南古谷・川越高麗川・八王子 → |                      |                    |                     |
| 号車            | 4                              | 3                    | 2                  | 1                   |
| 形式・ 番台区分 | クハE231-3000 (Tc)             | ＞ モハE231-3000 (M) | モハE230-3000 (M') | クハE230-3000 (Tc') |
| 搭載機器        |                                | VVVF                 | SIV,CP             |                     |
| 車両重量 (t)    | 25.8                           | 28.1                 | 28.4               | 25.8                |

## 近郊タイプ

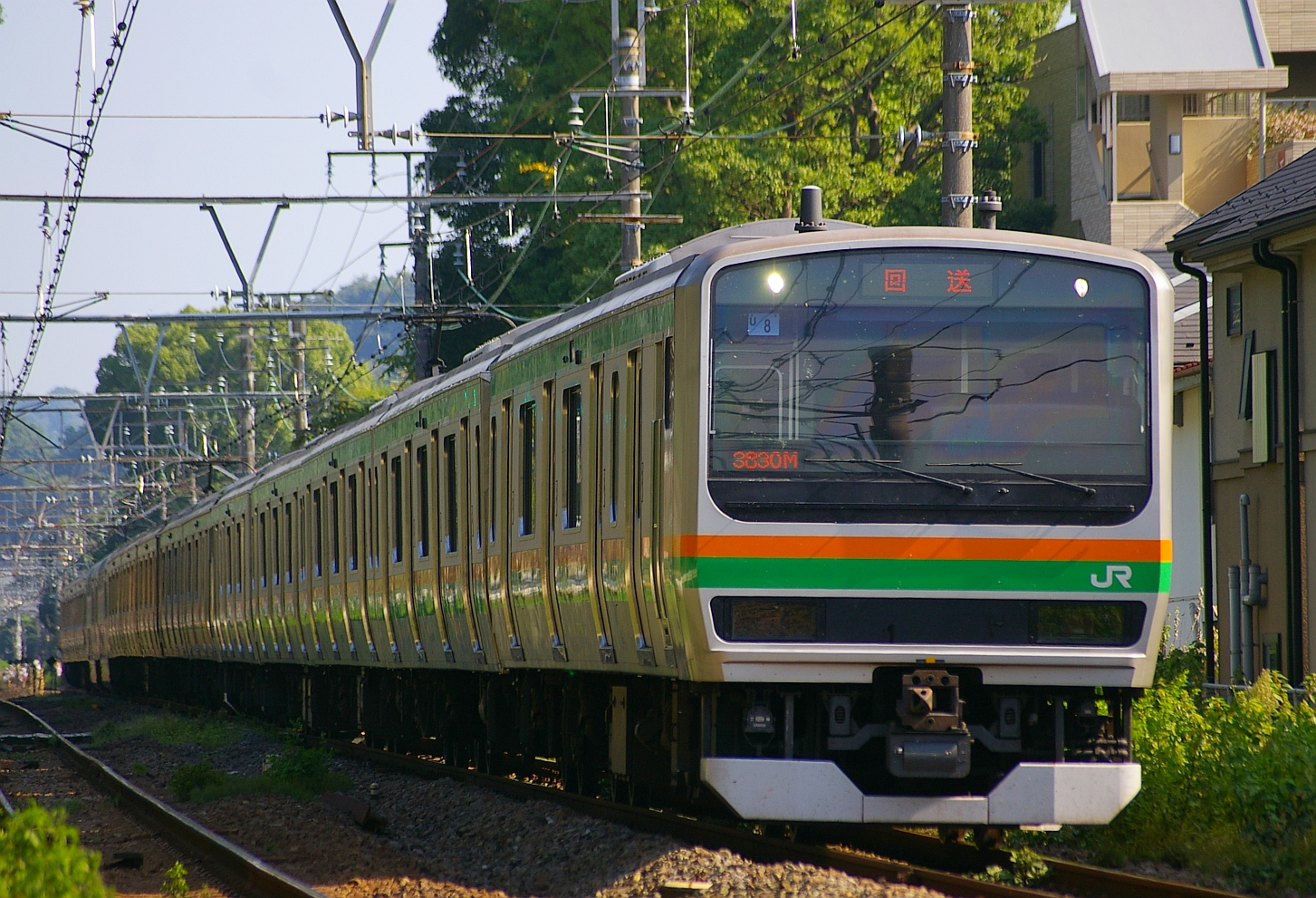
スカート交換前
（2006年9月21日 北鎌倉駅 - 大船駅間）

2000年（平成12年）から小山電車区（現：小山車両センター）へ、2004年から国府津車両センターへ、それぞれ新製投入された。国府津車両センターへの投入に当たっては新たにグリーン車が設定されたほか、各部の仕様が変更された。また、これと並行して小山車両センターの既存編成へのグリーン車組込みも行われている。
小山車両センターへの編成単位の投入は2003年で一度終了したが、2006 - 2007年にかけて増備が行われている。国府津車両センターへの投入は2006年で終了した。
運用線区
2022年3月現在
- 東海道線（東京 - 熱海 - 沼津（JR東海））
- 伊東線
- 宇都宮線（東京 - 宇都宮）[注 20]
- 高崎線・上越線・両毛線（大宮 - 高崎 - 新前橋 - 前橋、深谷以北の付属編成の運用はない）
- 湘南新宿ライン
- 上野東京ライン
- 横須賀線（湘南新宿ラインとして入線する列車を除けば大船 - 逗子間、平日1往復のみ）

上野東京ラインや湘南新宿ラインなど複数路線へまたがる運用も数多く存在し、本系列の中でも走行距離が極めて長い。2008年3月15日当時のダイヤでは、湘南新宿ラインを中心に1日に1,000 km以上を走破する運用も存在したほか、2022年現在でも宇都宮発熱海行きなど、片道運用だけで200 km級の運用を昼夜問わずこなしている。2015年3月14日以降はE233系3000番台と共通運用となっている。

### 特徴
通勤タイプと比較した際の近郊タイプの特徴として、以下の点が挙げられる。
- 車体の帯色には、湘南電車と称され東海道線などで使用された80系電車以来使用されている黄かん色と緑の組み合わせを踏襲しているが、緑を新たにJR東日本のコーポレートカラーの明るい緑に変更したこの2色（■■）が使われている。
- 近郊タイプは通勤タイプと比較して踏切が多い区間を走行することから、E217系で採用した衝撃吸収構造を取り入れた。前照灯は遠方からの視認性も考慮し、通勤タイプと異なり前面窓上に配置され、灯具もHIDが採用されている。
  - 衝撃吸収構造の採用で先頭車は強固な構造で乗務員・乗客を守る「サバイバルゾーン」とつぶれることで衝撃を吸収する「クラッシャブルゾーン」を設けている。
  - このため、乗務員室は通勤形の1,860 mm よりも広く、2,300 mmの奥行きが確保され、運転席の床面高さは335 mmから520 mmに嵩上げされ、その分運転台計器盤も高くされている。
- 併結運転を行うことから、基本編成のクハE230形8000番台以外の先頭車には電気連結器を装備している。上野東京ラインの開業以降は、E231系同士のほか後継車両のE233系3000番台との併結運転も行っている。
- 湘南新宿ラインや上野東京ラインによって関東全域での運用が組まれるため、全車が寒冷地仕様となっており、客用ドア横にドア開閉ボタンを設置し、半自動扱いにも対応している。
- 小山車両センターや国府津車両センターに所属する車両のドアには半自動ドアの扱いを表記したステッカーを貼り付けしている。
- 2008年からは1両の片側4扉のうち3扉を閉め切る「3/4閉」スイッチを設置している。
- 走行線区を考慮してブレーキ装置に抑速ブレーキが装備されている。
- VVVFインバータ装置（SC59A形・2003年度以降製造車は変更・後述）には日立製作所製の2レベルIGBT素子を採用している[8][89]。
  - （加速音：メディア:E231.ogg）
  - （減速音：メディア:E231Deceleration.ogg）
- 粘着係数が低いため、起動加速度は0番台より少し低い2.3 km/h/sとなっている。
- 補助電源装置は通勤タイプとはメーカーが変更され、容量210 kVAのSC66形を搭載している（2003年度以降製造車は変更・後述）。
- 車内はロングシートを基本としているが、近郊仕様となるために編成中の一部車両にはセミクロスシート（ボックスシート）を設置している。
- 走行区間が長いことからトイレが設置されており、基本編成では編成中の3か所（うち1か所はグリーン車）、付属編成では1か所に配置されている。汚物処理装置には真空吸引式が採用されている。
- ドアエンジンは戸挟み安全装置付富士電機（2003年10月からは富士電機システムズ）製のリニアモーター駆動式が採用されている[14][15]。
  - （メディア:E231Close.ogg）

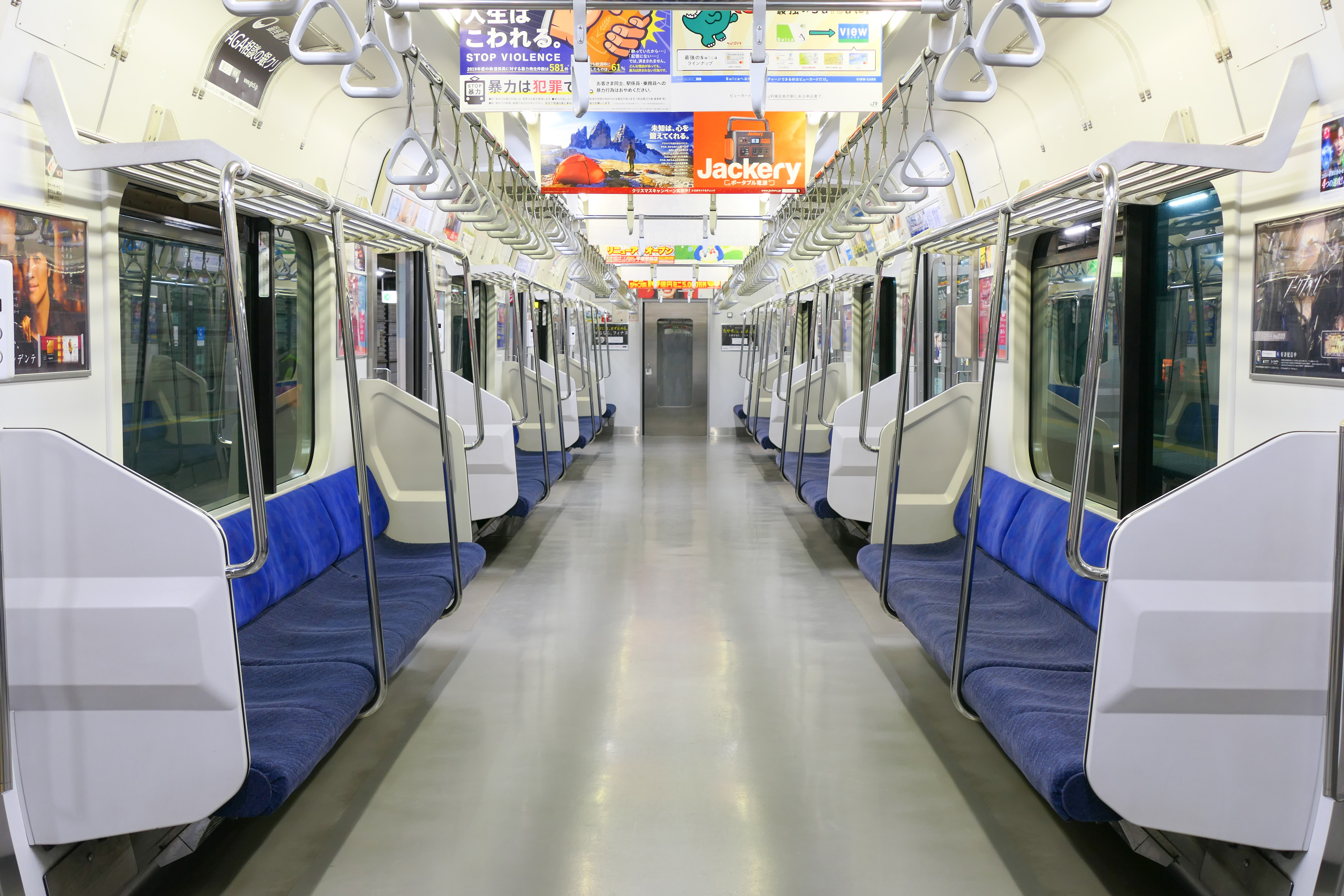
ロングシート車室内
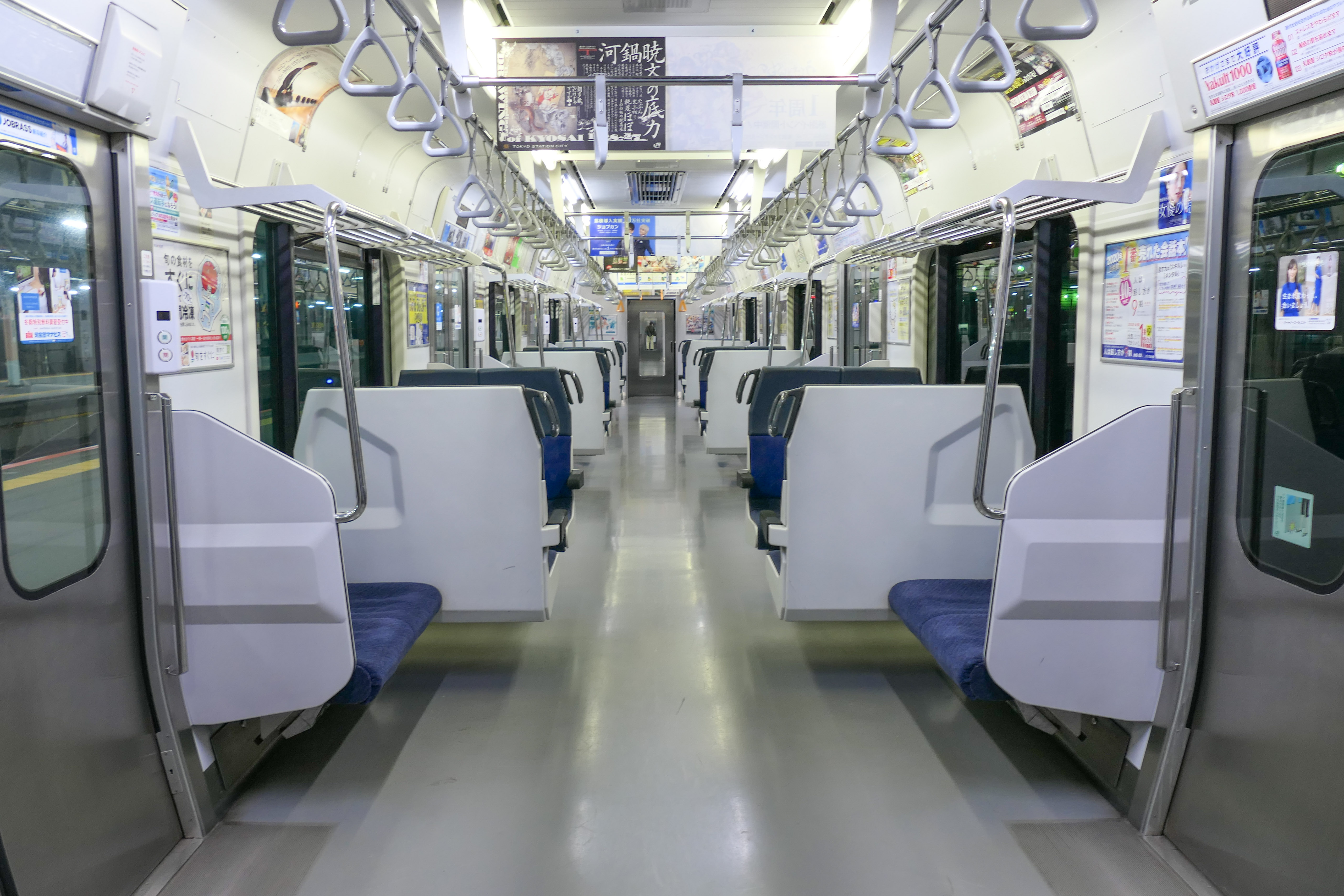
セミクロスシート車室内
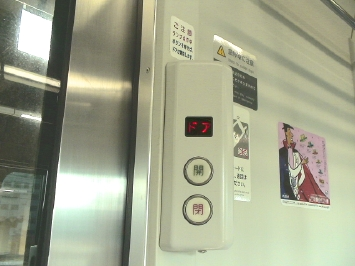
乗客用ドアスイッチ
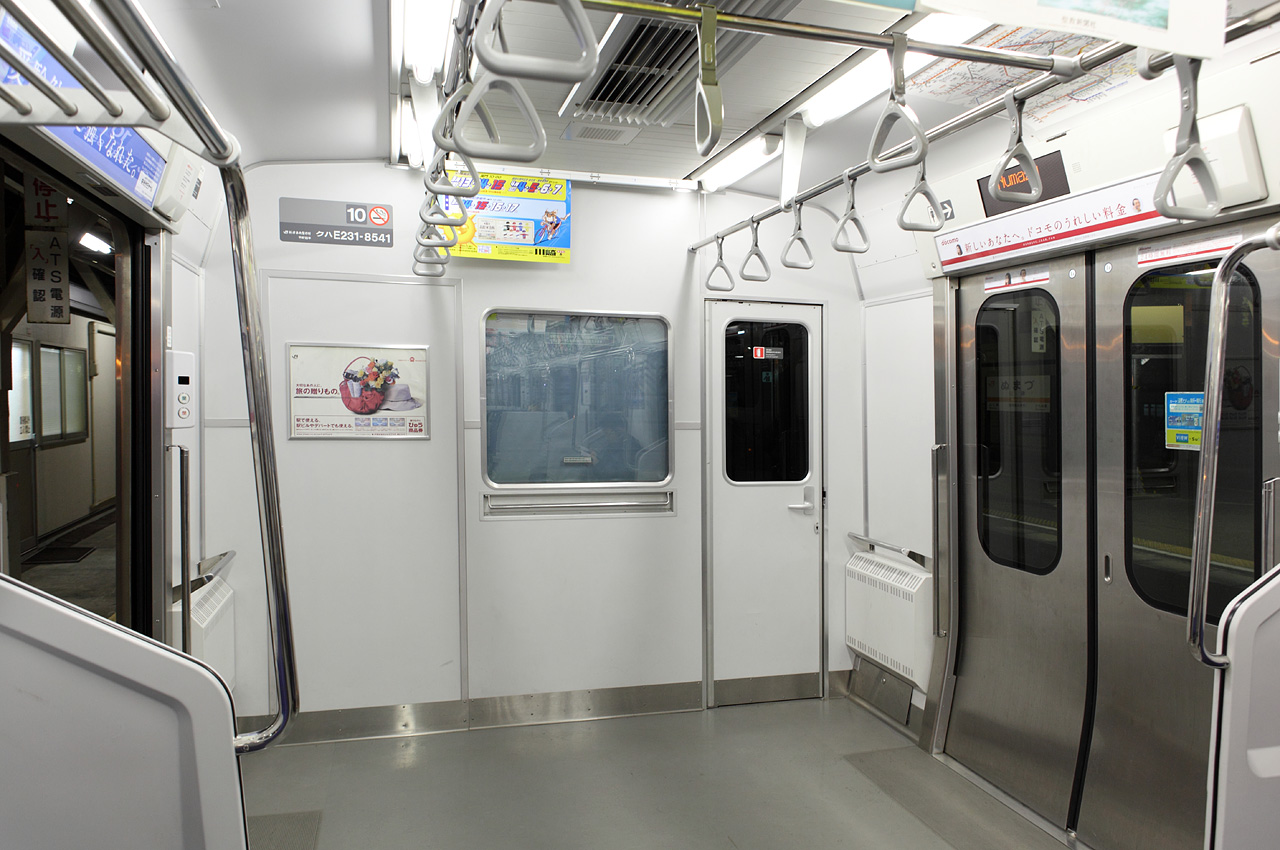
乗務員室仕切（客室側） 左から救出口、大窓、仕切扉が配置され、大窓にのみ遮光幕がある。
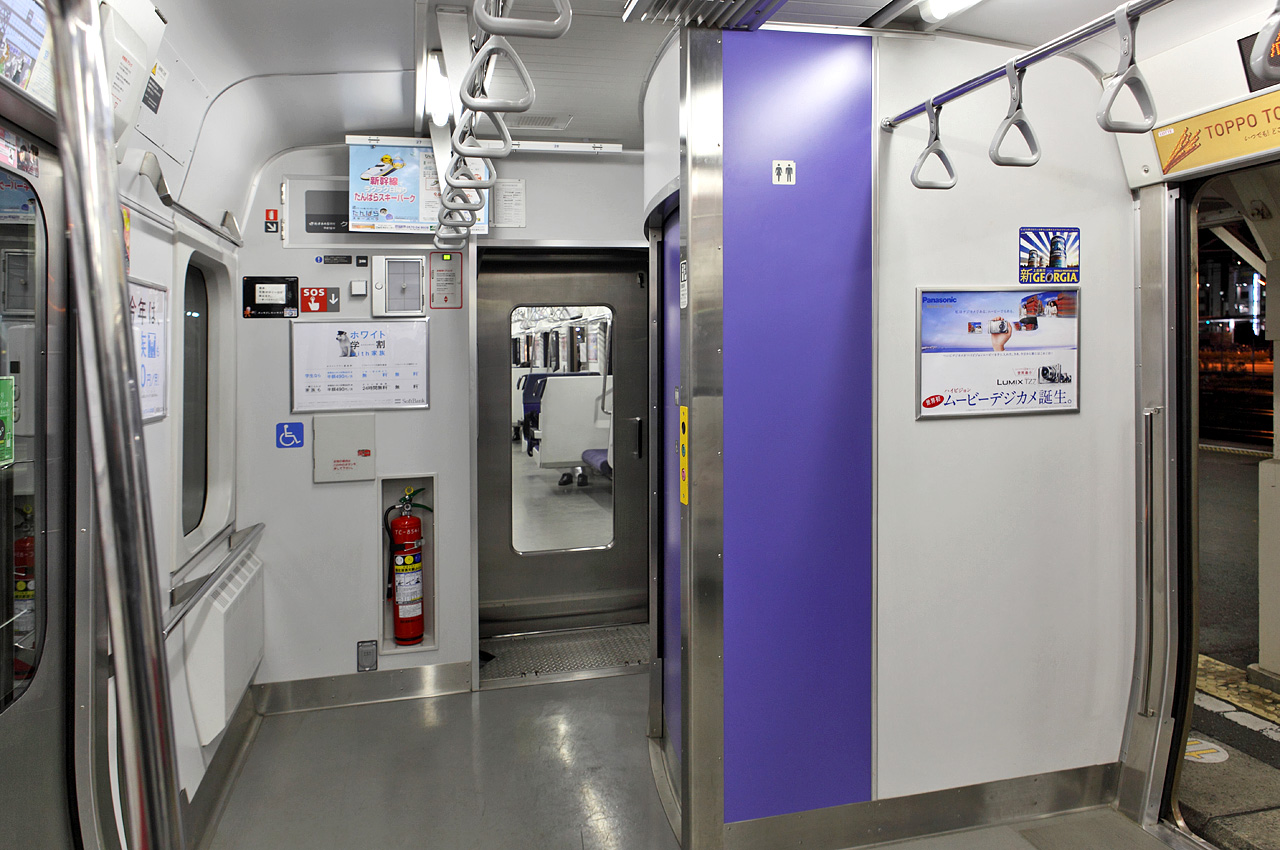
車端部の車椅子スペースとバリアフリートイレ
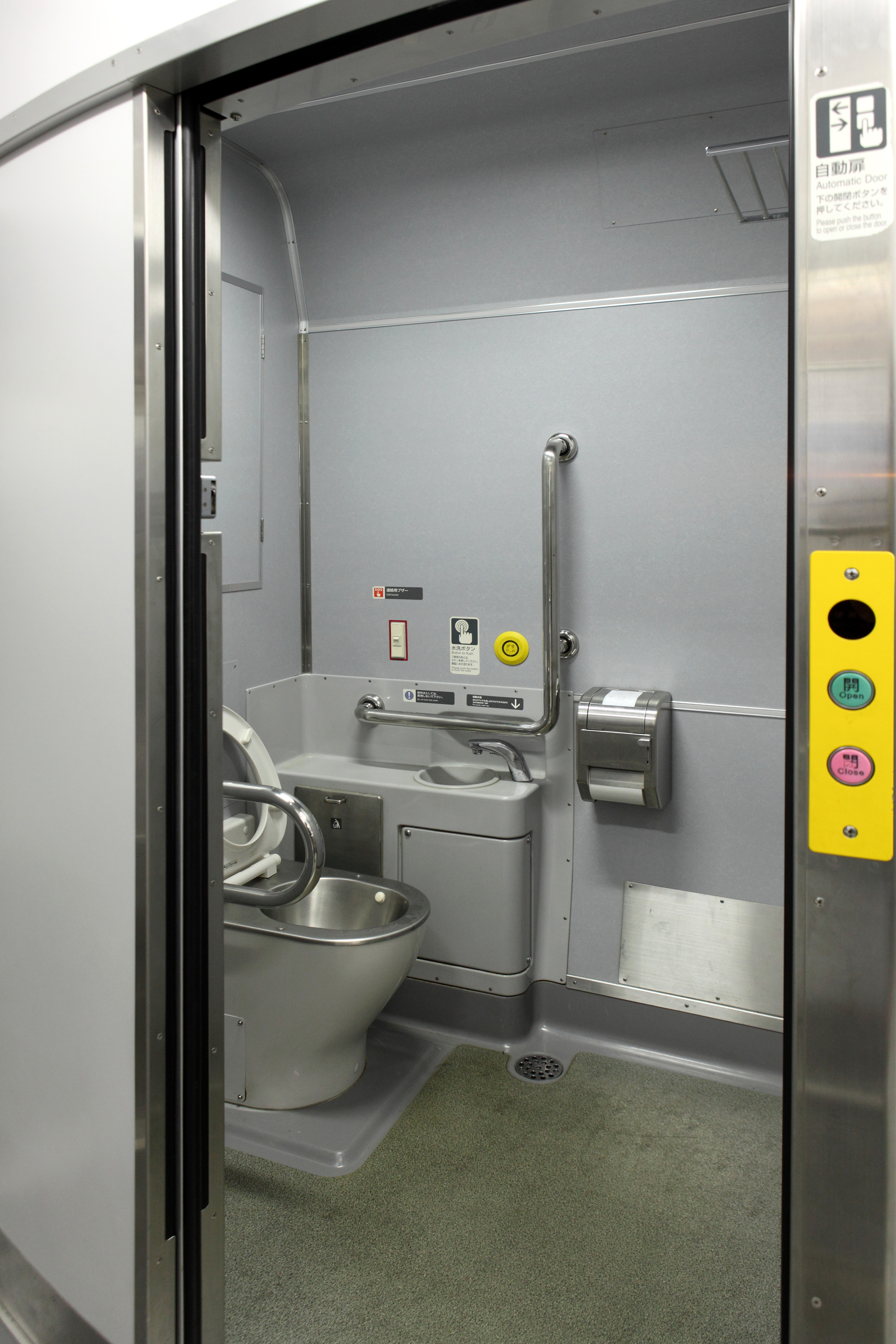
トイレ内部
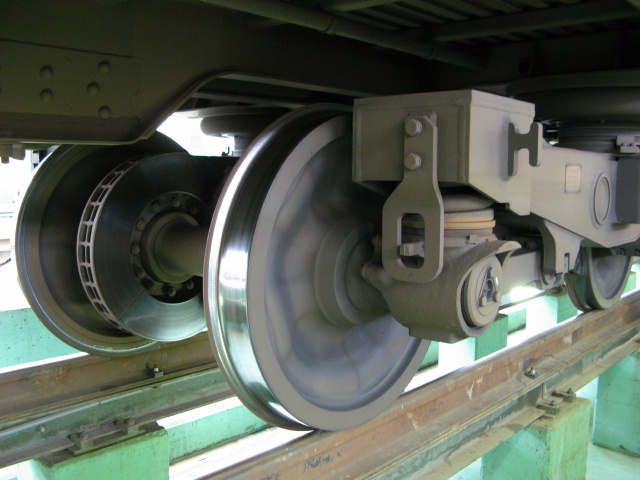
近郊タイプ 付随台車部
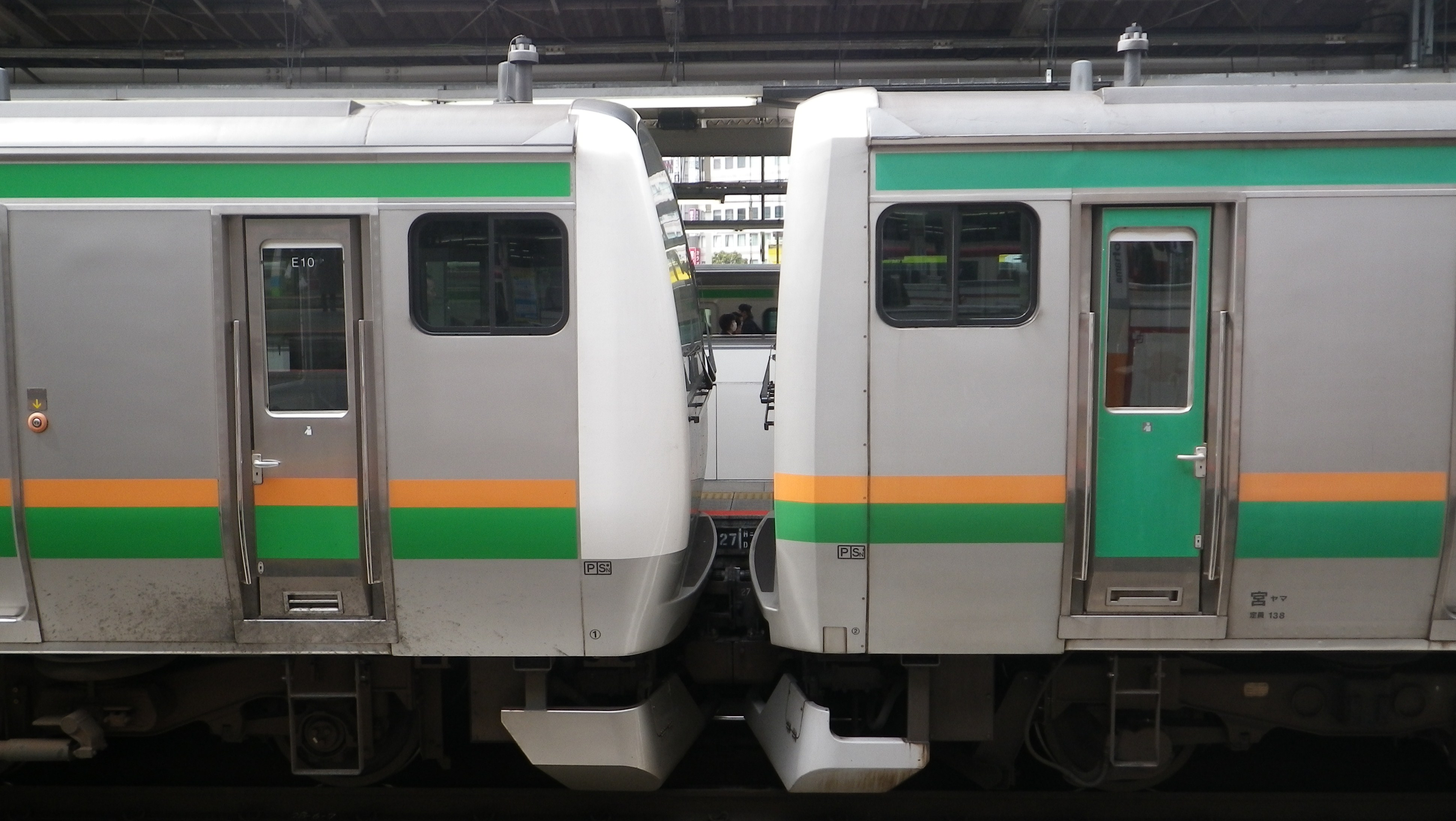
E233系3000番台との併結（横浜駅）

### グリーン車
全ての基本編成には4・5号車にグリーン車が連結されている。混雑緩和と着席機会を増やすためE217系と同様に全編成2階建て構造+2階建て構造の組成となっている。初期の小山車両センター配置編成は当初全て普通車であったが、宇都宮線・高崎線の上野発着一部列車と湘南新宿ライン全列車へのグリーン車導入のため、2004年7月1日から順次組み込みが行われ、1年後の2005年6月末までに全編成への組み込みが完了した。
グリーン車サービスは2004年10月16日のダイヤ改正より開始された。なお、グリーン車組み込み編成は運用開始後サービス開始までの間、宇都宮線と高崎線ではグリーン車を普通車扱いとして運転し「ただいまこの車両は普通車です」と表されたステッカーが貼り付けされていた。

#### 構造
車両はE217系のサロE217形・E216形を設計の基本としているが、本系列に合わせて床面高さの変更や客用ドア幅の拡大など改良が加えられている。冷房装置は普通車とは異なる新設計のもので、容量23.3 kW（20,000 kcal/h）のAU729形を1両に2台搭載している。台車はTR246Tが採用されており、製造時にはヨーダンパが付いていたが、後に撤去された。
グリーン車車内の仕様は小山・国府津所属車でほぼ同一で、ドア開閉表示灯・VIS装置・2段式車内LED表示器が完備されている。主要駅停車直前ではデッキにおいて「まもなく停まります。手すりにおつかまり下さい」と注意喚起の放送が流れる。
座席はE257系普通車用リクライニングシートをベースに、背面テーブルの大形化や物掛けフックの新設などの改良がなされた。座席モケットは2F席は青色系で平屋席と1F席は赤色系である。側窓は熱線吸収・UVカットガラスではあるが、各窓にはカーテンが設置されている。E217系同様、平屋席には網棚が設置されている。初期に落成した小山所属の1001 - 1006ユニット及び国府津所属のK-01・K-02編成のサロの座席は当初背もたれのグリップが設置されていなかったが、2008年春頃から他編成同様に取り付けられた。2006年に落成した小山所属車（U584 - U591編成）では難燃化対策として蛍光灯カバーが金属製のものに変更されている。
4号車の5号車寄り車端部には車掌用乗務員室と業務用室があり、乗務員室内にはTIMS端末のモニター画面と基本編成用のVIS中央情報装置、VIS無線アンテナなどが設置されている。5号車の熱海・上野寄りのデッキには洗面所と男女共用の洋式トイレが設置されている。
2008年に東海道線で女性のグリーンアテンダントへの暴行事件が多発したことを受けて、乗降口（デッキ）と乗務員室・業務用室前へ防犯カメラが後に設置された。

##### グリーン車Suicaシステム
宇都宮線・高崎線・湘南新宿ラインでは、グリーン車の導入と同時にグリーン車Suicaシステムとグリーンアテンダントによるサービスが導入され、グリーン車の各座席の天井部には Suica（PASMO・Kitaca・TOICAも含む）をタッチするための装置（R/W〈リーダ/ライタ〉）が取り付けられた。駅やホームでグリーン券販売機でICカードに乗車区間の情報を記録させ、乗車区間の始発駅でICカードを読み取り装置（R/W〈リーダ/ライタ〉）にタッチすると座席の天井部のランプが赤から緑に切り替わり、乗車区間の終着駅に停車すると座席の天井部のランプが緑から赤に自動で切り替わるようになっており、また乗車区間でグリーン車の座席を変える事や別の列車のグリーン車に乗り換える事もできるようになっている（別の列車に乗り換える時にはリーダ/ライタにICカードをタッチして天井部のランプを緑から赤にする必要がある）。また、テーブルにはSuicaシステムの利用方法の案内ステッカーが貼り付けされた。
その後、東海道本線の東京方面発着列車では2006年3月18日のダイヤ改正からグリーン車「Suica」システムが導入され、宇都宮線の宇都宮 - 黒磯間でもグリーン車を連結した編成の運用が開始された。なお、E217系や211系のグリーン車にも、後に同様のシステムが導入されている。

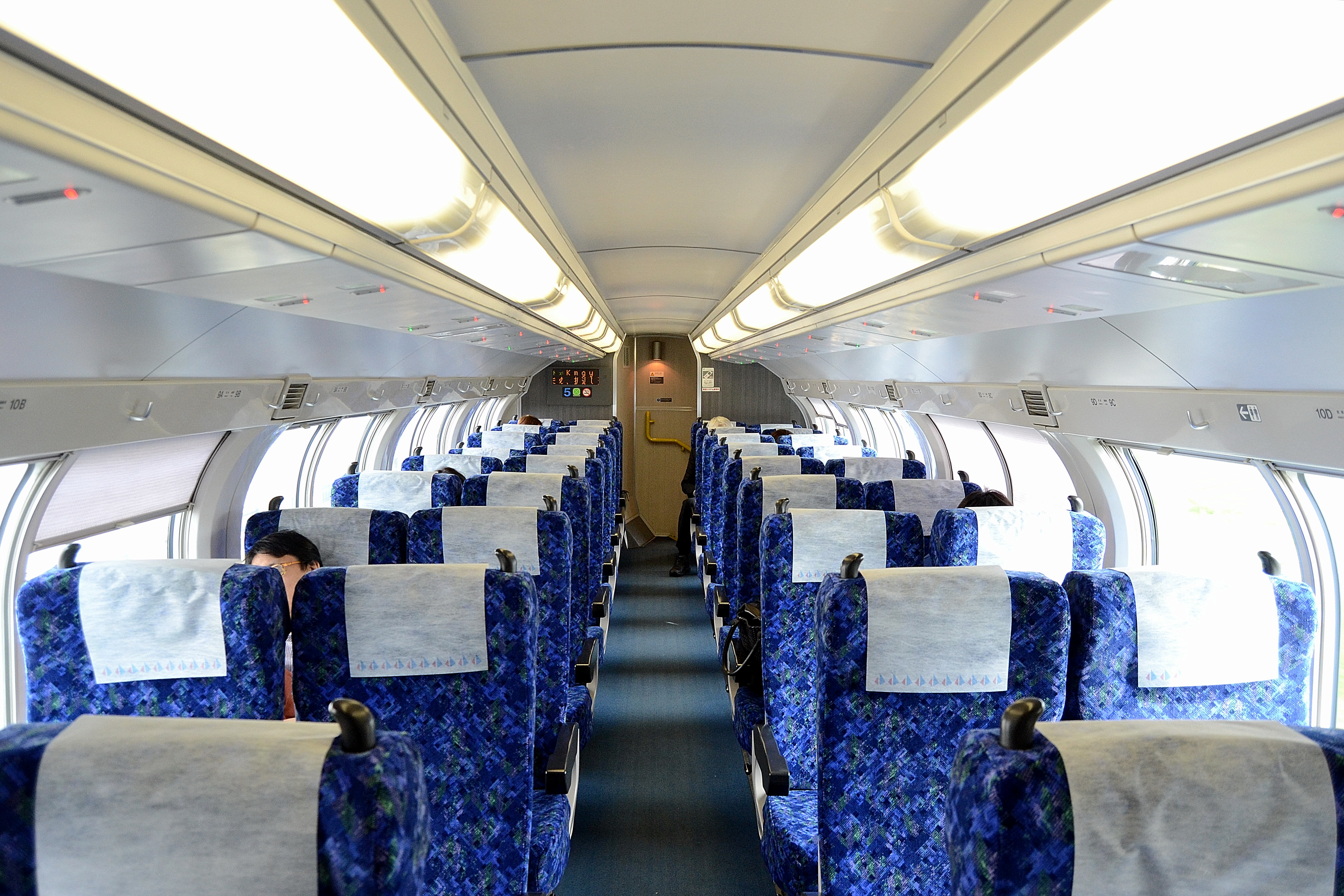
グリーン車室内（2F）
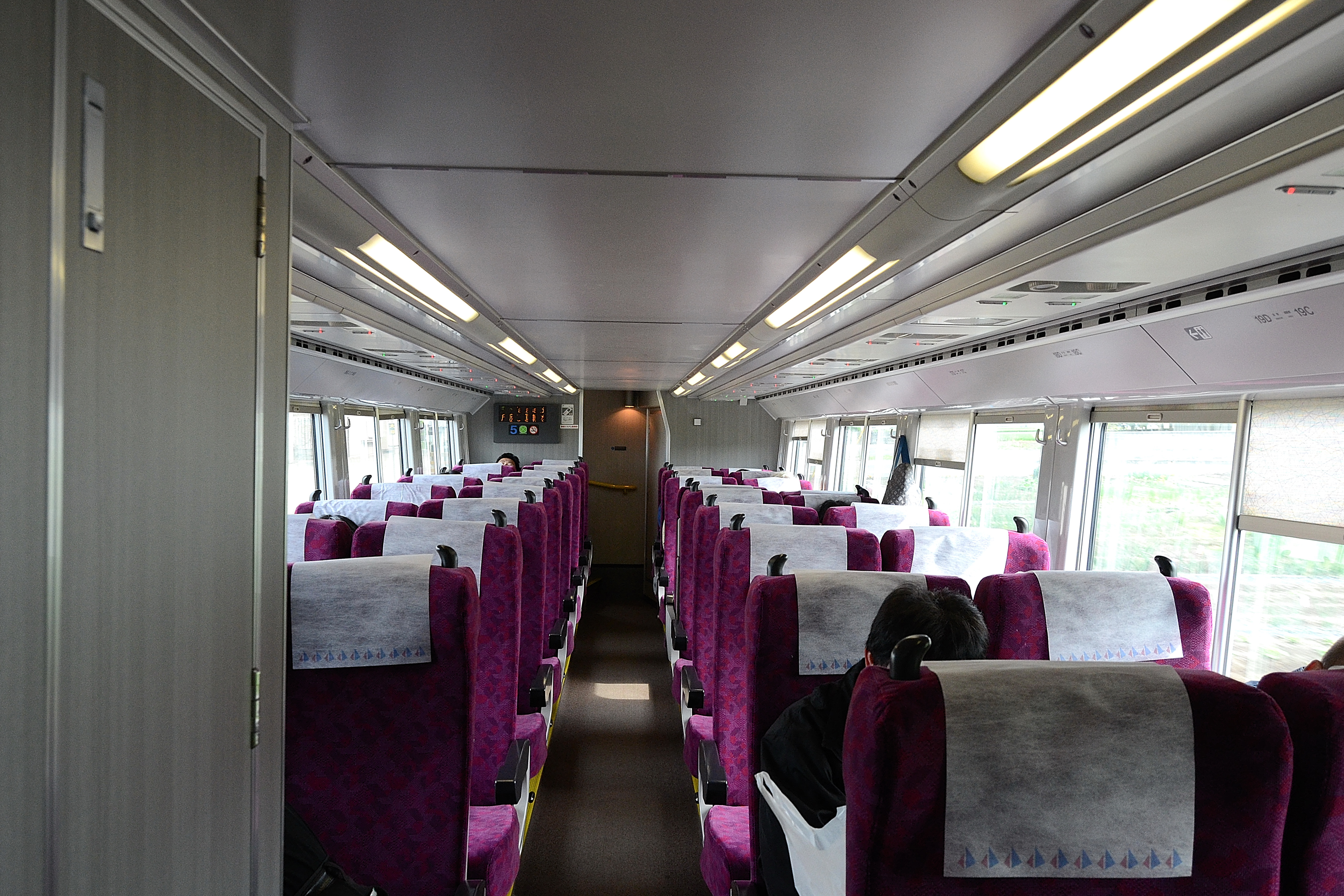
グリーン車室内（1F）
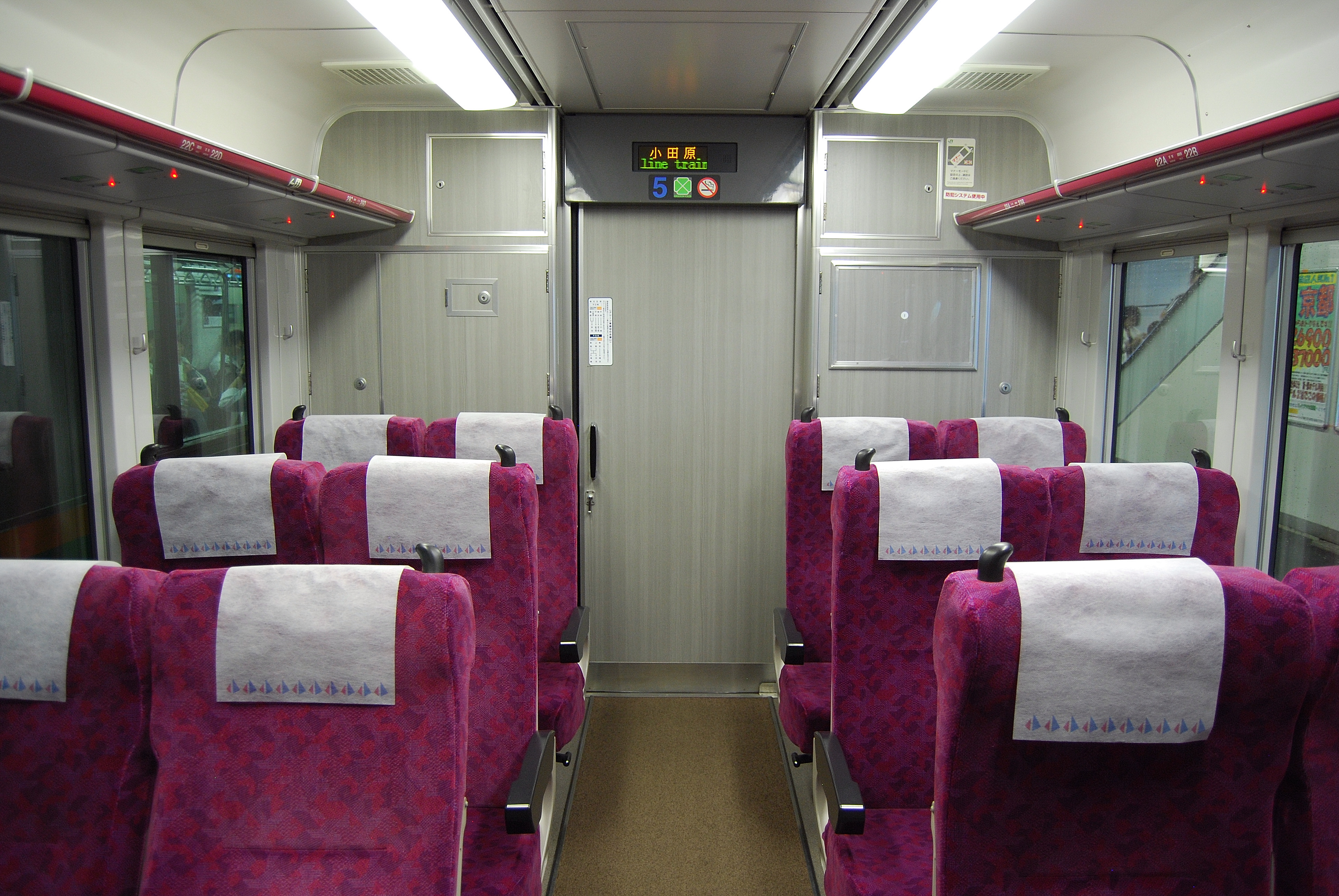
グリーン車室内（平屋部）
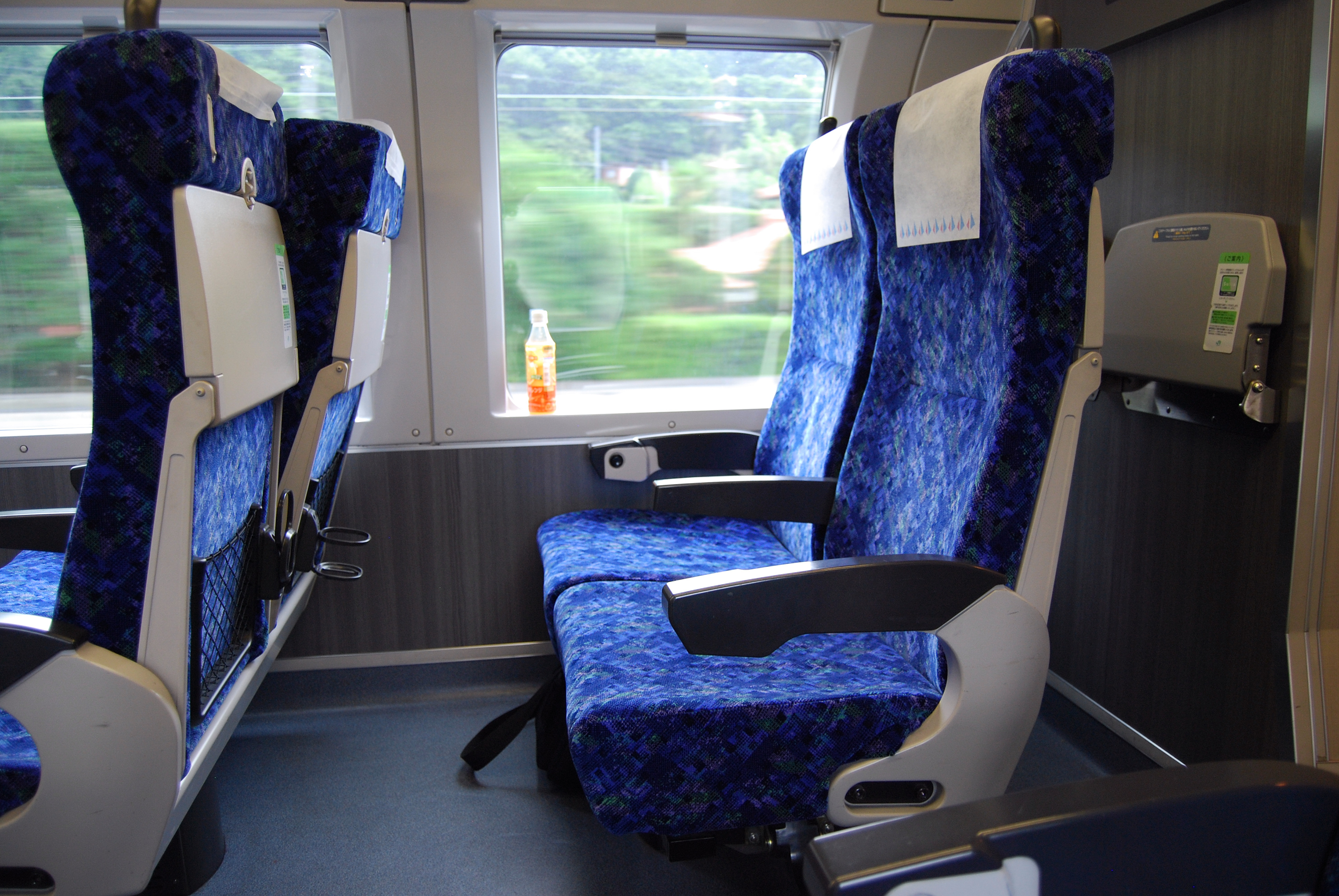
グリーン車の座席（2F）
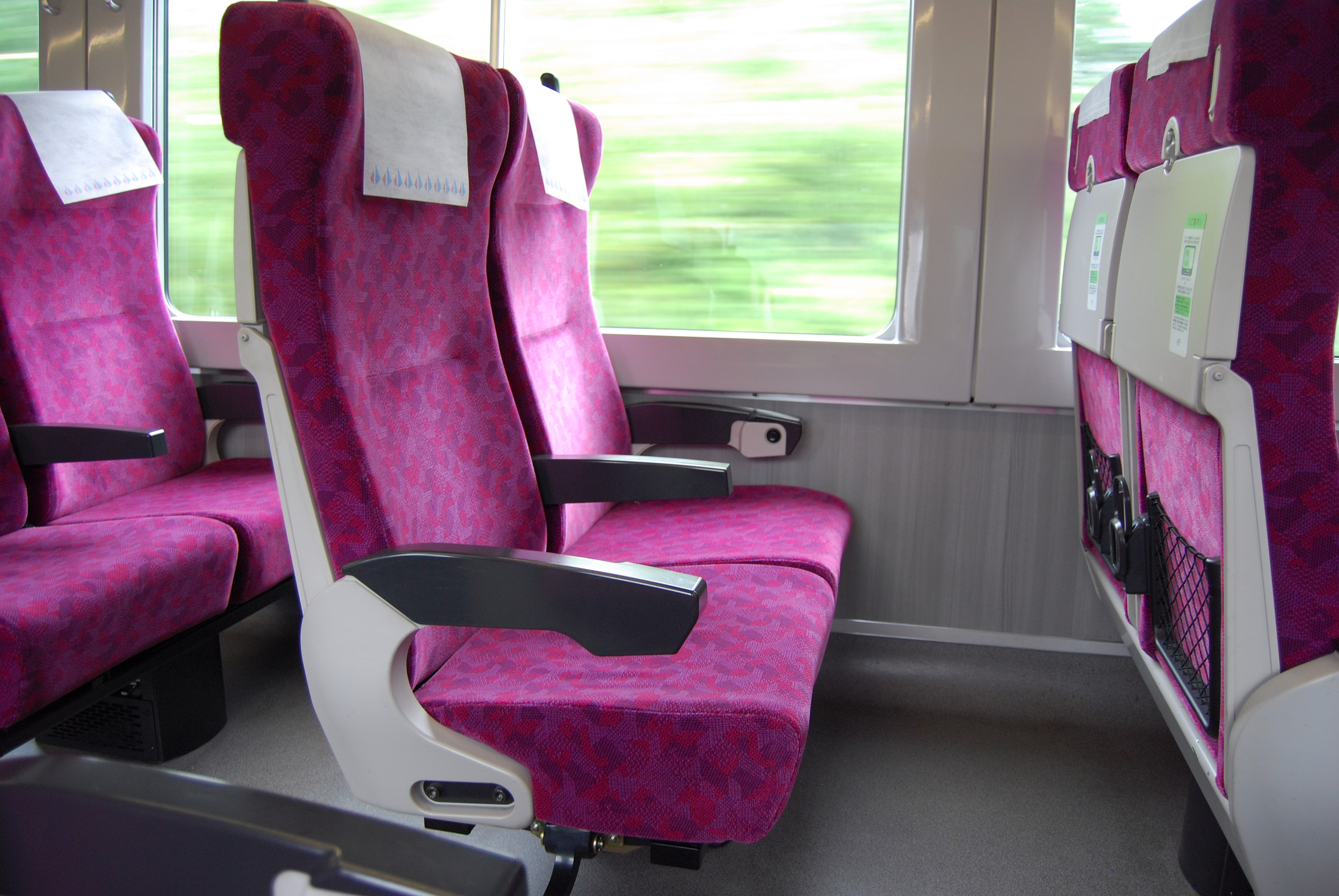
グリーン車の座席（1F）
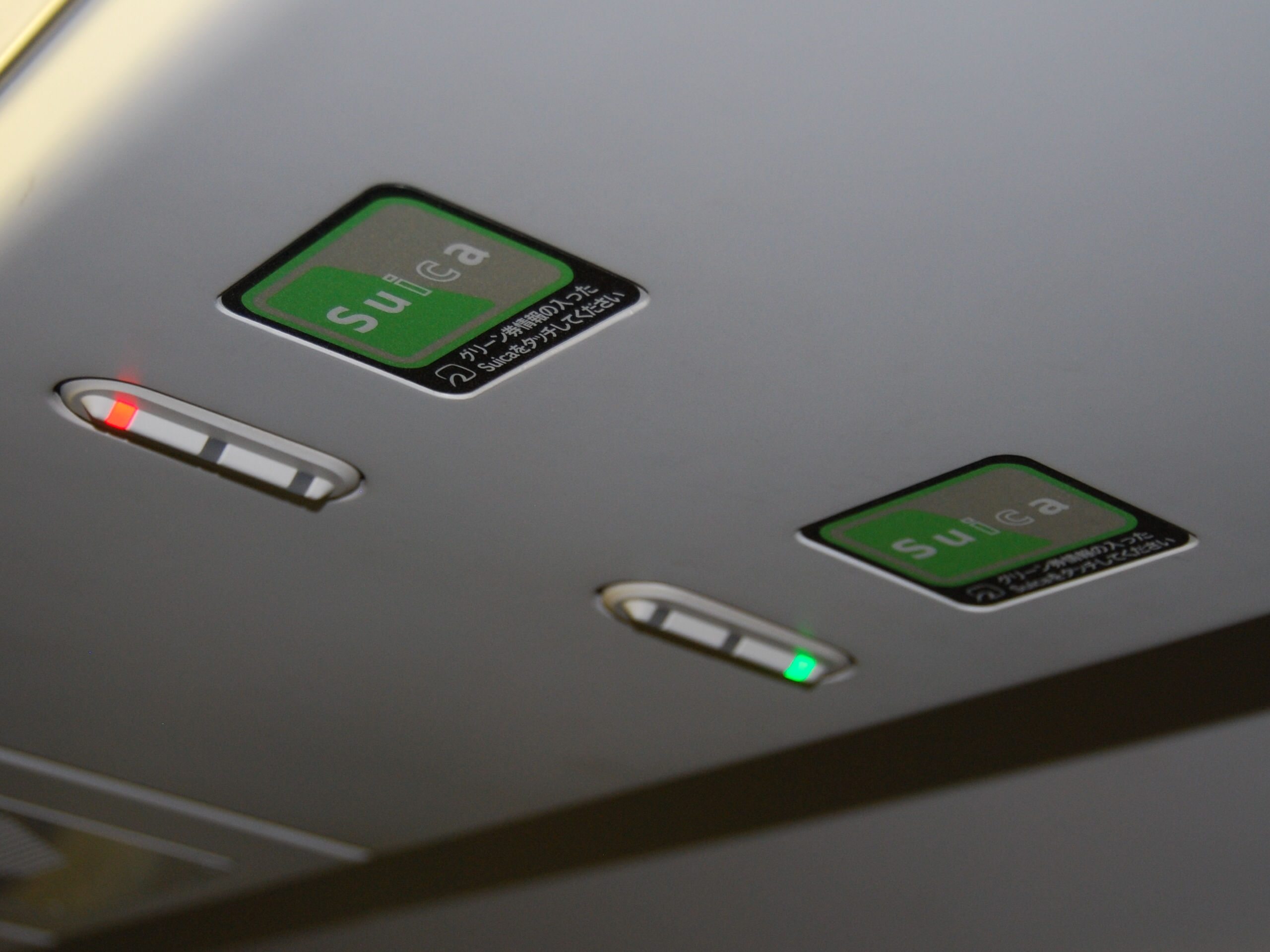
天井のICカード読み取り部とランプ表示
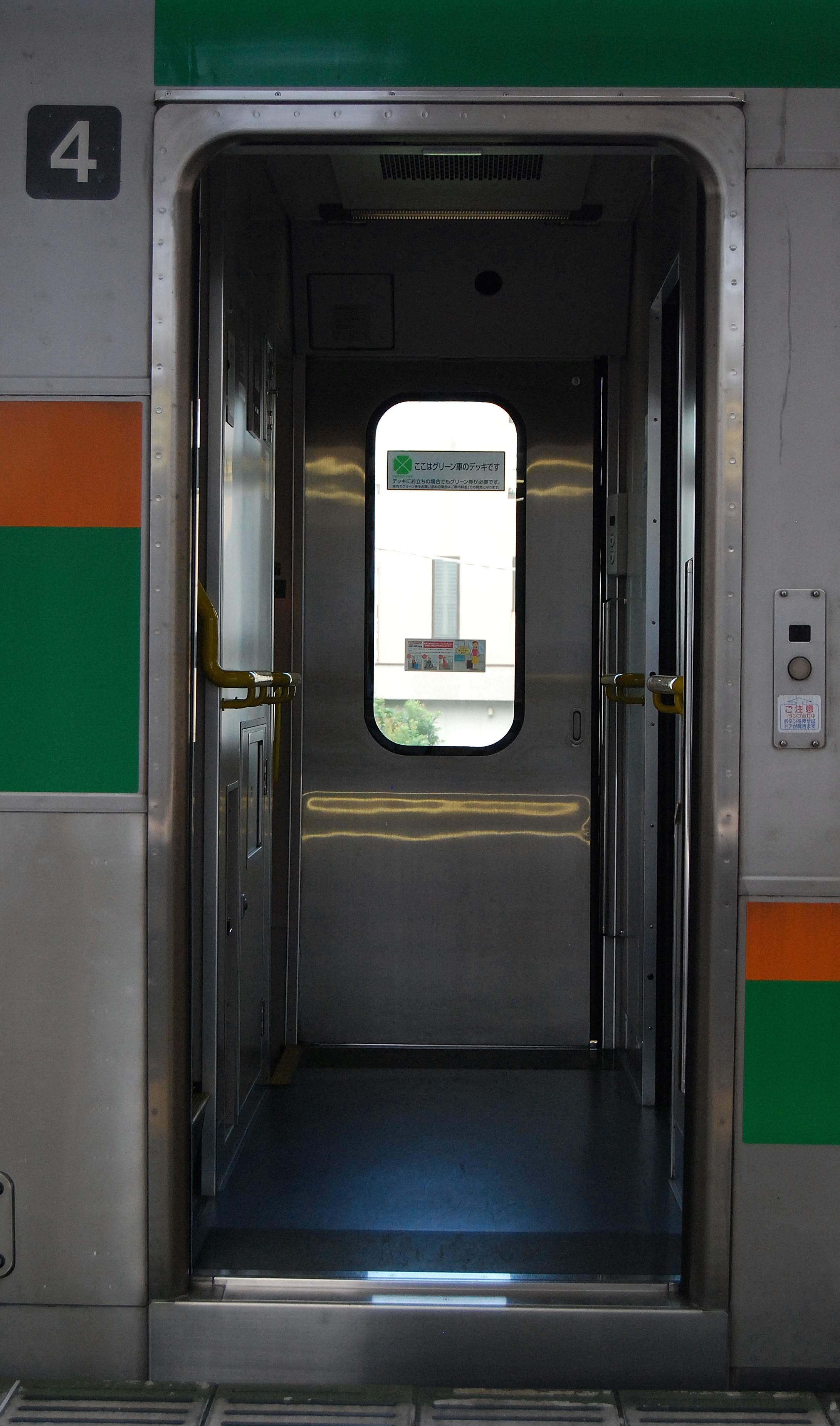
グリーン車のデッキと出入口

#### グリーン車組み込みに伴う編成替え
前述の通り、国府津車両センターへの新製投入と同時期に小山車両センターの基本編成へグリーン車組込みが行われており、これに際し編成の組替えが行われている。
小山車両センターに配置されているU501 - U541編成の計41編成に対して2階建てグリーン車各2両（計82両）を新造、各編成の4・5号車をこれに置き換えた。これにより普通車のサハが各2両（ともに1000番台、計82両）余剰となる。
一方、国府津車両センター向けの編成ではK-02 - K-42編成（計41編成）が8両編成で製造された。6・7号車が欠車となっており、ここに前述のサハ2両を組み込んで10両編成を組成している。なお、最初に配置されたK-01編成は10両全車両が新造された。

### 小山車と国府津車の仕様の差異

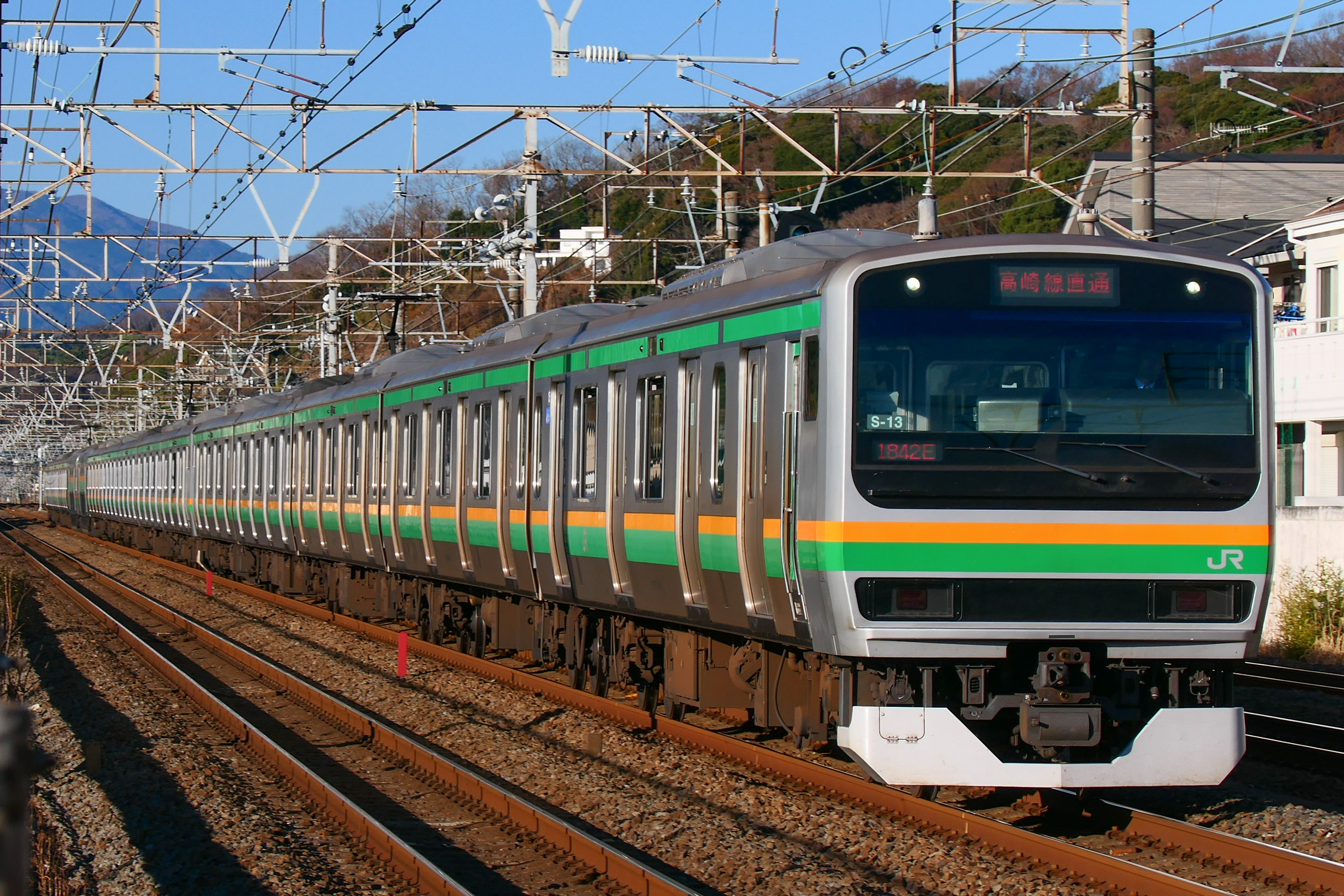
国府津車両センター所属車

2000年3月 - 2003年2月までに小山車両センター向けに製造された車両（以下、小山車）と、2004年1月 - 2006年3月までに国府津車両センター向けに製造された車両（以下、国府津車）、また2006年2月以降に小山車両センター向けに製造された車両（別途記載）では各部の仕様が異なる。以下に主な変更点を述べる。なお、国府津車両センター所属編成のうち、K-02 - K-42編成には6・7号車に小山車が組み込まれているが、組み込みに際しての仕様変更はほぼ行われていないため、以下でも小山車と記す。
2006年以降に小山車両センター向けに製造された車両では、一部を除き国府津車同様の仕様になっている。なお、編成内の座席構成や電動車の位置、トイレ位置は従来の小山車と揃えられている。また、6号車のトイレが和式から洋式に変更された。

### 構造
- 運転台計器盤は小山車では速度計・圧力計や各種表示灯類を設置していたが、国府津車ではこれらを2台の液晶式のメーター表示器に集約した（グラスコックピット）[91]。液晶モニター画面は2基を用意され、片方が故障してももう片方のモニター画面がバックアップする機能を備えている。このほか、運転士用の時刻表差しは左壁から右側からのつり下げ式に変更している。
- VVVFインバータ装置は小山車ではSC59A形であったが、国府津車でSC77形に変更された[91]。床下艤装配線への軽量電線の廃止に伴うキャノンプラグ形式の変更、ラジオノイズ対策などの仕様が変更されている[91]。
- 基本編成（10両編成）における電動車の連結位置は小山車では2・3・7・8号車であるが、国府津車では2・3・8・9号車に変更した。
- 普通車の冷房装置は小山車では能力48.8 kW（42,000 kcal/h）のAU725系であったが、国府津車は能力を58.1 kW（50,000 kcal/h）に増強したAU726系を搭載する[91]。
- SIV装置は小山車では容量210 kVAのSC66形であったが、国府津車は冷房装置変更に伴って容量を増強し、260 kVAのSC75形またはSC76形を搭載する[13][91]。
- 国府津車は車外放送設備の準備工事が行われた[91]。
- 2005年の新津車両製作所製車両（K-23・S-22以降）からは[注 4]、前部スカートの形状がV字に尖がったものに変更されている[91]。その後、それ以前に製造された編成も交換された。
- 保安装置は小山車ではATS-P形とATS-SN形を搭載するのに対し、国府津車ではJR東海への乗り入れも考慮して速度照査対応のATS-SN'を装備する[注 23]。

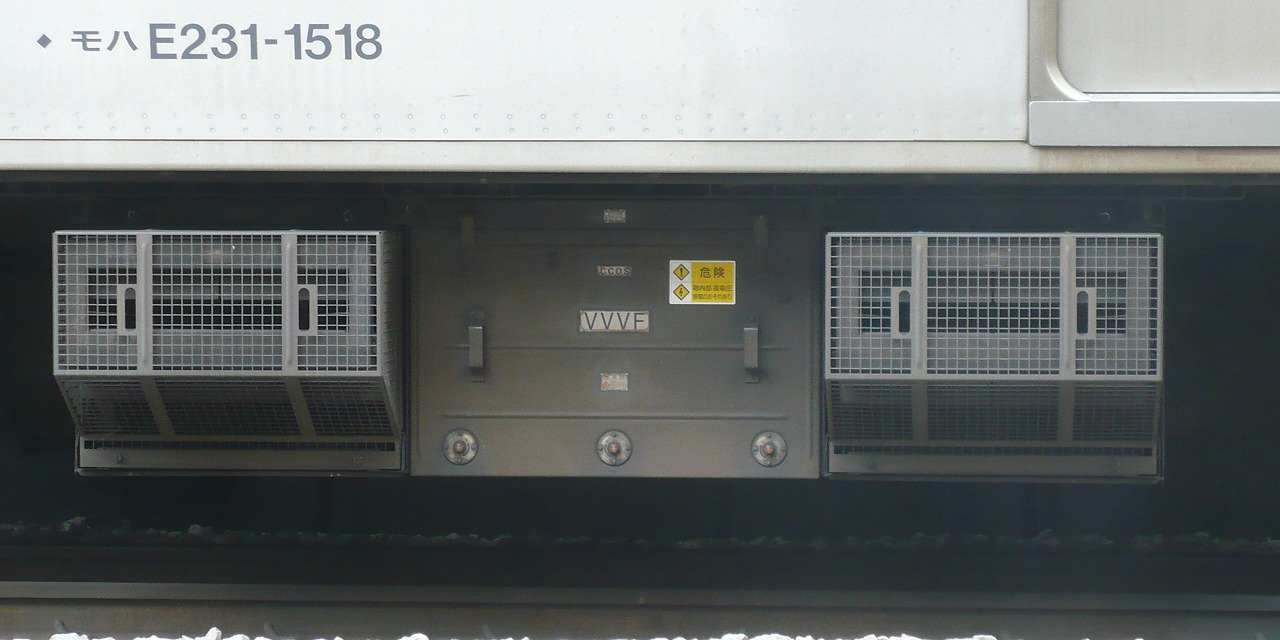
SC59A形VVVFインバータ装置
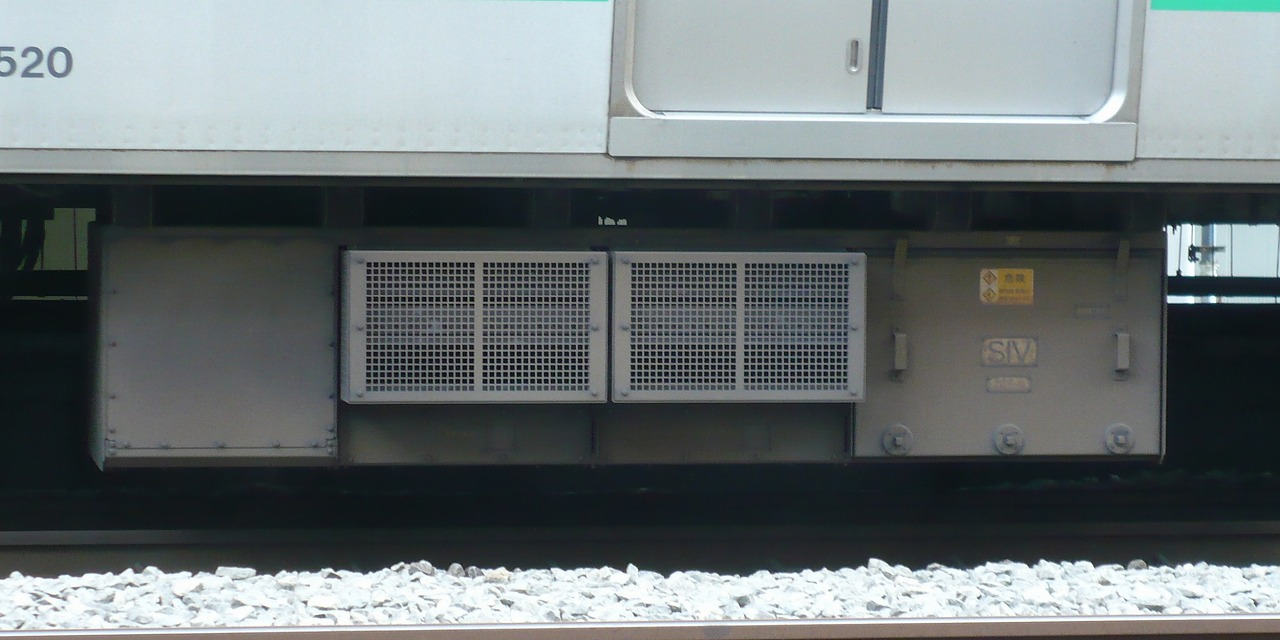
SC66形SIV装置
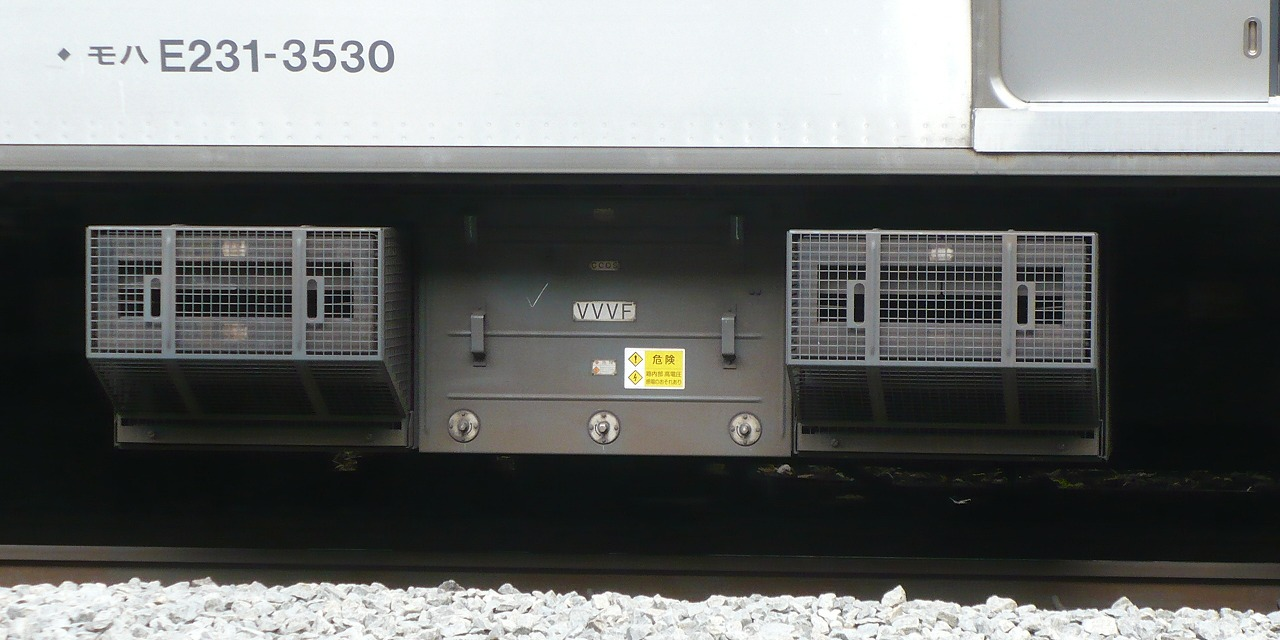
SC77形VVVFインバータ装置（外観はSC59Aと同一）
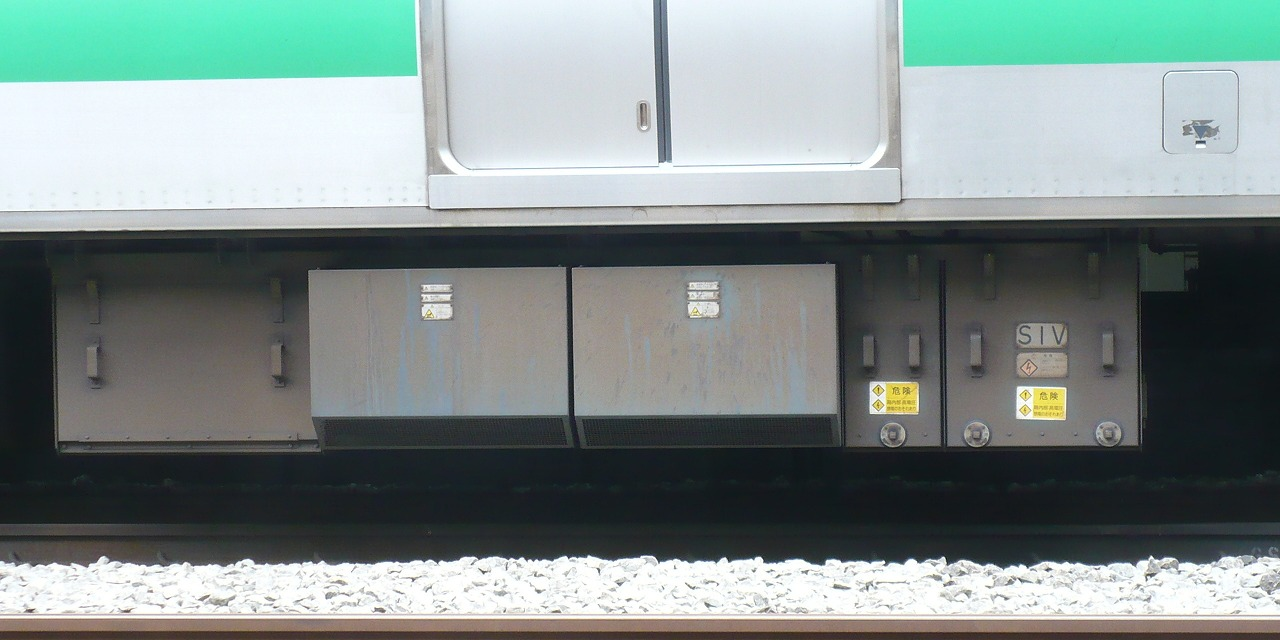
SC75形SIV装置（東芝製）
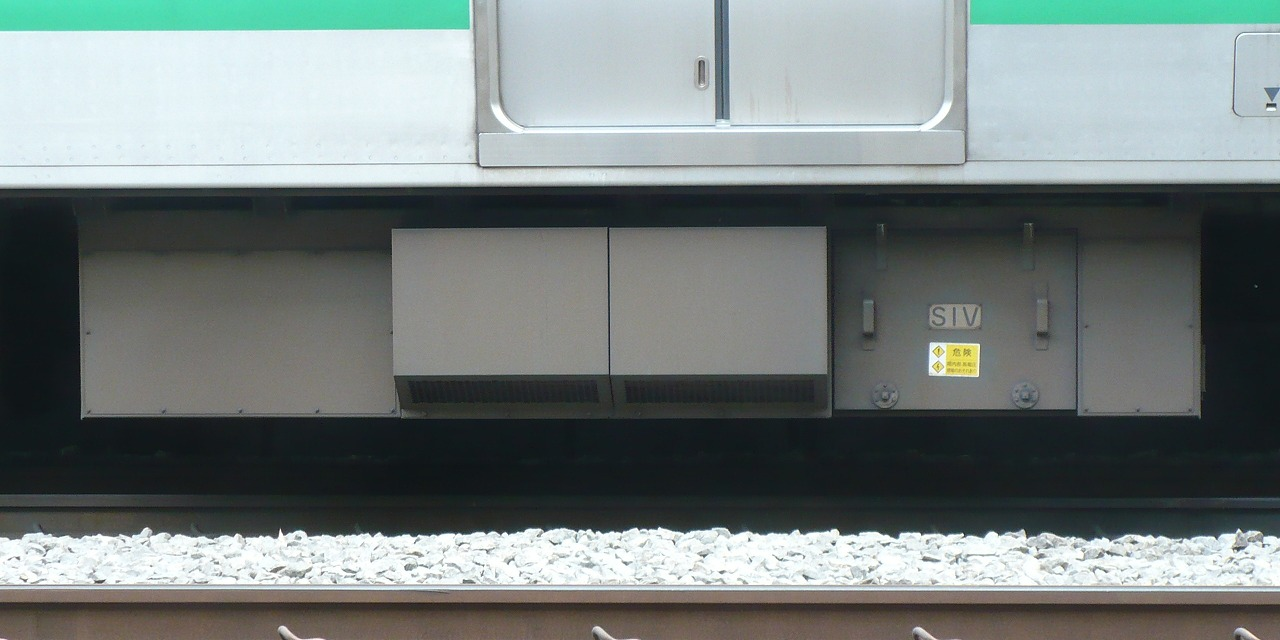
SC76形SIV装置（富士電機システムズ製）

### 車内
- 基本編成のセミクロスシート車の位置は小山車では1・2号車のみであったが、国府津車では1・2・9・10号車となった。付属編成（5両編成）は両者ともに14・15号車がセミクロスシート車。
- 座席では、小山車ではクッションにリサイクル性の向上のためポリエステル素材が採用されたが、国府津車ではSバネを使用した軟らかめの座席（同時期に登場した東急5000系と共通）を採用した[92]。その後、小山車も改良型と同等の座席に交換を行ったものが存在する。
- 基本編成のトイレの位置は小山車では1号車（車椅子対応）・5号車（洋式/G車）・6号車（和式）であるが、国府津車では1号車（車椅子対応）・5号車（洋式/G車）・10号車（車椅子対応）となる[93]。付属編成はどちらも11号車に車椅子対応が備えられている。またトイレの仕様、車椅子対応トイレの扉開閉ボタン、洗浄ボタンの仕様も小山車と国府津車・G車で異なる。
- 側窓ガラスは小山車では紫外線（UV）カット・熱線吸収ガラスであったが、国府津車では夏季時の「ジリジリ感」対策として、これに加え赤外線（IR）をカットする遮熱性が高いガラスを採用した。
- 国府津車では「ドア開閉表示灯」を客用ドア上部に設置した[94]。聴覚障害者へのバリアフリーのためで、ドア開閉に連動して赤く点滅する。
- 室内送風機（ラインデリア）の整風板は当初ポリカーボネート製を採用していたが、国府津車のうち、K-19・S-18編成以降の車両は難燃化対策としてアルミ製とされた。
- 増備編成は乗務員室背面仕切の客室側窓下に手すりを設置[95]。
- 連結部の貫通扉は製造時期によって設置個所と仕様が異なる。
  - 小山車・国府津車（K-01・02及びS-01・02編成）：モハユニットの両端（U69編成のみ傾斜式戸閉装置〈上吊り傾斜レールによるドアクローザ〉あり）[注 24]
  - 国府津車（K-03・S-03編成以降〈6・7号車を除く〉）：全ての連結部（傾斜式戸閉装置あり）
- 国府津車は自動放送装置を設置。小山車でも基本編成はグリーン車組み込み時に設置[注 25]、付属編成も2005年10月頃に設置された。
- 情報提供装置（VIS）装置の新設に伴い、車内LED式案内表示器を1段式から2段式に変更[96]。基本的な表示内容は常磐線・成田線用0番台と同様だがいくつかの相違点がある。0番台や小山車初期編成からの変更点・比較を以下に掲げる。
  - 国府津車の6・7号車（1段式）も行先表示や駅停車中表示が2段式と同様に変更された。小山車の初期編成では「行先は（駅名）」の表示に統一されている。
  - 到着前の表示が後に「ドア開方向表示」と「まもなく（駅名）」との交互表示に変更、1段式LEDの編成も「まもなく（駅名）」と「行先は（駅名）」（小山車）or「（駅名）行」（国府津車6・7号車）の交互表示に変更された。しかし、2019年の更新により増備編成とほとんど変わらなくなった。
  - 下段では0番台同様、（I. 運行情報）→（II. 運行路線）→（III. 携帯電話）→（IV. テロ対策）の順番にスクロール表示する。
    - I. では1段式の車両でも、2010年3月頃より運行情報を表示開始。2015年から登場した初期編成の機器更新車ではアラート音も追加された。
    - II. では「この電車は、東海道線です。」など、線名のみの表示が基本となったが、分割運用では0番台同様行先も表示される（例「この電車は、東海道線、沼津（山北）行と山北（沼津）行（表示する車両の実際の行先が先）です。この車両は沼津/山北行き（実際の行先）です。」）
      - 快速などの場合は路線名＋種別（＋愛称）となる（例：「この電車は、高崎線、快速アーバンです。」）。
      - 湘南新宿ラインや上野東京ライン等、2路線以上に直通する場合は「この電車は（湘南新宿ライン〈上野東京ライン〉、）○○線直通（、〈種別・愛称〉）です」と案内され、最終直通先の路線に入ると線名のみの表示に戻る。
      - 直通先の路線で種別が変わる場合は、線名表示に続き「〇〇線内は（（種別）で運転します。 or 各駅に止まります。）」と案内される。

### 番台区分
E231系近郊タイプの番台区分は以下の規則に従って行われる。
- 寒地仕様 … +1000
- 衝撃吸収構造 … +5000
- 座席形態
  - ロングシート車 … +0
  - セミクロスシート車 … +2000
  - 両車で座席形態が異なる電動車ユニット … それぞれに+500
- トイレの設置
  - トイレがある中間普通車 … +5000
  - トイレがあるクハE231形 … +500
  - トイレがあるクハE230形 … +0

| 構造                                | 形式・番台 | 形式・番台 | 形式・番台 | 座席                | 電動車ユニットの座席形態／トイレの有無 | 該当号車  | 該当号車   |
| 構造                                | 形式・番台 | 形式・番台 | 形式・番台 | 座席                | 電動車ユニットの座席形態／トイレの有無 | 小山所属  | 国府津所属 |
| ----------------------------------- | ---------- | ---------- | ---------- | ------------------- | -------------------------------------- | --------- | ---------- |
|                                     |            |            |            |                     |                                        |           |            |
| 寒地仕様（+1000） 衝撃吸収（+5000） | クハ       | E231形     | 6000番台   | ロング（+0）        |                                        | 10号車    |            |
| 寒地仕様（+1000） 衝撃吸収（+5000） | クハ       | E231形     | 8000番台   | セミクロス（+2000） | 15号車                                 | 15号車    |            |
| 寒地仕様（+1000） 衝撃吸収（+5000） | クハ       | E231形     | 8500番台   | セミクロス（+2000） | トイレがあるクハE231形（+500）         |           | 10号車     |
| 寒地仕様（+1000） 衝撃吸収（+5000） | クハ       | E230形     | 6000番台   | ロング（+0）        | トイレがあるE230形（+0）               | 11号車    | 11号車     |
| 寒地仕様（+1000） 衝撃吸収（+5000） | クハ       | E230形     | 8000番台   | セミクロス（+2000） | トイレがあるE230形（+0）               | 1号車     | 1号車      |
| 寒地仕様（+1000）                   | モハ       | E231形     | 1000番台   | ロング（+0）        |                                        | 8・13号車 | 13号車     |
| 寒地仕様（+1000）                   | モハ       | E230形     | 1000番台   | ロング（+0）        | 7・12号車                              | 12号車    |            |
| 寒地仕様（+1000）                   | モハ       | E231形     | 1500番台   | ロング（+0）        | 座席形態が異なる電動車ユニット（+500） | 3号車     | 3号車      |
| 寒地仕様（+1000）                   | モハ       | E230形     | 3500番台   | セミクロス（+2000） | 座席形態が異なる電動車ユニット（+500） | 2号車     | 2号車      |
| 寒地仕様（+1000）                   | モハ       | E231形     | 3500番台   | セミクロス（+2000） | 座席形態が異なる電動車ユニット（+500） |           | 9号車      |
| 寒地仕様（+1000）                   | モハ       | E230形     | 1500番台   | ロング（+0）        | 座席形態が異なる電動車ユニット（+500） |           | 8号車      |
| 寒地仕様（+1000）                   | サハ       | E231形     | 1000番台   | ロング（+0）        |                                        | 9号車     | 6・7号車   |
| 寒地仕様（+1000）                   | サハ       | E231形     | 3000番台   | セミクロス（+2000） | 14号車                                 | 14号車    |            |
| 寒地仕様（+1000）                   | サハ       | E231形     | 6000番台   | ロング’+0）         | トイレがある中間普通車（+5000）        | 6号車     |            |
| 寒地仕様（+1000）                   | サロ       | E231形     | 1000番台   | グリーン車          |                                        | 5号車     | 5号車      |
| 寒地仕様（+1000）                   | サロ       | E230形     | 1000番台   | グリーン車          | 4号車                                  | 4号車     |            |

### 編成組成
- 基本編成・付属編成を併結する際は、基本編成が沼津・伊東・逗子方、付属編成が前橋・宇都宮方となる。
- 10両編成（基本編成）は沼津・伊東・逗子方が1号車、前橋・宇都宮方が10号車。5両編成（付属編成）は沼津・伊東・逗子方が11号車、前橋・黒磯方が15号車。
- 凡例
  - [車]WC：車椅子対応大型洋式トイレ・和WC…和式トイレ・洋WC：洋式トイレ・[洗]：洗面所
  - [乗]：乗務員室・[業]：業務用室

小山車両センター所属編成
|                      |                | ← 前橋・宇都宮沼津・伊東・逗子 → |               |                  |               |               |                           |                           |                           |                           |                           |
|                      |                |                                  |               |                  |               |               |                           |                           |                           |                           |                           |
| 10両編成（基本編成） | 号車           | 10                               | 9             | 8                | 7             | 6             | 5                         | 4                         | 3                         | 2                         | 1                         |
| 10両編成（基本編成） | 形式・番台区分 | クハE231-6000                    | サハE231-1000 | ＞ モハE231-1000 | モハE230-1000 | サハE231-6000 | サロE231-1000             | サロE230-1000             | ＞ モハE231-1500          | モハE230-3500             | クハE230-8000             |
| 10両編成（基本編成） | 座席           | ロング                           | ロング        | ロング           | ロング        | ロング        | グリーン車                | グリーン車                | ロング                    | セミクロス                | セミクロス                |
| 10両編成（基本編成） | その他設備     |                                  |               |                  |               | 和WC ※        | 洋WC、[洗]                | [乗]、[業]                |                           |                           | [車]WC                    |
| 10両編成（基本編成） | 搭載機器       |                                  |               | VVVF             | SIV,CP        |               |                           |                           | VVVF                      | CP,SIV                    |                           |
| 5両編成（付属編成）  | 号車           | 15                               | 14            | 13               | 12            | 11            | ※2006年以降の増備車は洋WC | ※2006年以降の増備車は洋WC | ※2006年以降の増備車は洋WC | ※2006年以降の増備車は洋WC | ※2006年以降の増備車は洋WC |
| 5両編成（付属編成）  | 形式・番台区分 | クハE231-8000                    | サハE231-3000 | ＞ モハE231-1000 | モハE230-1000 | クハE230-6000 | ※2006年以降の増備車は洋WC | ※2006年以降の増備車は洋WC | ※2006年以降の増備車は洋WC | ※2006年以降の増備車は洋WC | ※2006年以降の増備車は洋WC |
| 5両編成（付属編成）  | 座席           | セミクロス                       | セミクロス    | ロング           | ロング        | ロング        | ※2006年以降の増備車は洋WC | ※2006年以降の増備車は洋WC | ※2006年以降の増備車は洋WC | ※2006年以降の増備車は洋WC | ※2006年以降の増備車は洋WC |
| 5両編成（付属編成）  | その他設備     |                                  |               |                  |               | [車]WC        | ※2006年以降の増備車は洋WC | ※2006年以降の増備車は洋WC | ※2006年以降の増備車は洋WC | ※2006年以降の増備車は洋WC | ※2006年以降の増備車は洋WC |
| 5両編成（付属編成）  | 搭載機器       |                                  |               | VVVF             | CP,SIV        |               | ※2006年以降の増備車は洋WC | ※2006年以降の増備車は洋WC | ※2006年以降の増備車は洋WC | ※2006年以降の増備車は洋WC | ※2006年以降の増備車は洋WC |
| 5両編成（付属編成）  | 車両重量 (t)   | 26.6                             | 22.6          | 28.4             | 30.0 28.3     | 27.8          | ※2006年以降の増備車は洋WC | ※2006年以降の増備車は洋WC | ※2006年以降の増備車は洋WC | ※2006年以降の増備車は洋WC | ※2006年以降の増備車は洋WC |

国府津車両センター所属車両
- 国府津車両センター所属の基本編成6・7号車（サハE231形1000番台）はK-01編成のみ新車で、K-02編成以降は小山車両センターからの転属車。

|                      |                | ← 前橋・宇都宮沼津・伊東・逗子 → |                  |                  |               |               |               |               |                  |               |               |
|                      |                |                                  |                  |                  |               |               |               |               |                  |               |               |
| 10両編成（基本編成） | 号車           | 10                               | 9                | 8                | 7             | 6             | 5             | 4             | 3                | 2             | 1             |
| 10両編成（基本編成） | 形式・番台区分 | クハE231-8500                    | ＞ モハE231-3500 | モハE230-1500    | サハE231-1000 | サハE231-1000 | サロE231-1000 | サロE230-1000 | ＞ モハE231-1500 | モハE230-3500 | クハE230-8000 |
| 10両編成（基本編成） | 座席           | セミクロス                       | セミクロス       | ロング           | ロング        | ロング        | グリーン車    | グリーン車    | ロング           | セミクロス    | セミクロス    |
| 10両編成（基本編成） | その他設備     | [車]WC                           |                  |                  |               |               | 洋WC、[洗]    | [乗]、[業]    |                  |               | [車]WC        |
| 10両編成（基本編成） | 搭載機器       |                                  | VVVF             | SIV,CP           |               |               |               |               | VVVF             | CP,SIV        |               |
| 10両編成（基本編成） | 車両重量 (t)   | 27.9                             | 29.4             | 29.3             | 23.0          | 23.0          | 36.1          | 35.4          | 28.8             | 29.9          | 27.8          |
| 5両編成（付属編成）  | 号車           | 15                               | 14               | 13               | 12            | 11            |               |               |                  |               |               |
| 5両編成（付属編成）  | 形式・番台区分 | クハE231-8000                    | サハE231-3000    | ＞ モハE231-1000 | モハE230-1000 | クハE230-6000 |               |               |                  |               |               |
| 5両編成（付属編成）  | 座席           | セミクロス                       | セミクロス       | ロング           | ロング        | ロング        |               |               |                  |               |               |
| 5両編成（付属編成）  | その他設備     |                                  |                  |                  |               | [車]WC        |               |               |                  |               |               |
| 5両編成（付属編成）  | 搭載機器       |                                  |                  | VVVF             | CP,SIV        |               |               |               |                  |               |               |
| 5両編成（付属編成）  | 車両重量 (t)   | 26.8                             | 23.5             | 28.8             | 29.3          | 27.6          |               |               |                  |               |               |

（参考）グリーン車組み込み前の小山車両センター所属基本編成
- 付属編成の編成形態は現在と同様。

|                      |                | ← 前橋・宇都宮上野・逗子 → |               |                  |               |               |               |               |                  |               |               |
|                      |                |                            |               |                  |               |               |               |               |                  |               |               |
| 10両編成（基本編成） | 号車           | 10                         | 9             | 8                | 7             | 6             | 5             | 4             | 3                | 2             | 1             |
| 10両編成（基本編成） | 形式・番台区分 | クハE231-6000              | サハE231-1000 | ＞ モハE231-1000 | モハE230-1000 | サハE231-6000 | サハE231-1000 | サハE231-1000 | ＞ モハE231-1500 | モハE230-3500 | クハE230-8000 |
| 10両編成（基本編成） | 座席           | ロング                     | ロング        | ロング           | ロング        | ロング        | ロング        | ロング        | ロング           | セミクロス    | セミクロス    |
| 10両編成（基本編成） | その他設備     |                            |               |                  |               | 和WC          |               |               |                  |               | [車]WC        |
| 10両編成（基本編成） | 搭載機器       |                            |               | VVVF             | SIV,CP        |               |               |               | VVVF             | SIV,CP        |               |
| 10両編成（基本編成） | 車両重量 (t)   | 26.4                       | 22.2          | 28.4             | 30.0 28.3     | 23.4          | 22.2          | 22.2          | 28.4             | 28.7          | 28.0          |

### 行先表示
- 側面の行先表示器には、通勤タイプ同様、行先と路線名と交互に表示される。複数の路線を直通する場合は複数の路線名が同時に表示される[注 29]。ただし、宇都宮線・高崎線の上野行および宇都宮線の大宮行上り列車では路線名を表示せず「上野」「大宮」を表示する。
- 前面行先表示器には、基本的に路線名のみを表示する。ただし、宇都宮線・高崎線の上野行きおよび宇都宮線の大宮行き上り列車では、路線名を表示せず「上野」「大宮」を表示する。また、湘南新宿ラインと上野東京ラインの列車では「湘南新宿ライン」または「上野東京ライン」と「○○線直通」を交互に表示する（例「湘南新宿ライン」→「高崎線直通」）。
- その他に、以前は113・115・211系と合わせる形で「赤羽」（宇都宮線・高崎線）、「熊谷」（高崎線）、「伊勢崎」（両毛線）、「小山」（宇都宮線）、「宇都宮」（日光線）、「高崎」（信越線）、「高崎」（上越線）、「高崎」（吾妻線）などの主要駅の他、過去に行楽列車の設定があった「三峰口」（秩父鉄道）も表示できるように設定されたが、湘南新宿ライン特別快速など系統を増やした際に消去された[注 30]。また同時に、以前は設定がなかった「鴻巣」（高崎線）および「古河」（宇都宮線）が加えられている[注 31]。鴻巣に加え「本庄」（高崎線）など[注 32]、通常のダイヤ（2025年現在）では設定されることがない行先も表示可能。
  - 上野東京ライン開業に伴う再見直しにより、上野東京ライン関連の経由・行先パターンの追加とともに「熊谷」の再追加のほか「岡部」（高崎線）の新規追加などが行われた（いずれも2021年現在終着列車の設定なし）。
- 本系列はJR東海管内の熱海 - 沼津間にも乗り入れるほか、御殿場線国府津 - 山北間にも乗り入れていたため、先述の「沼津」や「国府津」（御殿場線）、「山北」（御殿場線）、「山北」（東海道御殿場線）の表示が可能。
- 2021年時点で行先表示が可能な駅の最西端は「沼津」、最南端は「伊東」、最北端は「前橋」（高崎・両毛線側）と「黒磯」（宇都宮線側）。
- 2014年末より路線名に英字表記を追加したタイプに変更が進んでおり、翌2015年3月までにすべて新タイプの表示に変更された。なお同様の変更は0番台（常磐線・成田線）及びE531系、E233系3000番台でも行われた。

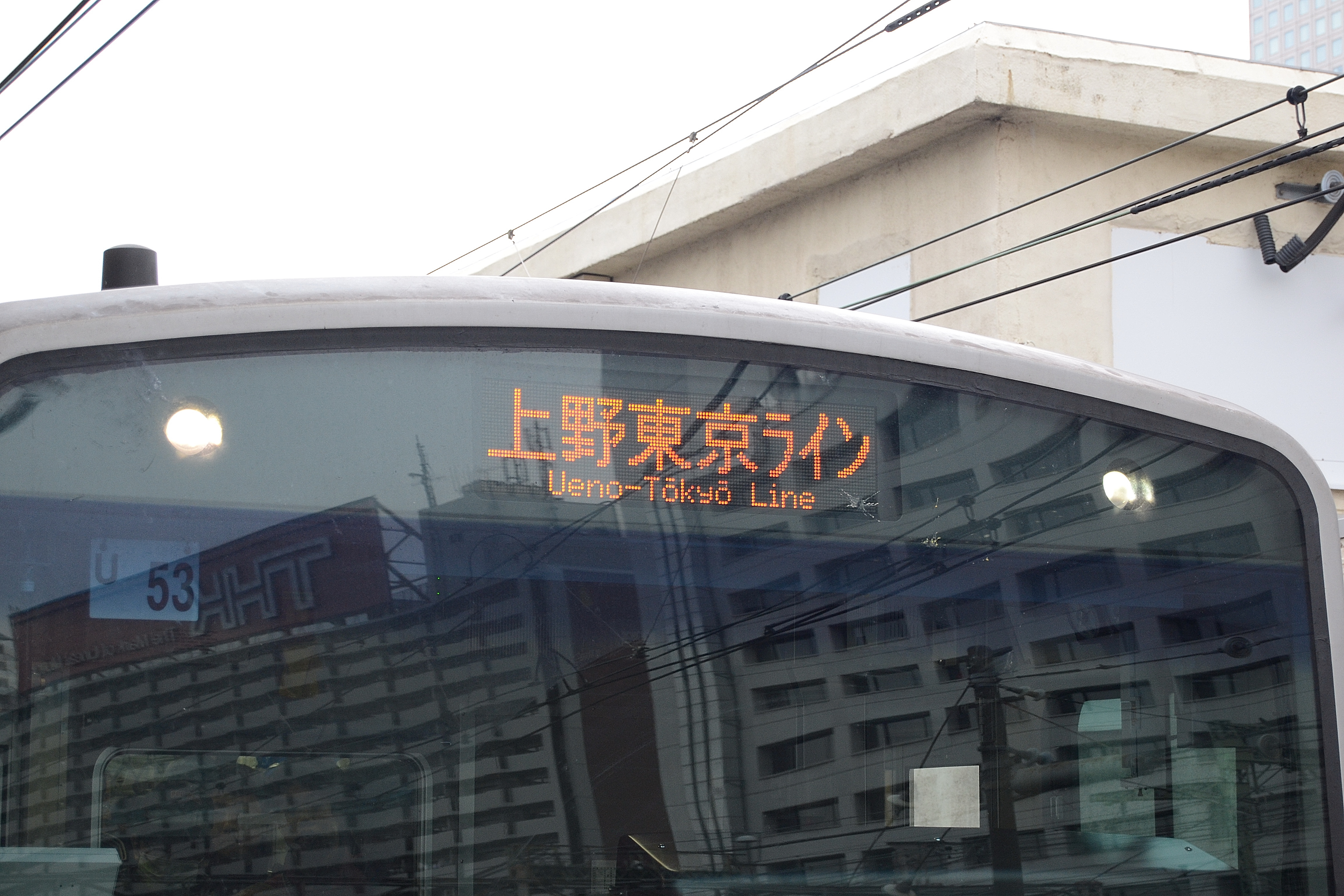
前面表示器に表示された「上野東京ライン」の表示（2015年3月15日）
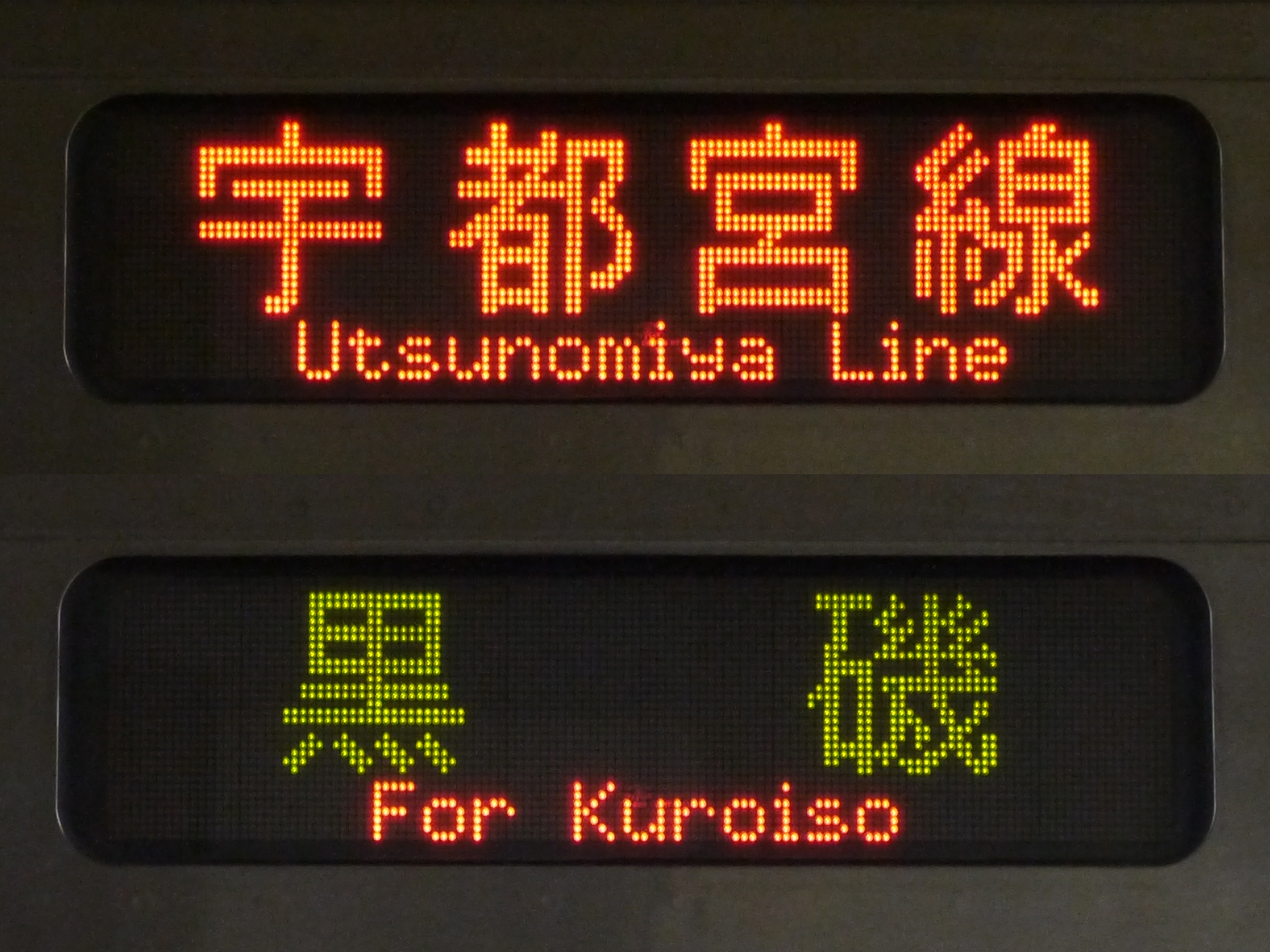
LED式側面行先表示器（2015年1月10日）

## 改造工事

### 機器更新
2015年（平成27年）度よりVVVF・ドアエンジン・SIVなど各種機器の更新工事が施工されている。単独工事のほか他線区への転用改造と同時に行われる事例もある。
常磐快速線用0番台では2015年（平成27年）度より機器更新が施行された。2016年度以前の更新工事は中間付随車への施工が見送られていたが、2017年度以降は中間付随車を含む全車両を対象に行われている。また、当初更新が見送られた中間付随車についても、2017年度より順次追加更新が行われている。
近郊タイプも2015年度より小山車両センター所属の前期車を対象に各種機器更新工事が順次施工され、2018年度に前期車全編成の制御車・中間電動車の機器更新が完了した。なお、2016年度以前の更新工事は中間付随車への施工が見送られていたが、2017年度以降から中間付随車も含む全車両を対象とした工事に変更された。また、当初更新が見送られた中間付随車についても、同年度より順次追加更新が実施された。
国府津車両センター所属の近郊タイプも2020年度より東京総合車両センターにおいて機器更新工事を実施することが計画されている。

### 500番台の中央・総武緩行線転用改造
- 運用線区：
  - 中央・総武線各駅停車

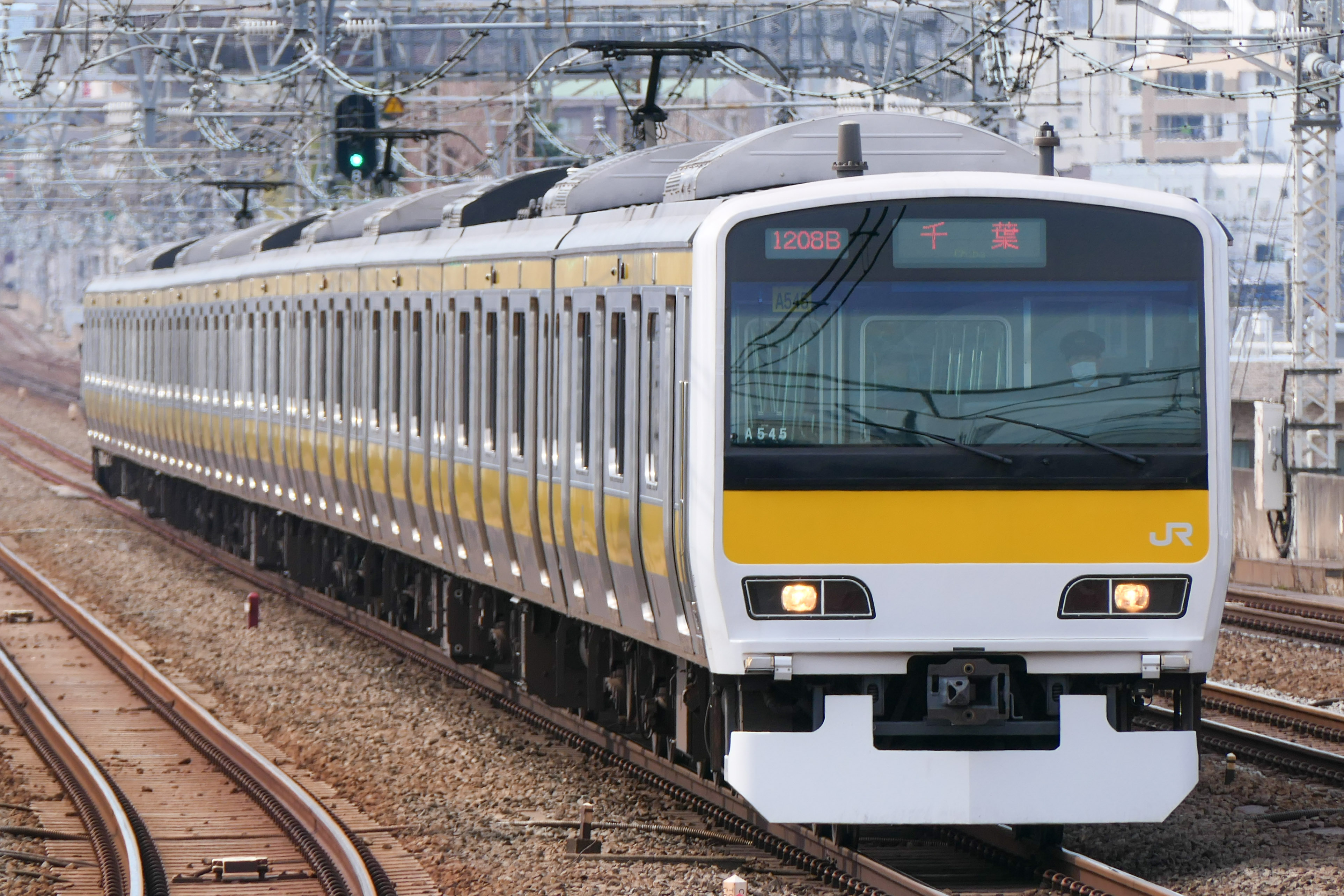
中央・総武緩行線転用後のE231系500番台
（2021年3月6日 吉祥寺駅 - 西荻窪駅間）

    - 運用区間：三鷹 - 新宿 - 御茶ノ水 - 錦糸町 - 千葉
      - 2020年3月まで早朝・深夜に限り、中央線の武蔵小金井、立川発着運用があった。
- 車体帯の色：■カナリアイエロー（黄1号）
- 所属車両数（2021年4月1日現在）：三鷹車両センター…10両編成52本（520両）[27]

2014年（平成26年）11月の発表で、山手線のE231系を順次新型車両のE235系に代替することが決定した。これに先立ち、トウ520編成のうち8両が総合車両製作所新津事業所へと配給輸送され、うちサハE231-4620を除く7両は返却された。トウ520編成は帯の黄色化・所属表記変更（東トウ→八ミツ）・改造を受けた上でミツA520編成となり、三鷹車両センターへ回送された。配給時に抜き取ったサハE231-4620はサハE235-4620へと改造され、E235系第1編成に組み込まれた。
その後、E235系0番台の量産が2017年（平成29年）春より開始されると、本系列の中央・総武緩行線への転用が進行し、2020年（令和2年）1月20日限りで山手線での運用を終了。全編成が中央・総武緩行線へ転出した。なお、500番台の転用に伴って玉突きで捻出された0番台は武蔵野線や八高線・川越線に転用された。
|                 | ← 千葉三鷹・立川 → |                 |              |              |                 |              |              |                 |              |              |
| 号車            | 1                  | 2               | 3            | 4            | 5               | 6            | 7            | 8               | 9            | 10           |
| 形式・ 番台区分 | クハE231-500       | ＞ モハE231-500 | モハE230-500 | サハE231-600 | ＞ モハE231-500 | モハE230-500 | サハE231-500 | ＞ モハE231-500 | モハE230-500 | クハE230-500 |
| 搭載機器        |                    | VVVF            | SIV,CP       |              | VVVF            | SIV,CP       |              | VVVF            | SIV,CP       |              |

### 0番台・900番台の武蔵野線転用改造

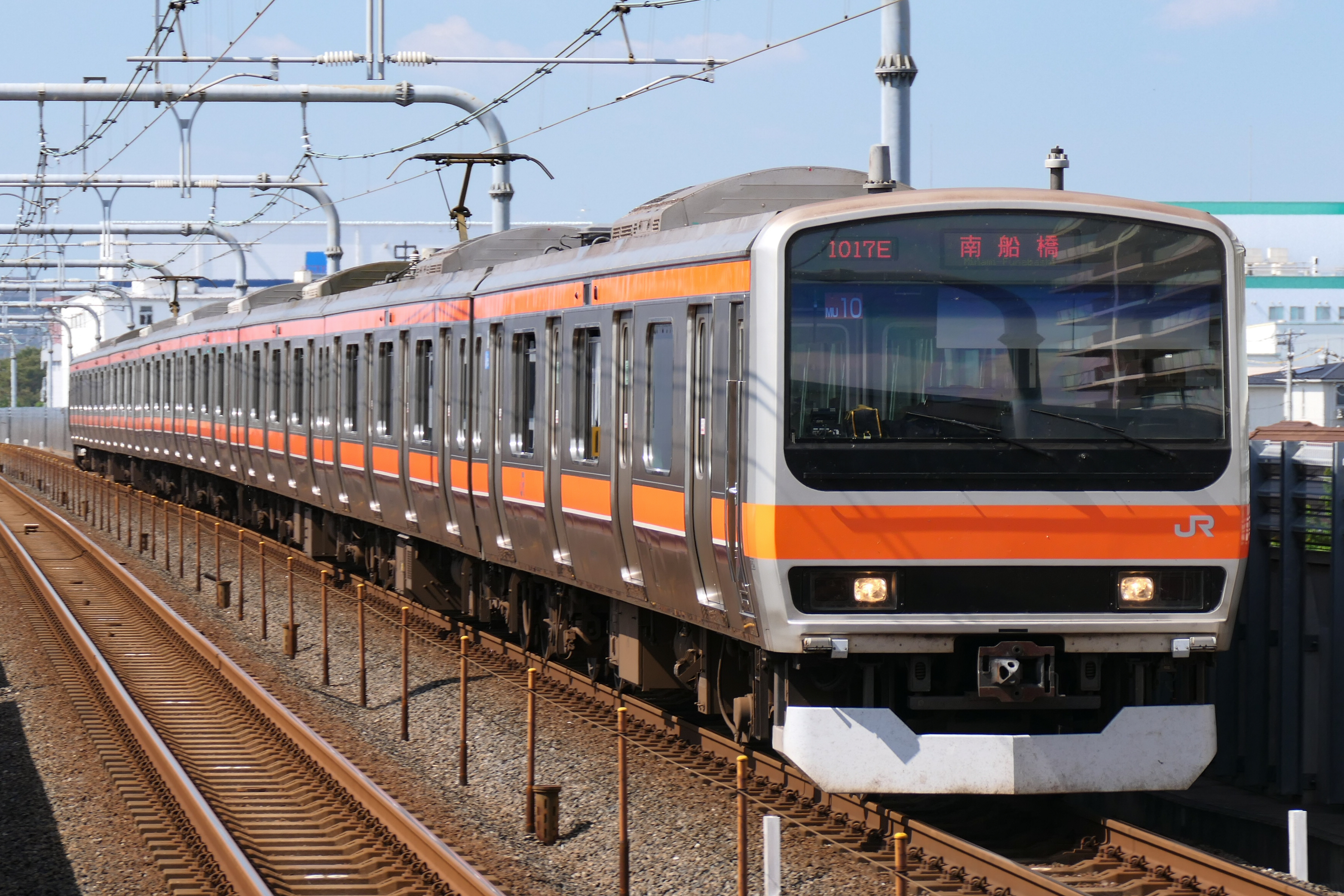
武蔵野線用E231系MU10編成
（2021年10月6日 越谷レイクタウン駅）

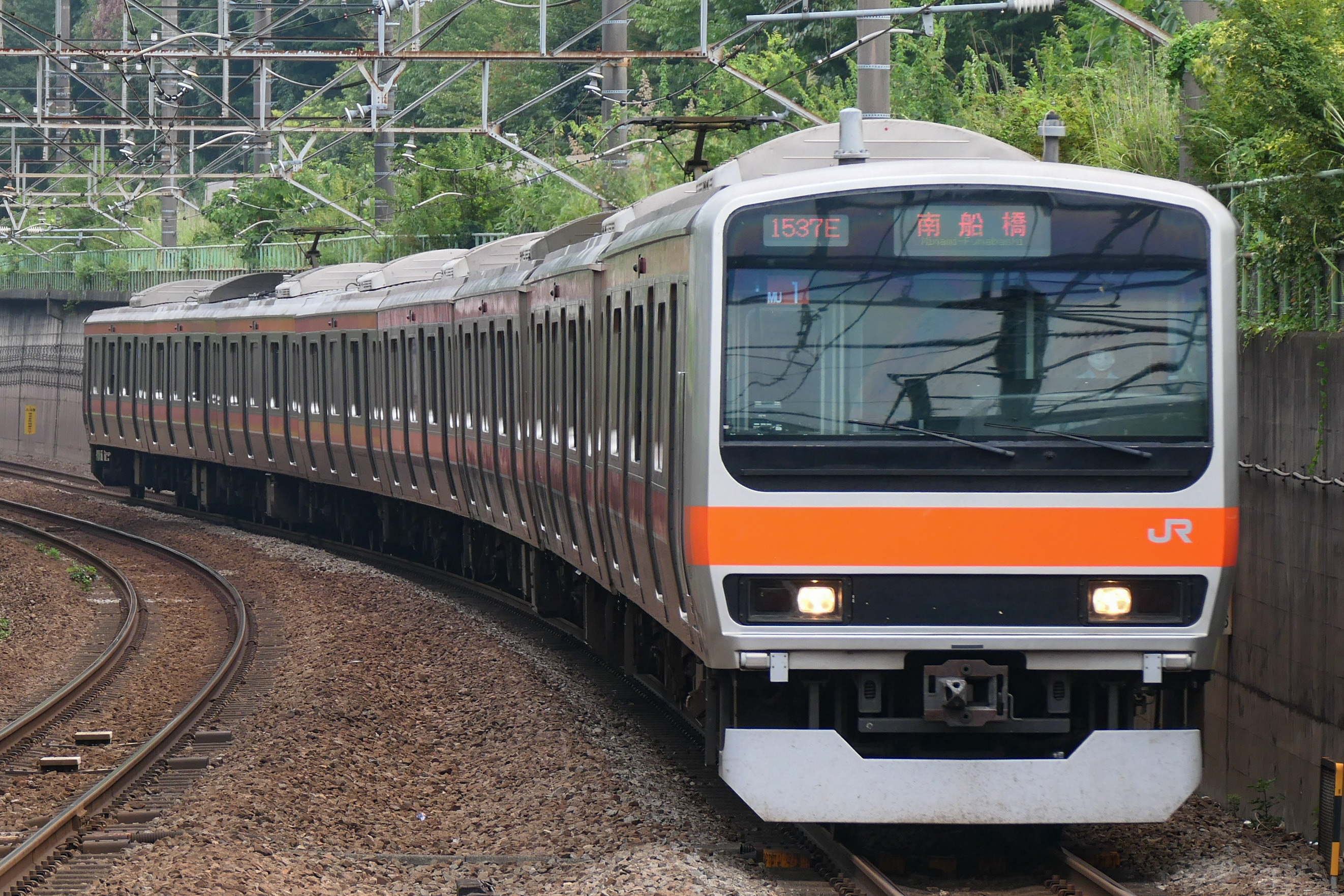
武蔵野線転用後の900番台
（2022年8月26日 北府中駅）

武蔵野線用205系の置き換え用として、中央・総武線各駅停車用0番台を8両編成にして転用させた車両で、第1編成が2017年9月14日に落成、同年11月1日から運用を開始した。900番台も2020年に武蔵野線転用改造が実施された。
- 運用線区：
  - 武蔵野線：府中本町 - 西船橋、西浦和 - 別所信号場 - 与野、武蔵浦和 - 別所信号場、新小平 - 国立
  - 京葉線：東京 - 西船橋・西船橋 - 海浜幕張
  - 東北貨物線：与野 - 大宮
  - 中央線快速電車：国立 - 八王子
- 車体の帯の色：■■オレンジ+茶（正面は■オレンジのみ）
- 所属車両数（2021年4月1日現在）：京葉車両センター…0番台8両編成33本（264両）・900番台8両編成1本（8両）[16]

第1編成はJR東日本テクノロジー青森改造センターで武蔵野線向けへの転用改造と制御装置などの機器類を更新施工を行い、2017年7月に同センター改造車第1弾となって出場、出場後は、秋田総合車両センターにて帯変更などの仕上げ改造を行い、同年9月19日に京葉車両センターへ配給輸送された。乗務員扉の塗装は、中央・総武線各駅停車運用時は全体が黄色だったが、側面の帯がそのまま引き延ばされた。また、先頭車両前面のFRP部分は工場展示時点では白色であったが、配給輸送時にオリジナルの銀色に戻されている。第1編成の4号車以外はミツB22編成から、4号車はミツB5編成からそれぞれ転用され、5号車には線路設備モニタリング装置を搭載する。
2018年1月から2020年9月にかけて計32編成が、大宮総合車両センターにて8両編成化及び転用改造のうえ転入した。2020年10月には松戸車両センターから1編成が、8両編成化及び転用改造のうえ転入した。
|              |          | ← 東京・海浜幕張・大宮（むさしの号）府中本町・八王子・大宮（しもうさ号） → |                 |               |              |              |                 |               |                |  |  |
|              |          |                                                                            |                 |               |              |              |                 |               |                |  |  |
| 号車         | 号車     | 1                                                                          | 2               | 3             | 4            | 5            | 6               | 7             | 8              |  |  |
| 形式         | 形式     | クハE231 (Tc)                                                              | ＞ モハE231 (M) | モハE230 (M') | サハE231 (T) | サハE231 (T) | ＞ モハE231 (M) | モハE230 (M') | クハE230 (Tc') |  |  |
| 搭載機器     | 搭載機器 |                                                                            | VVVF            | SIV,CP        |              |              | VVVF            | SIV,CP        |                |  |  |
| 車両重量 (t) |          |                                                                            |                 |               |              |              |                 |               |                |  |  |

## 運用

### 中央・総武緩行線
中央・総武緩行線では1998年に次世代通勤車の試作車として209系950番台が三鷹電車区に配置され、1999年3月に営業運転を開始した。この間に209系の幅広車体車として登場した209系500番台が習志野電車区に配置され、1998年12月29日に営業運転を開始している。
2000年以降は量産車のE231系0番台が三鷹・習志野の両電車区に投入され、103系や201系、205系の置き換えが開始された。習志野電車区は2001年3月に209系とE231系へ、三鷹電車区は2001年11月にE231系への統一を完了した（地下鉄東西線直通を除く）。209系950番台は2000年6月にE231系900番台に改番されている。
2003年には習志野電車区の配置が三鷹電車区に集約され、209系500番台とともに運用されている。2004年には三鷹電車区が三鷹車両センターに組織変更された。
2010年からの山手線へのホームドア導入に伴って同線のE231系500番台の6扉車を4扉車に置き換えることとなったが、新津車両製作所製の4扉車の新車回送と長野総合車両センターへの6扉車の廃車回送用の伴車として三鷹車両センターのミツB27編成（クハE231-27ほか）が東京総合車両センターへ一時転出し、山手線6扉車の置き換えが終了した2011年に三鷹へ再転入した。
2015年からの山手線へのE235系投入により、同線のE231系500番台が中央・総武緩行線に転用された。E231系0番台は6編成が中央・総武緩行線に残ったが、多くは武蔵野線や八高線・川越線へ転用された。900番台は武蔵野線へ転用されている。
2020年3月14日改正では中央・総武緩行線で早朝夜間に存在した武蔵小金井駅・立川駅乗り入れが終了し、終日三鷹駅までの運用となった。また、日本全国で最後まで残っていた6扉車の運用が2020年3月13日限りで終了した。

### 宇都宮線・高崎線上野口

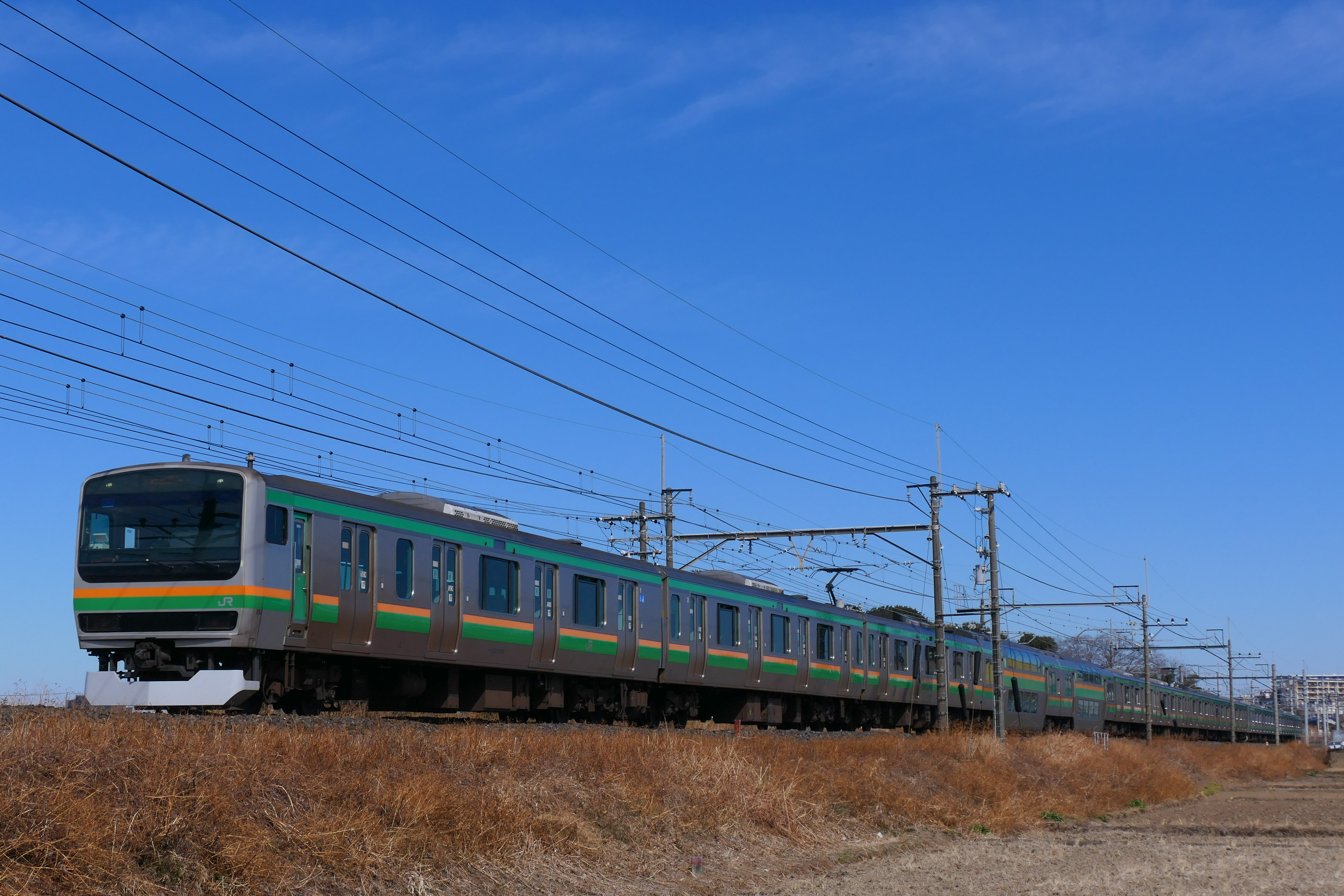
近郊タイプ小山車両センター所属車
（2021年2月10日 蓮田駅 - 東大宮駅間）

2000年（平成12年）3月から近郊タイプが小山電車区（現：小山車両センター）へ115系置き換え用として新製配置され、同年6月21日から宇都宮線の普通列車・快速列車として営業運転を開始した。2001年（平成13年）9月1日からは高崎線・上越線・両毛線の普通・快速列車でも運用が開始され、同年12月1日の湘南新宿ラインの運行開始と共に同線や直通先の横須賀線・東海道線にも運用を拡大した。2004年10月16日 - 2015年3月13日までは湘南新宿ラインの全列車が近郊タイプで運行された。

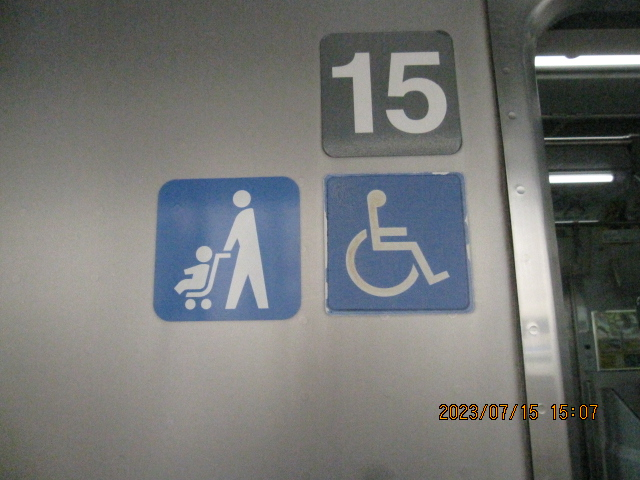
E231系小山車の15号車ステッカー

2000 - 2003年に基本編成（10両・U編成）41本410両と付属編成（5両・U編成）28本140両の合計550両が配置され、当初は全車が普通車であった。2004年（平成16年）10月16日のダイヤ改正で同センター所属115系の全定期運用を置き換えた。
宇都宮線・高崎線へのグリーン車導入に伴い、2004 - 2005年にかけて全基本編成に2階建てグリーン車2両が組み込まれた。これに際し余剰となる普通車2両は編成から外れ、国府津車両センター向けの東海道線用新造編成に組み込まれた。
2006年には上野駅発着の宇都宮線・高崎線の全中距離列車にグリーン車を組み込むことが決定した。この決定と前後して同年2 - 6月にかけて小山車両センター向けに基本編成8本80両・付属編成6本30両の計110両が追加投入された。新造車の基本編成には当初からグリーン車が組み込まれ、付属編成には11 - 15号車のステッカーを貼り付けした。仕様は国府津車両センター配置車両に準拠する。
これらの編成の配置により、2006年7月8日のダイヤ改正で本系列が高崎車両センター所属の211系の一部運用を置き換えた。この改正より、上野駅発着の宇都宮線・高崎線の全中距離列車にグリーン車が連結されることとなり、また日中の15両運用が大幅に増加した。さらに、これに合わせて宇都宮線の自治医大駅・石橋駅・雀宮駅のホームが15両対応に延伸され、宇都宮駅まで15両編成で運用できるようになった。
2006年3月18日より、同年1 - 2月に落成した一部編成が当時車両不足となっていた国府津車両センターに貸し出された。また、2008年2月にも付属編成1本が、E217系の転出で車両が不足していた国府津車両センターに貸し出された。当該編成には、東海旅客鉄道（JR東海）区間（東海道線熱海 - 沼津間・御殿場線国府津 - 山北間）への入線を考慮し、当センター所属編成の本来の運用区間では必要ない速度照査対応のATS-SN'が搭載され、実際にJR東海区間にも入線した。
2007年3月下旬には、訓練車分の予備車増加に対応するため、東急車輛製造で付属編成1本（U-118編成）が新たに製造された。なお、この編成が通勤形も含めた本系列最後の新造編成となった。
2008年春までに全編成のスカートがV字にとがった大型のものに交換され、優先席付近の吊り革もE233系タイプのものに交換された。なお、2006年度に増備したU-584・U-105以降の編成は製造当初からV字にとがった大型形状のスカートを装備している。製造はグリーン車も含めて東急車輛・川崎重工が担当している。
2008年にはU14・U520編成にホーム検知装置が取り付けられた。この装置は京浜東北線・根岸線で使われていた209系のものを再利用したものである。その後、両編成ともに2009年2月頃に撤去された。
湘南新宿ラインの東海道線 - 高崎線系統（小田原 - 高崎間）からは、2004年10月16日から一時運用を外れていたが、国府津車及びE233系との併結を機に再び運用に入っている。
2015年度以降の機器更新車及び2006年以降製造の後期車は、2016年3月26日のダイヤ改正前までJR東海熱海駅 - 沼津駅間の運用が暫定的に禁止されており、前面窓および乗務員扉に○eマーク（○内に「e」）のステッカーが貼られていた。
2016年度末の時点で、宇都宮線・高崎線向けE235系の導入によって当系列を改造の上各地方線区へ転用させ、211系の置き換えを行う計画が検討されていた。2020年5月現在、E231系の置き換え及び地方転用についてJR東日本からの公式発表はないが、E235系を宇都宮線・高崎線に導入する方針については一部報道機関によって2018年度に報じられている。
2021年4月現在の小山車両センターへの配置数は、基本編成（10両・U編成）49本490両と付属編成（5両・U編成）35本175両の計665両。

### 常磐快速・成田線
常磐快速線へは103系の置き換えのため、0番台が松戸電車区に新製配置され、2002年3月より運用を開始した。当初の運用区間は常磐快速線上野駅 - 取手駅間および成田線我孫子駅 - 成田駅間。103系の定期運用は2006年3月に終了した。
2015年の上野東京ライン開業後は常磐快速線用E231系が東海道線品川駅まで乗り入れるようになった。

### 山手線
205系で統一されていた山手線ではデジタルATC導入を機にE231系500番台に置き換えられることになり、2002年より新製配置が開始された。配置は山手電車区で、11両編成のうち7・10号車の2両が6扉車となった。置き換えられた205系は103系置き換えのため周辺各線区へ転出し、205系の山手線運用は2005年に終了した。この間の2004年6月に山手電車区と大井工場が統合し、東京総合車両センターが発足している。
山手線では2010年よりホームドアが設置されることになり、6扉車・サハE230形の代替として4扉の新造車サハE231形600・4600番台が組み込まれた。新津車両製作所で製造された4扉車の新車回送と長野総合車両センターへの6扉車の廃車回送に使用するため、中央・総武緩行線用0番台ミツB27編成（クハE231-27ほか）が三鷹車両センターから東京総合車両センターに一時転属している。2011年8月に山手線6扉車の運用が終了し、同編成は2011年11月に三鷹車両センターに返却された。
2015年より山手線へE235系が投入されるのに伴い、置き換えられたE231系500番台は中央・総武緩行線に転用されて三鷹車両センターへ転出した。E231系から外されたサハE231形4600番台は大多数がサハE235形4600番台に改造・改番され、山手線用E235系0番台10号車に編入された。山手線の予備本数削減とサハE235形500番台の登場により、サハE231形4600番台4両が余剰になったが、これらは2020年9月10日付で廃車となった。
山手線でのE231系の運用は2020年1月20日の終日00G内回り運用をもって終了し、1月24日に最後まで活躍したトウ506編成の東京総合車両センター入場をもって山手線で運用される車両は全てE235系に統一された。

### 地下鉄東西線直通列車
中央・総武緩行線のうち地下鉄（営団地下鉄→東京地下鉄〈東京メトロ〉）東西線直通列車では2003年よりE231系800番台の運用が開始され、従来の301系と103系1200番台が置き換えられた。
運用区間は中央線三鷹駅 - 中野駅間、地下鉄東西線中野駅 - 西船橋駅間、総武線西船橋駅 - 津田沼駅間。走行距離調整のため、東西線内のみの運用にも使用されている。なお、東西線と相互直通運転を行っている東葉高速鉄道東葉高速線へは乗り入れない。

### 東海道線東京口

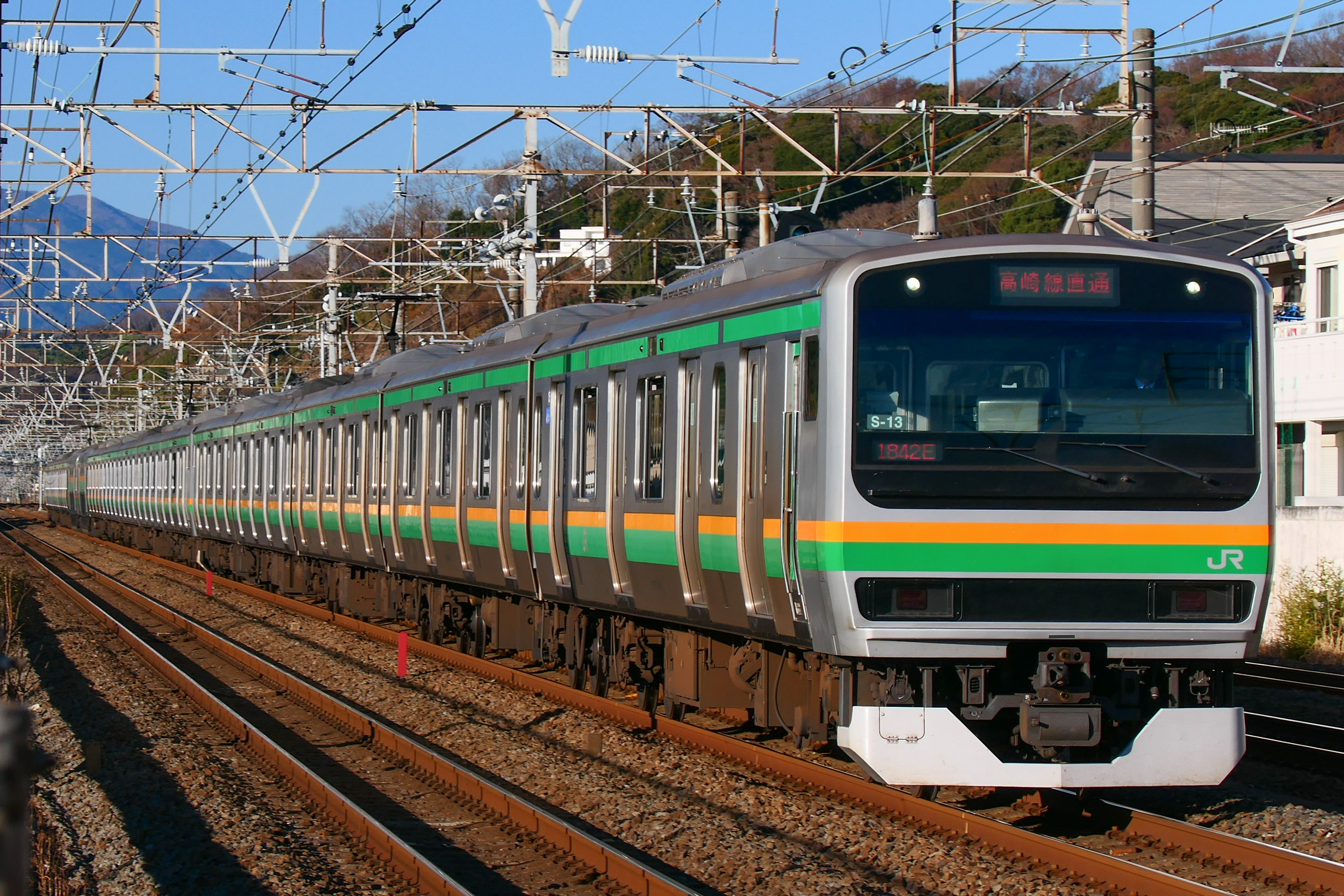
近郊タイプ国府津車両センター所属車
（2023年1月10日 二宮駅 - 大磯駅間）

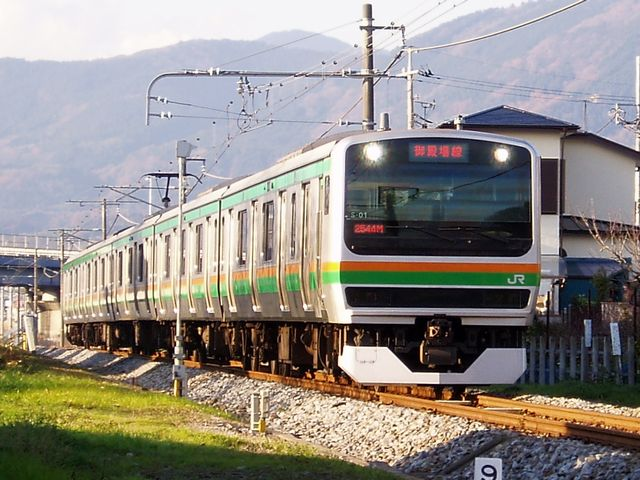
御殿場線を走行する国府津車両センター所属車

2004年1月からは東海道線の113系置き換え用として国府津車両センターへ近郊タイプの新製配置が始まった。これらの車両では新たにグリーン車が組み込まれ、これに合わせて小山車両センター向けの近郊タイプにもグリーン車組み込みが実施された。また、以降に製造された車両では、運転台や車内設備の仕様が一部変更されている。
2004 - 2006年に基本編成（10両・K編成）42本420両と付属編成（5両・S編成）34本170両の計590両が国府津車両センターに配置された。この際、一部の中間車は小山車両センターの編成から組み込まれている。この中には東海旅客鉄道（JR東海）所属の113系のうち東京 - 熱海間に乗り入れていた編成（静岡車両区所属の旧T編成）の置き換え分も含まれている。
東海道線での運用に先駆けて、同年7月18日より宇都宮線・高崎線で暫定的に運用を開始し、10月16日より湘南新宿ラインおよび東海道線・伊東線・御殿場線の普通・快速列車で本格的に運用を開始した。2006年（平成18年）3月18日のダイヤ改正で同センターの113系の全定期運用を置き換えた。この国府津車両センター向けの車両は2006年3月に国府津車両センターへの配備が完了した。
一部の編成は配置開始直後から2006年2月にかけて小山車両センターに貸し出され、小山車として宇都宮線や湘南新宿ラインの横須賀線 - 宇都宮線系統の運用や高崎線の小山車運用にも使用されていた。
配置開始直後に、一部の付属編成がJR東海静岡支社に乗務員訓練のために貸し出され、試運転で浜松駅まで入線したことがある。基本編成は「ひまわり号」で浜松駅まで入線したことがあり、2009年には付属編成が同様に「ひまわり号」で静岡駅まで入線している。
2008年春までに全編成のスカートがV字に尖がった大型のものに交換され、優先席付近の吊り革もE233系タイプのものに交換された。
御殿場線でも国府津 - 山北間で2往復運用されていたが、2012年3月17日のダイヤ改正で廃止された。2015年3月14日ダイヤ改正より、湘南新宿ラインの横須賀線 - 宇都宮線系統（逗子 - 宇都宮間）も定期運用に入っている。
所属両数は2021年4月現在、配置完了時の590両から変化していない。

### 武蔵野線
武蔵野線へは中央・総武緩行線へのE231系500番台転入で捻出された0・900番台が8両編成に短縮の上で転用され、205系が2020年までに置き換えられ、インドネシアに譲渡された。
E231系は209系500番台とともに京葉車両センターに配置され、武蔵野線府中本町駅 - 南船橋駅間のほか、京葉線東京駅・海浜幕張駅、「むさしの号」「しもうさ号」での大宮駅への乗り入れ、また「むさしの号」での中央本線八王子駅への乗り入れで運用されている。

### 八高・川越線
八高・川越線には中央・総武緩行線への500番台転入で捻出された0番台が3000番台へ改造の上で投入され、2018年に運用を開始した。これにより、205系3000番台や209系3000・3100番台が置き換えられた。
川越車両センターに配置され、同時期に転用改造された209系3500番台とともに八王子駅 - 高麗川駅 - 川越駅（一部は南古谷駅）間で運用されている。

## 標準車両としての応用・改良
本系列は、関東地方の他の鉄道事業者でも今後の車両開発における標準車両として重視されており、相模鉄道の10000系、東京急行電鉄（現：東急電鉄）の5000系列とその派生系列である6000系・7000系および横浜高速鉄道のY500系、東京都交通局（都営地下鉄）の10-300形が本系列の設計を基本としているほか、関西地方の南海電気鉄道8000系は、既存車両をベースとしながらも、本系列の部品を一部取り入れている。
また、TIMSをはじめとするシステムが特急形のE257系に応用されたほか、2005年から常磐線中距離電車用として本形式の交直流版であるE531系を順次投入している。
2006年12月26日からは本系列の後継車両であるE233系が中央線快速・青梅線・五日市線・京浜東北線・根岸線・常磐緩行線・東海道線・高崎線・宇都宮線・京葉線・横浜線・埼京線・川越線・南武線に投入された。
2015年には、E233系から更に発展したE235系（0番台）直流通勤型電車が山手線へ投入された。先頭車正面は耐オフセット衝突構造を採用し衝突安全性の向上が図られ、主制御器に炭化ケイ素（SiC）を用いた次世代半導体素子の採用によって車両の消費電力の低減が図られた。また、広告媒体はデジタルサイネージ化されるなど、新機軸が多数導入された。